# Proteste gegen Schutzmaßnahmen zur COVID-19-Pandemie in Deutschland

Protest gegen die Corona-Schutzmaßnahmen (re.) und Gegenprotest (li.) am 1. August 2020 in Berlin.

Demonstration Ende August 2020 mit programmatischen Spruchtafeln „Die Lügenjunta wird stürzen!“ und „Damals Hexenwahn, heute Coronawahn“

Proteste gegen Schutzmaßnahmen zur COVID-19-Pandemie in Deutschland (auch: Hygienedemonstrationen, (Anti-)Corona-Proteste, (Anti-)Corona-Demos, Querdenker-Proteste etc.) sind Demonstrationen gegen die Gesetze und Verordnungen, die deutsche Staatsbehörden aufgrund des Infektionsschutzgesetzes (IfSG) zur Eindämmung der COVID-19-Pandemie in Deutschland erlassen haben. Die Proteste begannen im März 2020 und richten sich besonders gegen sanktionsbewehrte Einschränkungen von Grundrechten der Freiheit der Person, der Versammlungsfreiheit und der Freizügigkeit.
Dieser Artikel konzentriert sich auf solche Aktionen, die von Personen aus dem Umfeld der in Stuttgart entstandenen Gruppe „Querdenken“ organisiert wurden. Ab Sommer 2020 meldete die Gruppe „Querdenken“ auch in weiteren Teilen Deutschlands Kundgebungen an und verbreitete sich regional. Es kamen weitere Akteure u. a. aus dem rechtspopulistischen bis rechtsextremistischen Milieu hinzu.
Auf den Veranstaltungen der Szene werden häufig Falschinformationen zur COVID-19-Pandemie verbreitet, Journalisten angegriffen und Auflagen oder Verbote missachtet. Die Polizei löste einige Kundgebungen auf. Seit Dezember 2020 stufen deutsche Verfassungsschutzbehörden Teile der „Querdenker“–Bewegung als rechtsextrem ein und beobachten diese Teile seit April 2021 als Phänomenbereich „Verfassungsschutzrelevante Delegitimierung des Staates“ bundesweit. Dabei stellten sie eine Radikalisierung und zunehmende Gewaltbereitschaft der Protestszene fest.
In einigen Städten fanden Gegenkundgebungen und Aktionen gegen „Verschwörungsideologen, rechte Esoteriker und Rechtsextremisten“ statt.

## Entstehung
Anlass der Proteste waren die gemeinsamen Schutzmaßnahmen von Bund und Ländern gegen die Pandemie: darunter eine Schließung von Schulen, Kindertagesstätten, Spielplätzen, vielen Geschäften („Lockdown“ ab 18. März 2020), Kontaktbeschränkungen (22. März) und eine Pflicht zum Tragen von Mund-Nasen-Schutz in Geschäften und im ÖPNV (Ende April). Die Maßnahmen sollten die Pandemie eindämmen, einen Kollaps des deutschen Gesundheitssystems vermeiden und so das Recht auf Leben und Recht auf körperliche Unversehrtheit nach Art. 2 schützen. Dazu beschränkten sie andere Grundrechte, vor allem die Versammlungsfreiheit und Freizügigkeit.
Ab Mitte März 2020 meldeten teils bestehende Organisationen, teils bis dahin politisch inaktive Einzelpersonen an vielen Orten Proteste gegen die Maßnahmen an. Sie richteten sich vor allem gegen Versammlungsverbote, Kontaktbeschränkungen und Maskenpflicht und behaupteten, sie würden das Grundgesetz für die Bundesrepublik Deutschland gegen Staatsübergriffe verteidigen. In Stuttgart zum Beispiel meldete Michael Ballweg „Mahnwachen für das Grundgesetz“ an, aus denen die lokale Gruppe „Querdenken711“ entstand. Viele dieser Proteste wurden anfangs von Stadtverwaltungen verboten und polizeilich aufgelöst, bis immer mehr Gerichte und am 17. April 2020 auch das Bundesverfassungsgericht allgemeine Versammlungsverbote als unverhältnismäßig aufhoben. Bis dahin wuchsen die Stuttgarter Proteste von wenigen Dutzend auf zehntausende Teilnehmer an.
Von Anfang an waren Verschwörungsunternehmer sowie Akteure der extremen Rechten an den Protesten beteiligt. Sie förderten den starken Zulauf dazu mit Livestreams und Internetvideos. Sie stellten die Gefahren durch das Coronavirus und die COVID-19-Pandemie in Frage, kritisierten pauschal die Regierung und behaupteten, die staatlichen Maßnahmen wären geplante Strategien der Kontrolle. Ihre Youtubekanäle verschafften der Empörung über die eingeschränkte Versammlungsfreiheit zusätzliche Reichweite. Nach dem 18. April 2020 mobilisierten die Stuttgarter Organisatoren regional und bundesweit, etwa in Mannheim, Konstanz und Berlin. Initiativen anderer Orte übernahmen die Stuttgarter Selbstbezeichnung „Querdenken“, verbanden sie mit ihrer jeweiligen Telefonvorwahl und vertraten dieselben Botschaften. Lokale Gruppen und bestehende Netzwerke nahmen die Stuttgarter und Berliner Gruppen als Vorbilder für gleichartige Proteste an ihren Orten. Besonders in Ostdeutschland meldeten oft Rechtsextreme die Proteste an und machten sie sich zu eigen.
Die Teilnehmer wurden vorwiegend durch persönliche Netzwerke und über soziale Medien mobilisiert. Zu den Berliner Demonstrationen am 1. und 29. August 2020 rief „Querdenken711“ ebenso auf wie das gesamte bundesdeutsche rechtsextreme Spektrum. Seitdem erhielt die Bezeichnung „Querdenken“ großen Nachrichtenwert und stand nun in der öffentlichen Debatte für den Widerspruch einer gemischten, vielfältigen Teilnehmerschaft gegen die staatlichen Maßnahmen. Die offene Formulierung der Demonstrationsziele und der positive Bezug auf Grundrechte, aber auch die Deutung von staatlichen Maßnahmen als „Maskenzwang“ und „Impfpflicht“ sprachen verschiedene Teilnehmer an, darunter von Einschränkungen besonders Betroffene sowie anthroposophische oder evangelikale Impfgegner und Rechtsextreme. Gemeinsam deuten sie die Schutzmaßnahmen als angeblichen Angriff einer böswillig handelnden Regierung, die damit ein System der Unfreiheit durchsetzen wolle, und überhöhen das Verweigern des Maskentragens zum Symbol des Widerstands dagegen. Die Sicht der Regierung als feindliches Gegenüber verbindet viele Teilnehmer.
Die Berliner Anmelder verknüpften die Verteidigung des Grundgesetzes schon in ihrem ersten Aufruf mit der Behauptung einer konspirativen „Corona-Diktatur“. Von Beginn an setzten sich einige Teilnehmer mit den systematisch verfolgten und ermordeten Juden der NS-Zeit oder mit dem Widerstand gegen den Nationalsozialismus gleich und überhöhten somit in unverhältnismäßiger Weise die eigene empfundene Opferrolle. Zudem duldeten oder verwendeten sie schwarz-weiß-rote Reichskriegsflaggen als Widerstandssymbole, vertraten also Antisemitismus und Geschichtsrevisionismus.
Innerhalb der Szene wurden neben Vergleichen mit dem nationalsozialistischen Regime auch solche mit der Führung der DDR oder dem diktatorisch regierten Nordkorea gezogen. Berichte über fehlenden Widerspruch gegen Verschwörungserzählungen und Rechtsextreme bei den Kundgebungen wurden als Versuch gedeutet, die Proteste mundtot zu machen.

## Ideologische Gemeinsamkeiten

### Opfermythos
Agitationstechniken wie die, „sich wirksam als Opfer einer repressiven Political Correctness“ zu inszenieren, hätten, so der Historiker Volker Weiß, auch im Feld der Coronaproteste Anklang gefunden, „die sich in der Rolle der politisch Unterdrückten gefielen“.

### Sozialdarwinismus
Isolde Charim (taz) sieht in den Forderungen der Hygienedemonstranten die „Rückkehr der neoliberalen Botschaft“. Die Überbetonung der persönlichen Freiheit und Ablehnung staatlicher Eingriffe in den Markt deckten sich mit der neoliberalen Interpretation des Freiheitsbegriffs. Die Demonstranten hätten diese durch den Neoliberalismus umdefinierte Freiheitsvorstellung verinnerlicht.
Die Soziologen Matthias Quent und Christoph Richter schlugen sechs charakteristische Dimensionen zur Beschreibung des Widerstands von „Querdenken“ und anderen gegen die staatlichen Coronamaßnahmen vor (Heterodoxie, Entsolidarisierung, Mythen, Populismus, Antisemitismus und Sozialdarwinismus) und verwenden entsprechend den jeweiligen Anfangsbuchstaben den Begriff „HEMPAS“-Proteste. Da, so die Autoren, „gerade in der Pandemie soziale Ungleichheit sowie struktureller Antisemitismus, Rassismus und patriarchale Strukturen besonders sichtbar werden, hätte sich in der Pandemie auch eine neue emanzipatorische Protestbewegung bilden können“. Ihre „Offenheit nach rechts außen“ habe die Bewegung jedoch „auf antidemokratische Wege geführt, auf denen sich beispielsweise QAnon-Verschwörungserzählungen“ hätten ausbreiten können.

### Antisemitismus und Relativierung der NS-Zeit
Bei den Protesten gegen die Corona-Schutzmaßnahmen werden regelmäßig seit Langem etablierte antisemitische Vorurteile wie das einer globalen Weltverschwörung, gesteuert durch George Soros oder Mitglieder der Bankiersfamilie Rothschild, aufgegriffen.
Der Holocaust wird durch Vergleiche mit COVID-Impfungen und -Schutzmaßnahmen sowie durch das Tragen von Judensternen mit der Aufschrift „ungeimpft“ relativiert.
Auch Stolpersteine wurden in den Protest einbezogen und damit instrumentalisiert. Der Soziologe Tilman Allert sieht in all diesen Aktionen einen „nachträglichen Ungehorsam“.
Nach Meinung des Juristen und Journalisten Ronen Steinke einte die Demonstranten vor dem Berliner Reichstag das Feindbild „Fremde, […], denen sie Macht zuschreiben. Und zu diesen gehören immer, Überraschung, die Juden.“ Diese „Verschwörungsgläubigen aller Couleur“ seien Antisemiten und Rassisten und gemeinsamer Kern ihrer Ideologie sei eine antisemitische Verschwörungstheorie.
Nach Einschätzung des Sozialwissenschaftlers und seit August 2020 Antisemitismusbeauftragten des Landes Berlin Samuel Salzborn sind die Demonstrationsteilnehmer „durch ein Verschwörungsweltbild, das einen antidemokratischen und antisemitischen Kern hat“, verbunden. Es wende sich „im Affekt gegen demokratische Entscheidungen“ und sei „unterlegt mit antisemitischen Motiven“. Mit zunehmender Dauer der Proteste müsse man davon ausgehen, „dass die Zahl der Menschen, die gar nicht wissen, mit wem sie sich dort auf die Straße stellen, extrem gering ist“. Durch Vergleiche mit der NS-Zeit „phantasieren sich“ laut Salzborn „die Verschwörungsgläubigen in eine Opferrolle, die die demokratische Politik dämonisieren und delegitimieren soll“.
Man stelle sich einerseits als mutigen Widerstandskämpfer dar und diffamiere politische Gegner als Nazis und Faschisten, andererseits würden durch solche Vergleiche die tatsächlichen Schrecken und Verbrechen der Nazi-Diktatur relativiert. Darin sieht Salzborn eine „Doppelinstrumentalisierung im Geist der antisemitischen Täter-Opfer-Umkehr“.
Josef Schuster, der Präsident des Zentralrats der Juden in Deutschland, äußerte seine Sorge über die Demonstrationen, denn Corona diene „eindeutig als Katalysator für Verschwörungsmythen und auch für Antisemitismus“. Jeder Teilnehmer einer solchen Demonstration müsse sich anschauen, „mit wem er sich gemein macht“, und müsse „letztlich dann auch dafür geradestehen“, denn durch die Teilnahme unterstütze man indirekt die Argumente von Antisemiten. Als „unsäglich“ bezeichnete er Vergleiche der aktuellen Lage mit der der Juden während der NS-Zeit.
Kein Bürger, so Schuster, erfahre seit Beginn der Corona-Krise auch nur in Ansätzen die Verfolgung, die Juden ab 1933 bis hin zu ihrer Vernichtung erlebt hätten. Wer daher „die Situation heute mit Vorgängen im Dritten Reich“ vergleiche, wer sich wie Sophie Scholl fühle, „die ihr Engagement mit dem Leben bezahlen musste“, der habe „von Geschichte, auch von der neueren deutschen Geschichte, keinerlei Ahnung“.
Mit Bezug auf die versuchte Stürmung des Reichstags im Zuge der Demonstrationen am 29. August 2020 sagte Schuster: „Wenn im Jahr 2020 die Reichsflagge direkt vor dem Eingang des Deutschen Bundestages weht, dann läuft etwas falsch.“
Maram Stern, der Vizepräsident des Jüdischen Weltkongresses, bezeichnete es Anfang 2021 als „besonders widerlich“, wenn Menschen, die gegen die Covid-19-Maßnahmen protestierten, für sich eine Opferrolle in Anspruch nähmen, die den Opfern des Holocaust gleichkomme. Er wisse nicht, „was schändlicher sein könnte, als sich im Angesicht der hochbetagten Überlebenden von Auschwitz, Majdanek und tausender anderer Konzentrationslager und Ghettos an deren Leidensgeschichte zu vergreifen“. Das sei „der Inbegriff von Empathielosigkeit, Verblendung und Zynismus“.
Der Autor und Rechtsextremismus-Experte Andreas Speit schrieb, dass in Reden und Publikationen nicht „Die Juden sind schuld“ verkündet werde. Wenn jedoch Markus Haintz bei der Kundgebung am 1. August 2020 von einer „kleinen Minderheit aus Geldadel“ spreche oder Heiko Schrang erkläre, die „Politik-Darsteller“ seien „nichts anderes […] als zeichnungsberechtigte Schriftführer der Pharmaindustrie und der Hochfinanz“, dann könnten, so Speit, „solche offenen Formulierungen einen Raum für antisemitische Ressentiments öffnen“. Begriffe wie „Geldadel“ und „Hochfinanz“ seien in der rechtsextremen Szene „historisch und aktuell synonym für ‚die reichen Juden‘“. Die Erwähnung von „den Rothschilds“ oder „den Rockefellern“ würde diesen Raum noch erweitern, denn diese Namen seien „Trigger-Worte des Antisemitismus“.
Laut dem Antisemitismusbeauftragten der Bundesregierung Felix Klein ist „Antisemitismus in unserer Kultur gewissermaßen eingeübt“. „Überraschend und besorgniserregend“, so Klein Ende 2021, bleibe aber „die Radikalisierung und wie da völlig unterschiedliche Gruppen zusammenwirken“. Man müsse die „Gefährder noch besser ermitteln und dann auch verfolgen, zum Beispiel, wenn sie einen Judenstern mit der Aufschrift ‚ungeimpft‘ tragen“, denn das sei „Volksverhetzung und relativiert die Shoah“.
Der Erziehungswissenschaftler Daniel Burghardt weist aus einer sozialpsychologischen Perspektive auf Formen der antisemitischen Schuldumkehr in der Bewegung hin, die er als Selbstviktimisierung bezeichnet.

## Aktionsformen

### Missachtung der Schutzmaßnahmen
Verstöße gegen Kontaktbeschränkungen und Versammlungsverbote auf sogenannten Corona-Partys oder unangemeldeten öffentlichen „Spaziergängen“ führten zu Bürgerbeschwerden bei den Ordnungsämtern, Polizeieinsätzen und Empörung in den Medien. Annelie Naumann und Matthias Kamann meinten: „Die Maskenpflicht zu ignorieren und Mindestabstände zu missachten, die Anerkennung der Naturkatastrophe zu verweigern und eine lang gehegte Verachtung staatlicher Institutionen munter zu bekunden, wurde offenbar als Ausdruck eines individuellen und zugleich gemeinschaftsstiftenden Aufbegehrens empfunden. […] Gefordert wurde Freiheit, gelebt aber wurden Rücksichtslosigkeit und die Verweigerung der Verantwortung gegenüber dem Gemeinwesen und den Mitmenschen.“
Die Frage, in welchem Verhältnis die versammlungsrechtliche Befugnis zum Erlass eines Versammlungsverbots nach § 15 Abs. 1 des Versammlungsgesetzes bei einer unmittelbaren Gefahr für die öffentliche Sicherheit oder Ordnung zu den infektionsschutzrechtlichen Befugnissen zum Erlass von notwendigen Schutzmaßnahmen steht, ist in Rechtsprechung und Literatur noch nicht abschließend geklärt.
Tendenziell wird aufgrund unterschiedlicher Zwecksetzung und Struktur allerdings ein grundsätzliches Nebeneinander von Infektionsschutz- einerseits und Versammlungsrecht andererseits angenommen. Denn während das IfSG (allein) auf die Abwehr infektionsspezifischer Gefahren abziele, beziehe sich das Versammlungsgesetz auf die Abwehr konkreter versammlungsspezifischer Gefahren für die öffentliche Sicherheit oder Ordnung.
Nach einer Untersuchung vom Zentrum für Europäische Wirtschaftsforschung in Mannheim und von der Humboldt-Universität zu Berlin waren derartige Veranstaltungen Superspreader-Events.
Allerdings gibt es zu dieser Einschätzung Widerspruch durch den Wirtschaftsstatistiker Walter Krämer und den Mathematiker Thomas Rießinger, die methodische Mängel und Voreingenommenheit in der Studie sehen.

### Instrumentalisierung der Kinder
Laut dem Politikwissenschaftler Josef Holnburger werden „Kinder regelmäßig von der Szene inszeniert“. Dadurch lasse sich „eine Bewegung stark emotionalisieren“. Nachdem sich die Organisatoren der Querdenken-Bewegung um Ballweg nach der Demo und dem „selbst ernannten Sturm auf den Reichstag“ vom 25. August 2020 zunächst von den Radikalen und Rechtsextremen distanziert hätten, höre man davon jetzt (28. Oktober 2020) nichts mehr. Holnburger meint, die Organisatoren hätten erkannt, „dass sie diese Mobilisierungskräfte brauchen“. Christian Vooren (Zeit Online) schrieb, dass, anders als bisherige Protestbewegungen, die „Querdenker“ – von denen einige den QAnon-Verschwörungsmythos von gefangengehaltenen und für Experimente missbrauchten Kindern verbreiteten – Kinder nicht nur für ihre Inhalte benutzen, sondern „sogar aktiv das Kindeswohl [gefährden], für das sie vorgeben, einzutreten“, da sie sich nicht an Auflagen wie Abstandsgebot und Maskenpflicht hielten und „zudem bewusst das Risiko ein[gehen]“, dass die Polizei gegen sie vorgehen werde. Somit missbrauchten sie Kinder als „Schutzschilde“, weil sie darauf bauten, dass „die Polizei sich dann schon zurückhalten“ werde.

### Radikalisierung, Drohungen und Gewalt
Im Laufe des Jahres 2021 beobachteten verschiedene Experten sowie der Verfassungsschutz eine Radikalisierung der Querdenker-, Coronaleugner und Impfgegner-Szene, die auch mit einer zunehmenden Gewaltbereitschaft einher geht.
Durch Querdenker, Maskenverweigerer und Impfgegner wurden immer wieder Gewalttaten gegen Mitbürger verübt und Bedrohungen ausgesprochen. Wiederholt griffen sie z. B. andere Menschen an, die sie aufforderten, im ÖPNV, Einkaufszentren, Arztpraxen usw. eine Maske zu tragen. In Idar-Oberstein erschoss ein Maskengegner einen an der Kasse stehenden Studenten, nachdem dieser ihn zum Masketragen aufgefordert hatte. In Königs Wusterhausen brachte ein in der Querdenkerszene aktiver Mann mutmaßlich seine Frau und seine drei Kinder und schließlich sich selbst um, nachdem seine Impfpassfälschungen aufgefallen waren. Diese Tat wird zudem als antisemitisches Verbrechen gewertet, da der Tatverdächtige von der Existenz einer „jüdischen Weltverschwörung“ überzeugt war und dem Staat unterstellt hatte, mit der Impfkampagne eine neue Weltordnung unter jüdischer Führung gründen zu wollen.
Zudem kam es bis September 2021 vielfach zu Attacken auf Impfzentren samt Sachbeschädigungen, darunter auch mindestens einem Brandanschlag. Querdenker und Impfgegner verfassen ebenfalls Drohschreiben unter anderem gegen Politiker, Medien, Behörden und weitere Institutionen und marschierten vor die Wohnungen von verantwortlichen Politikern.
Auch werden gegen COVID-19 impfende Ärzte und zur Pandemie forschende Wissenschaftler bedroht und erhalten Hassmails.
Insgesamt wurde während der Pandemie ein Zusammenschluss diverser staatsskeptischer oder staatsablehnender Gruppierungen festgestellt: So demonstrierten u. a. Reichsbürger, Rechtsextreme, Anhänger des Verschwörungsmythos QAnon, Esoteriker, Impfgegner, Unterstützer des russischen Präsidenten Wladimir Putin sowie einige Linksradikale gegen Corona-Schutzmaßnahmen.

### Angriffe auf Journalisten / Folgen für Pressefreiheit in Deutschland
Nach Ansicht der Autorin und Rechtsextremismus-Expertin Karolin Schwarz gelten die öffentlich-rechtlichen Medien innerhalb der „Querdenken“-Bewegung als „Hofberichterstatter“ der Regierung. Wenn behauptet werde, es gebe keinerlei Kritik an der Regierung, sei damit in Wirklichkeit gemeint, es werde nicht die Kritik vorgebracht, die man sich in diesem Spektrum wünsche. Diese von „Querdenken“ erwünschte „Kritik“ basiere jedoch auf „falschen Voraussetzungen, Falschinformationen und Verschwörungserzählungen“. Zusätzlich stellte Schwarz eine „starke kognitive Dissonanz“ fest: Wenn die Medien etwas berichteten, was in das Narrativ der Bewegung passe, würden diese Berichte problemlos in den einschlägigen Telegram-Kanälen verbreitet.
Den Vorwurf, die Medien seien „gleichgeschaltet“, wie es in einem Aufruf zu einer Frankfurter Kundgebung im April 2021 hieß, stellte sie in eine Reihe mit der Verwendung anderer NS-Begriffe in den Vorwürfen seitens der „Querdenken“-Bewegung. Physische Angriffe auf Journalisten führte sie darauf zurück, dass die Bewegung sich „im Recht wähn[e]“ und Journalisten in dieser Sichtweise „gegen die Freiheit“ stünden. Der Schutz der Pressefreiheit seitens der Polizei sei „in den vergangenen Monaten oft nicht gewährleistet“ gewesen.
Die sächsische Vorsitzende des Deutschen Journalisten-Verbandes (DJV) Ine Dippmann sagte, mit dem Aufkommen der „Querdenken“-Demonstrationen setze sich „das fort, was wir in den vergangenen Jahren am Rand von Pegida-Kundgebungen erlebt haben: Pressefeindlichkeit, die von Beleidigungen über Bedrohungen bis hin zu tätlichen Angriffen geht“.
„Die Mehrheit der körperlichen und verbalen Angriffe auf Journalisten ereignete sich“ 2020 laut den Angaben der Nichtregierungsorganisation Reporter ohne Grenzen „auf oder am Rande von Demonstrationen gegen Corona-Maßnahmen“. Aufgrund der vielen Übergriffe auf Corona-Demonstrationen hat die Organisation Deutschland deshalb erstmals in ihrer Pressefreiheit-Rangliste von „gut“ auf nur noch „zufriedenstellend“ herabgestuft.
Julius Geiler (Tagesspiegel) wies darauf hin, dass sich bei den Corona-Protesten immer häufiger rechte und rechtsextreme Aktivisten, teils mit gefälschten Ausweisen, als Pressevertreter ausgäben, um Aufnahmen zu machen und so von polizeilichen Maßnahmen unbehelligt blieben. Als Beispiele nennt er den Berliner NPD-Landesvorsitzenden und „Autonomen Nationalisten“ Sebastian Schmidtke, den „Volkslehrer“ Nikolai Nerling und Matthäus Westfal alias „Aktivist Mann“, der auch – an Nerlings Seite – an der Erstürmung der Reichstagstreppen teilnahm.
Anfang Januar 2022 versammelten sich in Berlin Hunderte Menschen vor dem ZDF-Hauptstadtstudio, das von einer Polizeikette geschützt wurde, und riefen „Lügenpresse“-Parolen. Auf Telegram fanden sich Beiträge, man solle „die ARD und das ZDF abfackeln“ und den „Propaganda Laden“ (sic!) dem „Erdboden gleich[machen]“.

### Proteste vor Privatwohnungen von Politikern, Morddrohungen und Anschläge auf Büros
Ende 2021 wurde auf Telegram dazu aufgerufen, Adressen von Politikern zu veröffentlichen. Daraufhin kam es wiederholt zu Demonstrationen vor Wohnungen und Privathäusern von Politikern, zudem wurden Anschläge auf Politikerbüros verübt.
Am Abend des 3. Dezember 2021 zogen etwa 30 Angehörige der Gruppe „Freie Sachsen“ mit Fackeln vor das Wohnhaus der sächsischen Gesundheitsministerin Petra Köpping in Grimma. Die Ministerin hielt sich zu diesem Zeitpunkt in ihrem Haus auf. Gegen 25 Marschteilnehmer wurden polizeiliche Ermittlungen wegen Verstoßes gegen das Versammlungsgesetz und Verstößen gegen die Corona-Schutzverordnung eingeleitet. Nach Ansicht der Bundestagspräsidentin Bärbel Bas hatte der Aufzug vor dem Privathaus von Köpping „nichts mit Meinungsfreiheit zu tun […]. Das war ein Einschüchterungsversuch, den wir nicht zulassen dürfen.“ Der geschäftsführende Bundesinnenminister Horst Seehofer sprach von „organisierter Einschüchterung einer staatlichen Repräsentantin“, die ihn an „dunkelste Kapitel“ deutscher Geschichte erinnere.
Vier Impfgegner demonstrierten zudem vor dem Haus von Gesundheitsminister Karl Lauterbach. Ein weiterer Protest vor dem Privathaus der Ministerpräsidentin von Mecklenburg-Vorpommern, Manuela Schwesig, wurde von der Polizei verhindert.
Anfang Januar 2022 versuchten zudem ca. 70 Querdenker bei einem angeblichen „Spaziergang“ vor das Haus der Landrätin des Kreises Minden-Lübbecke, Anna Bölling, zu ziehen, wurden von der Polizei aber unmittelbar davor gestoppt. Der Staatsschutz ermittelt.
Bereits im Januar 2021 waren Demonstranten vor das Haus des sächsischen Ministerpräsidenten Michael Kretschmer gezogen. Er war auch im Dezember 2021 eines der zentralen Ziele von Gegnern der Corona-Schutzmaßnahmen und Rechtsextremisten und wird unter anderem auf Telegram massiv angefeindet und teils mit Morddrohungen attackiert. Einem Bericht zufolge wurden dort auch konkrete Mordpläne erarbeitet, auch Waffen und Munition sollen einige Personen bereits organisiert haben.
Auch gegen Mecklenburg-Vorpommerns Ministerpräsidentin Manuela Schwesig äußerten Querdenker online Morddrohungen. Eine Untersuchung von Tagesschau.de ergab, dass alleine auf öffentlich einsehbaren Telegram-Gruppen zwischen Mitte November 2021 und Anfang Januar 2022 ca. 250 Morddrohungen gegen Personen aus Politik, Wissenschaft, Medizin, Behörden und Medien geäußert wurden. Diese öffentlich einsehbaren Drohungen seien aber nur die „Spitze des Eisberges“.
Ende Dezember 2021 wurde in sozialen Netzwerken zwei Mal zu einem „Spaziergang“ vor dem Privathaus des thüringischen Innenministers Georg Maier aufgerufen. Der den Sicherheitsbehörden bekannte Urheber bot weiterhin an, die Adresse des Politikers mitzuteilen. Er schrieb, so ein Spaziergang sei „nicht verboten“ und Quarzhandschuhe (die als Schlaghandschuhe Verwendung finden) sowie „andere Gegenstände, die es in jedem Militärshop gibt“, seien es auch nicht. Thüringens Ministerpräsident Bodo Ramelow sagte, Aufrufe zu Aufmärschen vor Privathäusern von Verantwortungsträgern erinnerten „fatal an die Methoden der SA“.
Im Februar 2022 zogen Hunderte Demonstranten u. a. vor das Privathaus des baden-württembergischen Ministerpräsidenten Winfried Kretschmann und des Oberbürgermeisters von Halberstadt, Daniel Szarata. Bei letzterem wurden u. a. Fackeln mitgeführt und Pyrotechnik gezündet, die Polizei leitete Ermittlungsverfahren wegen des Verdachts auf Verstöße gegen das Sprengstoffgesetz und das Versammlungsgesetz sowie Widerstandes gegen Vollstreckungsbeamte und eines tätlichen Angriffs ein. Szarata nannte die Versammlung vor seinem Wohnhaus einen von Rechtsextremisten organisierten „Versuch der Einschüchterung und Verängstigung“.
Wiederholt angegriffen wurde das Büro von Bundesgesundheitsminister Lauterbach, wobei es zu Sachbeschädigung kam. Auch wurde das Wahlkreisbüro des sächsischen CDU-Bundestagsabgeordneten Marco Wanderwitz mit Pyrotechnik angegriffen und beschädigt. Zudem planten Corona-Leugner zusammen mit Reichsbürgern die Entführung von Lauterbach und wurden verhaftet, als sie dafür Waffen und weitere Ausrüstung kaufen wollten. Auch die im Dezember 2022 publik gewordene rechtsextreme Gruppierung Patriotische Union, die mit Terroranschlägen einen gewaltsamen Umsturz in Deutschland erzwingen wollte, setzte sich neben Reichsbürgern und QAnon-Verschwörungstheoretikern u. a. aus Personen zusammen, die zuvor in der Querdenker-Bewegung aktiv gewesen waren und an Protesten gegen Corona-Schutzmaßnahmen teilgenommen oder diese mitorganisiert hatten.
In einer Umfrage, das das ARD-Magazin report München 2021 in Auftrag gegeben hatte, berichteten beinahe drei Viertel der Bürgermeister deutscher Ortschaften von Beleidigungen, Beschimpfungen oder tätlichen Angriffen während der Pandemie. Mitarbeiter der Kommunalverwaltungen berichteten zu 79 % von dergleichen Erlebnissen, ein Fünftel von ihnen war körperlich angegriffen, bespuckt oder geschlagen worden. Die Übergriffe geschahen oft im Zusammenhang mit der Durchsetzung der Hygieneregeln.

### Finanzen von „Querdenken-711“
Der MDR sprach von „maximaler Intransparenz“ der Finanzen der Initiative „Querdenken-711“, deren Gelder über das Privatkonto von Michael Ballweg gehen. Der MDR hob zugleich hervor, dass derartige Aktivitäten von der Privatautonomie gedeckt sind und dass Privatpersonen keiner Transparenzpflicht unterliegen. Der Journalist Daniel Laufer betonte, dass neben den Schenkungen auch Einnahmen aus Merchandising entstehen. Zudem kritisierte der Journalist fehlende demokratische Strukturen: Ballweg nutze beim DPMA angemeldete Markenrechte, um innerhalb der Bewegung „seinen Willen durchzusetzen“, und als Antwort habe dieser lediglich angegeben, die Ortsgruppen hätten eine Selbstverwaltung und könnten im Rahmen des „Manifests“ der Initiative frei entscheiden. Netzpolitik.org warf dem Gründer Michael Ballweg vor, sich persönlich an Spenden und Merchandise-Verkauf zu bereichern, während lokale Initiativen der Bewegung leer ausgingen.
Auch der Satiriker Jan Böhmermann belegte dies und verlieh Ballweg im Dezember 2020 in seiner Sendung ZDF Magazin Royale für seine Geschäftstüchtigkeit die Auszeichnung „Goldener Coroni“.

## Einordnungen

### Verfassungsschutz
Der Präsident des Bundesamts für Verfassungsschutz Thomas Haldenwang warnte bereits im Frühling 2020, dass die Gefahr bestehe, dass „Rechtsextremisten sich mit ihren Feindbildern und staatszersetzenden Zielen an die Spitze der Corona-Demonstrationen stellen, die aktuell mehrheitlich von verfassungstreuen Bürgern angeführt“ würden. Extremisten würden jedoch „die aktuelle Lage genauso nutzen wie in der sogenannten Flüchtlingskrise“. Was im Internet mit Propaganda, Verschwörungstheorien und Falschinformationen begonnen habe, werde nun in die reale Welt getragen.
Nach Erkenntnissen des Bundesamts für Verfassungsschutz von Anfang September 2020 waren Rechtsextreme die Wortführer auf bundesweit mehr als 90 Kundgebungen gegen die Corona-Maßnahmen.
Mitte November 2020 sprach Niedersachsens Verfassungsschutzpräsident Bernhard Witthaut von der Propagierung von „Umsturzfantasien gegen die deutsche Regierung“ und einem „Radikalisierungspotenzial“. Anschläge aus der Bewegung der Corona-Leugner und Maßnahmen-Gegner seien nicht auszuschließen, wobei Witthaut auf einen Brandanschlag auf das Robert Koch-Institut verwies.
In Niedersachsen werde die Organisation „Querdenken“ bislang nicht explizit vom Verfassungsschutz beobachtet, was sich, so Witthaut, aber ändern könne. Die Entwicklung der Bewegung müsse genau im Blick behalten werden, „bevor Schlimmeres passiert“.
Nachdem Gegner der Coronaschutzmaßnahmen im Bundestag am Rande der Debatte über ein neues Infektionsschutzgesetz Abgeordnete belästigt hatten, schrieb Thomas Kaspar (Frankfurter Rundschau) von einer „dreckigen Demagogie“ dieser Akteure. Wer das nur knapp verhinderte Eindringen in den Reichstag Ende August 2020 als Irrläufer einer ansonsten berechtigten Protestbewegung verharmlost habe, solle „nach diesem Guss mit kaltem Dreckwasser aufwachen“. Es handle sich „um systematisch gesteuerte Gewalt gegen Gebäude, Menschen und am Ende Institutionen der Demokratie“.
Hier seien „Verfassungsfeinde am Werk“. Zudem sei, so Kaspar, in Facebook-Gruppen der „Querdenker“ durch einen Juristen dazu aufgerufen worden, Abgeordnete anzurufen und zu stören, und ein Kommentator habe eine veröffentlichte Liste mit den Befürwortern des Gesetzesentwurfs als „Todesliste“ bezeichnet. Alexandra Föderl-Schmid wertete in der Süddeutschen Zeitung die Vorkommnisse als „Angriff auf Repräsentanten eines Verfassungsorgans, der Herzkammer der Demokratie“. Die Aktivisten seien „an einem Diskurs [nicht] interessiert“ gewesen; das Ziel „dieser konzertierten und gesteuerten Aktion“ sei es gewesen, die Funktionsfähigkeit des Parlaments zu unterminieren.
Am 9. Dezember 2020 begann das Landesamt für Verfassungsschutz Baden-Württemberg als erstes Verfassungsschutzamt, „Querdenken 711“ als Beobachtungsobjekt einzustufen. Bayern, Hamburg und Berlin zogen 2021 nach und beobachten die Gruppierungen.
Der Präsident des Bundesamts für Verfassungsschutz Thomas Haldenwang äußerte in einem Interview mit der FAZ, dass bei Querdenken-Kundgebungen auch Rechtsextreme und Reichsbürger anwesend seien; eine Bund-Länder-Arbeitsgruppe sei dabei, „die Verfassungsschutzrelevanz von Verschwörungstheorien und auch die Protestbewegung gegen die Corona-Maßnahmen“ zu betrachten. Das Bundesamt für Verfassungsschutz beobachtet die Szene als sogenanntes Sammelbeobachtungsobjekt, ähnlich dem Bereich des Salafismus. Bei der Überwachung können auch geheimdienstliche Mittel eingesetzt sowie Bankkonten und Finanzströme zwischen den Akteuren durchleuchtet werden.
Brandenburgs Verfassungsschutzchef Jörg Müller warnte, die Proteste seien „eine gefährliche Mischung“ aus Verschwörungstheoretikern, Extremisten, Reichsbürgern, Preppern, AfD-Anhängern und normalen Bürgern. Die NPD und der III. Weg hätten das Thema zuerst für sich entdeckt und mit Verschwörungstheorien verknüpft. Den Infektionsschutz „Ermächtigungsgesetz“ zu nennen sei „geschichtsvergessen, dumm und eine Grenzüberschreitung“, weil das historische Ermächtigungsgesetz zum Weltkrieg und Holocaust geführt habe. Kundgebungsnamen wie „Covid-1984“ behaupteten, man befinde sich in einem Orwell’schen Überwachungssystem. Nach dem Abflauen von Pegida wittere dieselbe Szene in ostdeutschen Städten wie Cottbus durch die Coronakrise eine neue Chance. Dort habe sich längst ein „toxisches“ Netz aus Pegida, Identitären, AfD, dem neurechten Institut für Staatspolitik und den rechtsextremen Vereinen „Zukunft Heimat“ und Ein Prozent für unser Land gebildet. Die AfD werbe mancherorts für die Kundgebungen und organisiere sie. Bundesweit habe sie keine klare Position dazu, doch der rechtsextreme „Flügel“ habe sich nur zum Schein aufgelöst und dominiere die AfD weiter.
Auch der Präsident des Thüringer Verfassungsschutzes Stephan J. Kramer sagte, es seien „deutlich konkretere Ansätze für eine völkisch-nationale Revolution erkennbar“. Rechtsextremistische Parteien wie die NPD, „Der Dritte Weg“ und „Die Rechte“ versuchten sich unter dem Vorwand der Proteste breiteren Anschluss an die Gesellschaft zu verschaffen. Kramer sprach von einer Graswurzelbewegung; eine „Art Anti-Corona-Maßnahmen-Sammelbewegung“ werde „von Verschwörungstheoretikern, Rechtsextremisten gezielt gespeist“.
Anfang 2021 sagte Kramer mit Blick auf den Sturm auf das Kapitol in Washington und zustimmende Äußerungen sowie Solidarisierungen von Seiten der rechten Szene in Deutschland, die dortigen Ereignisse würden auch „bei uns Rechtsextremisten, Reichsbürger und radikale Coronaleugner motivieren“. Kramer erinnerte an den versuchten Sturm auf den Reichstag August 2020; angesichts der zunehmend aufgeheizten Stimmung bei Coronaprotesten sei auch in Deutschland „eine Eskalation wie in Washington möglich“. Auch Attacken auf Politiker bei Auftritten in der Öffentlichkeit seien zu befürchten.
Am 7. Mai 2021 gab Bremens Innensenator Ulrich Mäurer (SPD) bekannt, dass der Bremer Verfassungsschutz die Gruppierung „Querdenken 421“ künftig als Verdachtsfall einstufe. Die legitimen Proteste würden durch extremistische Akteure instrumentalisiert, um dem Staat seine Legitimation abzusprechen. Überschneidungen zwischen Querdenkern, Rechtsextremisten und Reichsbürgern seien offenkundig. Auch würden antisemitisch besetzte Verschwörungsideologien verbreitet. Mäurer setzt sich dafür ein, dass der gelbe Stern mit dem Aufdruck „ungeimpft“ bei Demonstrationen künftig nicht mehr getragen werden darf, da es sich um eine schlimme Relativierung des Holocaust handele.
Im Juni 2021 stellte Bundesinnenminister Horst Seehofer den Verfassungsschutzbericht 2020 vor und erklärte dabei: In der Pandemie sei ein „Alarmzustand“ und eine „besondere Sicherheitslage“ entstanden. Besonders durch die Coronaproteste hätten Rechtsextreme Anschluss an das „bürgerliche Spektrum“ gefunden. Die Zahl der deutschen Rechtsextremen, der Anteil Gewaltbereiter und rechtsextreme Straftaten seien erneut angestiegen. Die Landesregierung Nordrhein-Westfalen legte im selben Monat erstmals einen „Sonderbericht zu Coronaleugnern und Verschwörungsmythen“ vor.
Dieser wies auf die ernste Gefährdung der Demokratie hin. Besonders die Gesellschaftsmitte werde von Coronaleugnern und anderen Extremisten angegriffen. Die Massivität von Verschwörungsmythen, Falschnachrichten, Wissenschaftsfeindlichkeit, Homophobie und Misstrauen sei erschreckend. Teile der Coronaleugnerszene befänden sich in einem Radikalisierungsprozess und nutzten ihre Veranstaltungen, „um aggressiv gegen Sicherheitskräfte und Medienvertreter vorzugehen.“ Politiker und Wissenschaftler würden auf massive Weise in sozialen Netzwerken verunglimpft. Einzelne Akteure erklärten sie zu „Feinden“ und „Verrätern“, die man töten dürfe. Die ursprüngliche Skepsis gegen staatliche Pandemiemaßnahmen habe sich immer mehr „zu einer grundlegend demokratiefeindlichen und sicherheitsgefährdenden Haltung entwickelt“.
Thüringens Verfassungsschutzpräsident Stephan J. Kramer sagte im November 2021, die im Querdenker-Milieu anzutreffende anhaltende Relativierung der Verfolgung und des Leids von NS-Opfern durch die Instrumentalisierung und den Missbrauch von Symbolen sei „verstörend und zutiefst abstoßend“. Das sei „ein deutliches Zeichen für den Einfluss und die Übernahme der Szene durch Rechtsextremisten“.
Mitte 2022 äußerte der niedersächsische Verfassungsschutzchef Bernhard Witthaut mit Bezug auf Energiekrise und Preissteigerungen, dass Sprachrohre der Anti-Corona-Protestbewegung teils „nahtlos einen Themenwechsel“ vollzögen. Die Inhalte erschienen beliebig, Hauptsache, sie taugten, „Angst und Wut zu schüren und diese auf den Staat zu projizieren“.

### Rechtsgerichtete und rechtsextreme Veranstalter
Von Beginn an nahmen Rechtsextreme und Neonazis aktiv an den Coronaprotesten teil oder organisierten diese selbst. Andere Veranstalter schlossen sie nicht aus. Ihre Parolen von einer „Corona-Diktatur“, gegen die Regierung, „Lügenpresse“, „Eliten“ und deren angebliche bösartigen Pläne deckten sich großenteils und machten die Proteste für die rechtsextreme Szene attraktiv. Die Neonaziparteien Die Rechte und Der III. Weg gaben ab Mitte März 2020 die Parole aus: „Das System ist gefährlicher als Corona.“ Für sie waren die Schutzmaßnahmen „ein willkommener Anlass, auszutesten, was der Bundesbürger sich so alles an Einschränkungen seiner persönlichen Freiheit gefallen lässt“. Die Deutschen würden durch die „teils absurden“ Maßnahmen „total entmündigt“. Die Nationaldemokratische Partei Deutschlands (NPD) forderte anlässlich der Schutzmaßnahmen einen „System-Exit“ und begriff die Proteste als große Chance dazu: „Noch nie war ein Systemwechsel so greifbar wie derzeit.“
Ab 25. April 2020 nahm der NPD-Funktionär Udo Voigt an Berliner „Hygiene-Demos“ teil und schrieb dazu, er wolle „endlich aus dem Merkel-Knast BRD entkommen und wieder frei sein“; er sei bereit, „künftig für meine Freiheitsrechte auf der Straße zu kämpfen“. Er benutzte spätere Proteste als Werbefläche für die NPD, verteilte deren Plakate und begrüßte im Parteiorgan Deutsche Stimme, dass er dabei keinerlei Widerspruch erfuhr: Der Protest funktioniere „parteiübergreifend, ohne sich gegenseitig zu distanzieren“. Aktivisten der drei Parteien schlossen sich bei den Berliner Protesten mit Identitären, rechten Hooligans und anderen zu einer Patriotic Opposition zusammen. Rechtsextreme Veranstalter meldeten allein von April bis August 2020 bundesweit mindestens 92 Coronaproteste an.
So demonstrierten im April 2020 Die Rechte in Bremerhaven für „Grundrechte auch in der Coronazeit schützen“, Pro Chemnitz in Chemnitz gegen eine „Coronadiktatur“, riefen Neonazis in Cottbus eine „Covi-1984-Warnstufe“ aus. Aufrufer, Anmelder, Organisatoren und Redner der Szene waren unter anderen Sven Liebich in Halle (Saale), Dominik Roeseler in Mönchengladbach und Michael Brück in Dortmund. Brück begrüßte im Mai 2020, die etwa 150 Teilnehmer seien „aufgeschlossen“, die politischen Lager „verschwommen“. Die Coronakrise biete die Chance eines Rechtsrucks der Bevölkerung und einer „Volksfront“. In einem bundesweiten Aufruf forderte er Neonazis auf: „Unterstützt die Proteste in euren Städten. Beteiligt euch, aber vereinnahmt sie nicht. Lasst andere in der ersten Reihe stehen, aber seid dabei.“ Laut einem Aufruf von Matthias Fischer, Vizechef des III. Weges, sollten Neonazis die Proteste nutzen, „unsere Weltanschauung zu verbreiten“: Nicht das Virus sei das Problem, sondern „das System“.
Der Kampf dagegen sei „oberste Pflicht“ für Nationalisten. Demgemäß erschienen bekannte Neonazis wie Jens Bauer, Maik Eminger, Thomas Gerlach, Maik Schneider, Martin Wiese, Thomas Wulff und Manuel Zieber bei den Protesten. Vielerorts versuchten Rechtsextreme gezielt, die Proteste zu radikalisieren und Anhänger für ihre Gruppen anzuwerben. Sie bekannten sich offen zum „Systemsturz“ und nutzten die Proteste, um Regierung, Medien und Parteien zu delegitimieren. Im Verlauf näherten sich Querdenker und Rechtsradikale einander an, etwa mit gemeinsamen Parolen wie „Merkel muss weg“ und Michael Ballwegs Aufruf zu einer „verfassungsgebenden Versammlung“, weil das Grundgesetz angeblich außer Kraft gesetzt sei. „Querdenken711“ stellte sich zwar allgemein gegen jeden Extremismus, betonte aber zugleich: „Wir sind überparteilich und schließen niemand aus.“ Daher mobilisierten Rechtsextreme und Querdenker miteinander für die Großdemonstration vom 29. August 2020. Dort registrierte der Verfassungsschutz insgesamt rund 2500 Rechtsextreme unter 30.000 Teilnehmern. Etwa 400 davon nahmen am „Sturm auf den Reichstag“ teil. Die Neonaziszene feierte dies als großen Propagandaerfolg. Ballwegs Gruppe distanzierte sich, schloss die Rechtsextremen aber weiterhin nicht aus.
Am 7. November 2020 in Leipzig demonstrierten beide erneut gemeinsam. Dort griffen Neonazis die Polizei gewaltsam an und erreichten, dass diese eine zunächst blockierte Route für 40.000 Teilnehmer freigab. Dies feierte die Szene als großen Schritt zum erwünschten massenhaften „Widerstand“ und als Erfolg der Solidarität mit den Querdenkern. Deren Organisatoren hatten zuvor immer wieder vor „Spaltung“ gewarnt, begrüßten dann den Aufzug auf der unerlaubten Route, deuteten die Teilnahme der NPD als „Erfolg von uns“ und bestritten die rechtsextreme Gewalt. Beide Teilgruppen bezeichneten das Infektionsschutzgesetz als „Ermächtigungsgesetz“, riefen zu einem „Tag der Entscheidung“ über die angebliche „Coronadiktatur“ auf und verharmlosten die NS-Zeit mit angehefteten Judensternen oder T-Shirts mit einem Porträt Anne Franks.
Erst nachdem es am 15. November 2020 in Berlin zu noch mehr Gewalt gegen die Polizei gekommen war und der Verfassungsschutz „Querdenken711“ zu beobachten begonnen hatte, baten die Organisatoren die Polizei erstmals darum, angereiste Hooligans und Neonazis auszuschließen. Diese nahmen jedoch weiter an den Protesten teil, weil (so der III. Weg) es „nirgendwo sonst einfacher war, sich direkt an deutsche Seelen zu wenden, ohne keifenden Antifa-Pöbel und Hamburger Gitter im Weg“.
Ab Frühjahr 2020 organisierten rechtsradikale Anhänger von Pegida, der AfD und „Reichsbürger“ über Facebookgruppen wöchentliche Proteste an der Bundesstraße 96, vor allem bei Weigsdorf-Köblitz und Bautzen sowie nördlich von Berlin und in Mecklenburg-Vorpommern. Viele Teilnehmer trugen Reichskriegsflaggen, umgedrehte Deutschlandflaggen und andere Reichsbürgersymbole. Sie bestritten die Coronafälle in Südostsachsen und behaupteten, die Bundesregierung habe acht Grundgesetzartikel abgeschafft oder ausgesetzt. Bei Oppach blockierten Teilnehmer im Sommer 2020 die Bundesstraße und bedrohten kritische Beobachter.
Initiatoren wie Rico Maleskat verknüpften die B-96-Proteste mit Ausländerfeindlichkeit, mit Empörung über „Hetze gegen Dieselfahrzeuge“, über Greta Thunberg und die Fridays for Future und angebliche Brandstiftungen und Gewalt bei den Protesten von Black Lives Matter in Berlin. In Bautzen konnten die Organisatoren bestehende Strukturen nutzen, etwa von dem örtlichen Großunternehmer Jörg Drews finanzierte flüchtlingsfeindliche und verschwörungsideologische Bürgerforen und Kulturvereine und deren Internetplattformen. Bautzen und Umgebung entwickelte sich im Dezember 2020 zu einer Region mit den höchsten Infektionszahlen in Deutschland.
Die AfD-Fraktion im Deutschen Bundestag griff die Schutzmaßnahmen der Bundesregierung anfangs als unzureichend an und stimmte einzelnen Maßnahmen zu. Im März 2020 ließ der Bundesvorstand nicht notwendige Parteitreffen absagen. Vizechef Jörg Meuthen verlangte ein strenges Verbot aller Großveranstaltungen. Die Bundestagsfraktion stimmte dem Coronahilfspaket nicht zu, obwohl sie ständig über zu wenig Hilfen des Bundes geklagt hatte, und lehnte die Maskenpflicht im Bundestag ab, die in Umfragen 64 % der AfD-Anhänger bejahten. Viele AfD-Landesverbände beteiligten sich früh an der Organisation von Coronaprotesten. Im Sommer 2020 traten AfD-Vertreter dort auf, so Fraktionschef Alexander Gauland und Hans-Christoph Berndt in Cottbus, die „Flügel“-Vertreter Stephan Brandner und Björn Höcke in Grimma. Höcke berief sich dort auf die Querdenker Ken Jebsen und Xavier Naidoo.
Die AfD Niedersachsen druckte die Parole „Die Corona-Diktatur muss beendet werden“ auf Wahlkampfplakate. Infolge bundesweiter Zustimmungsverluste änderte auch der Bundesvorstand im November 2020 seine Coronastrategie. Er wollte nun von ökonomischen Abstiegsängsten betroffene Wähler durch eine Straßenkampagne ansprechen und die AfD zum parlamentarischen Arm der Querdenkerbewegung machen. Fortan prangerte die AfD im Bundestag ein „Regieren per Verordnung“ an und bekämpfte die Grundrechtseinschränkungen. Gauland sprach von einer „Corona-Diktatur auf Widerruf“. Beim Bundesparteitag in Kalkar, der trotz steigender Infektionszahlen als Präsenztreffen durchgesetzt wurde, lobte Jörg Urban (AfD Sachsen) die Querdenker als „die mutigsten Menschen in diesem Land“, die „selbstverständlich unsere Partner auf der Straße“ sein müssten. Danach dekorierten die AfD-Bundestagsabgeordneten ihre Sitzpulte mit von Trauerflor umrankten Grundgesetzausgaben. Karsten Hilse trat mit einem sichtbaren „Querdenken711“-Aufdruck auf seinem T-Shirt ans Rednerpult.
Petr Bystron und Udo Hemmelgarn ließen AfD-nahe Blogger ins Bundestagsgebäude, wo sie unkontrolliert filmten und Bundeswirtschaftsminister Peter Altmaier (CDU) bedrängten und beleidigten. Am selben Tag demonstrierten AfD-Bundestagsabgeordnete mit Neonazis bei einem Querdenkerprotest am Brandenburger Tor. Dort redete der AfD-Bundestagsabgeordnete Hansjörg Müller über angebliche Impfschäden und einen angeblich bevorstehenden Zusammenbruch der Weltwirtschaft, den die Schutzmaßnahmen tarnen sollten. Wie die Querdenker setzte die AfD das Infektionsschutzgesetz mit dem Ermächtigungsgesetz des NS-Regimes gleich.
Auch Pegida in Dresden wollte am 20. April 2020 demonstrieren. Das städtische Ordnungsamt erlaubte eine Kundgebung für 80 Personen, nach öffentlicher Kritik begrenzte die Stadtverwaltung die Teilnehmerzahl jedoch gemäß dem Urteil des Verwaltungsgerichts Chemnitz auf 15 Personen. In größerem Abstand fanden sich 30 Gegendemonstranten ein.
Eine für 50 Teilnehmer erlaubte Kundgebung am 27. April sagte Pegidagründer Lutz Bachmann ab, forderte per Livestream zivilen Ungehorsam und hetzte gegen die Coronabeschränkungen.
Zum 22. April 2020 lud AfD-Kreisrat Steffen Janich über Facebook zu einem „Spaziergang für unsere Grundrechte“ in Pirna ein, meldete diesen aber nicht an und bestritt, dass es eine Versammlung sein sollte. Auch die rechtsextreme „Wellenlänge“-Bewegung soll im Netz dafür mobilisiert haben. Am Rathaus versammelten sich laut Polizeiangaben rund 180 Personen, darunter laut Domokos Szabó (Sächsische Zeitung) bekannte Unternehmer, Handwerker, Köpfe aus der rechten Szene und Verschwörungstheoretiker. Sie hielten Schilder hoch, auf denen von einem „Corona-Wahn“ und „Impfsklaven“ die Rede war, beschimpften die anwesenden Polizisten als „Merkel-Schergen“ oder „Wichser“ und verglichen sie mit der „Polizei in der DDR und in der Weimarer Republik“. Viele trugen nach Zeugenaussagen keine Masken und hielten keinen Abstand ein.
Die Polizei forderte Janich auf, die Auflagen durchzusetzen, und drohte an, die Versammlung sonst aufzulösen. Viele Teilnehmer weigerten sich, einen Mundschutz anzulegen. Kurz darauf beendete Janich das Treffen. Er ist Polizeibeamter in Dresden und Gründer des ersten AfD-Kreisverbands in Sachsen. Seine Polizeidirektion leitete Ermittlungen gegen ihn ein.
Zum 29. April 2020 riefen Stadträte verschiedener Parteien und Gastronomen in Pirna zu einem erneuten „Spaziergang“ gegen die Coronamaßnahmen auf. 350 Teilnehmer kamen. Die Polizei räumte den Marktplatz nach 15 Minuten und nahm Ermittlungen wegen Verstößen gegen die sächsische Coronaschutzverordnung auf.
Am 13. Mai trafen sich nach „Spaziergang“-Aufrufen im Netz rund 200 Personen auf dem Markt in Pirna. Als die Polizei die Versammlung auflösen wollte, griffen nach Polizeiangaben 30 „Gewaltbereite“ die Beamten an und verletzten einen davon. Acht Strafverfahren unter anderem wegen Landfriedensbruchs wurden eingeleitet.
Nachdem sich der „Flügel“ der AfD am 30. April 2020 formell aufgelöst hatte, veranstalteten dessen führende Vertreter Andreas Kalbitz und Hans-Christoph Berndt in Cottbus am 1. Mai 2020 eine Kundgebung „Demokratie statt Corona-Wahn“, am 6. Mai mit ihrer Initiative Zukunft Heimat einen „Weckruf für Bürgerrechte“. Viele weitere rechtsextreme AfD-Mitglieder und Akteure der Neuen Rechten setzen ebenfalls auf die Coronakrise und versuchen die Proteste gegen Staatsmaßnahmen dazu auch in anderen Städten zu dominieren.
Zum 1. Mai organisierte NPD-Stadtrat Stefan Hartung eine Kundgebung in Aue. Sie war für 30 Personen genehmigt, wurde aber von 180 weiteren Personen angestrebt. Sie versuchten die Polizeiabsperrungen zu durchbrechen, riefen „Widerstand“, „Masken ab“ und „Wir sind das Volk“ und hielten vielfach trotz Polizeiaufforderung die Mindestabstände nicht ein. Einzelne griffen Beamte an. Die Polizei stellte von 91 Personen die Identität fest und zeigte sie wegen Verstoßes gegen die sächsische Coronaschutzverordnung an. Am 1. Mai demonstrierten Anhänger der rechtsextremen Kleinstpartei Der III. Weg in Plauen, in Zwickau die rechte „Wählerinitiative Zukunft Zwickau“.
Statt der 25 genehmigten Teilnehmer kamen mehr als 100, darunter auch Gegner. Weitere Kundgebungen in Sachsen organisierte die AfD. Laut Experten versuchten Rechtsextreme auch in Erfurt und Gera, die Coronaproteste zu instrumentalisieren.
In Freiburg im Breisgau demonstrierten am 2. Mai 2020 etwa 600 bis 800 Teilnehmer gegen eine vom Freiburger Kreisverband der AfD organisierte Versammlung von etwa 60 Teilnehmern, die sich gegen die Corona-Verordnungen richtete. Ein kleiner Teil der Gruppe von Gegendemonstranten versuchte die AfD vehement daran zu hindern, auf den Platz der Alten Synagoge zu gelangen, und erhielt einen Platzverweis.
Die Demonstration in Gera am 9. Mai meldete der Unternehmer Peter Schmidt, Mitglied im Wirtschaftsrat der CDU, analog zu Pegida als „Spaziergang“ an. Bei der Mobilisierung ließ er sich von befreundeten Rechtsradikalen aus Gera helfen. Eine Mitorganisatorin zeigte auf der Demonstration ein den Holocaust relativierendes Plakat mit einem Davidstern. Hauptredner war neben Schmidt Thüringens FDP-Vorsitzender Thomas Kemmerich, der sich im Februar 2020 mit AfD-Stimmen für einen Monat zum Ministerpräsidenten hatte wählen lassen.
Er demonstrierte mit Rechtspopulisten, Coronaleugnern und Verschwörungsideologen zusammen, ohne Maske und Mindestabstand, obwohl es im Landkreis Greiz besonders viele COVID-19-Fälle gab. Auf starke Kritik auch aus der FDP verteidigte er seinen Auftritt zunächst und entschuldigte sich dann dafür: Das Publikum sei ihm beim Demonstrieren nicht aufgefallen. Die meisten Teilnehmer missachteten Abstandsregeln und trugen keinen Mundschutz.
Die Frankfurter Allgemeine Zeitung (FAZ) verwies am 16. Mai 2020 auf die Aufrufe der Parteien NPD, Der III. Weg und Die Rechte zur Teilnahme an den Protesten. Auch das Bundeskriminalamt sah seitdem Hinweise darauf, dass Rechtsradikale die Proteste ausnutzen wollten und die „aktuelle Situation für ihre Propagandazwecke zu instrumentalisieren“ versuchten.

### Rechtsgerichtete und rechtsextreme Sympathisanten und Unterstützer
Experten wie Sandro Witt (Mobile Beratung gegen Rechtsextremismus in Thüringen; MOBIT) und Matthias Quent (Institut für Demokratie und Zivilgesellschaft; IDZ in Jena) führen die Proteste auf die massiven psychischen, sozialen und wirtschaftlichen Folgen der Pandemie zurück. Antidemokratische und rechtsextreme Akteure versuchten, die Proteste für ihre Zwecke zu vereinnahmen, Menschen gegeneinander, gegen die Wissenschaft und gegen politische Verantwortungsträger aufzubringen, etwa indem sie Migration und Muslimfeindlichkeit mit der Pandemie verknüpften oder die Krise als Komplott darstellten. Damit verstärkten sie die Verunsicherung vieler Menschen.
Viele Aktivisten, die weder rechts noch links zu sein behaupten, missbrauchten „Unzufriedenheit und Naivität von Mitläufern und schaden letztlich legitimen, demokratischen Anliegen wie dem Schutz von Grundrechten“, leisteten Rechtsextremismus und absurdem Verschwörungsdenken Vorschub, gefährdeten Risikogruppen, beschädigten die Demokratie und den gesellschaftlichen Zusammenhalt.
Tilman Steffen (Die Zeit) zufolge fordern die Protestierenden, „Widerstand2020“ und auch Gastronomen gemeinsam ein „Recht auf Infektion“. Das beanspruchte Widerstandsrecht sei eine Form der Selbstjustiz. Oft richte sich der Protest nicht gegen konkrete Einschränkungen, sondern gegen die Art, wie Regierung und Parlament Entscheidungen träfen und durchsetzten. Dahinter stehe bei ostdeutschen Initiatoren ein seit der DDR-Zeit entwickeltes Misstrauen gegen politisch Verantwortliche und Medien, das sie direkt auf ein „Meinungskartell der etablierten Parteien“ in der Bundesrepublik übertrügen. Sie übernähmen die neurechte Behauptung von einem „Meinungsterror“ und täuschten wie der gängige Populismus einfache Lösungen für komplexe Problemlagen vor. Beliebt sei etwa das Narrativ, das Robert Koch-Institut habe zuerst von Schutzmasken abgeraten und die Bundesregierung habe die Gefahr einer Viruspandemie seit 2012 gekannt, aber nicht vorgesorgt. Jede Grundrechtseinschränkung werde abgelehnt, obwohl das Abwägen von Grundrechten gegeneinander, etwa von Freiheit und körperlicher Unversehrtheit, normale politische und juristische Praxis sei.
So fordere Ralf Ludwig (Widerstand2020) das Recht aller, sich selbstbestimmt infizieren zu dürfen, lasse aber unerwähnt, dass jeder Infizierte Andere anstecken könne, also gefährde. Prävention zum Schutz des Lebens werde folglich als „Diktatur“ verhöhnt. Auf Angela Merkels Erklärungen werde wie bei „Merkel-muss-weg“-Demonstrationen von Pegida und AfD reagiert. Damit nähmen die Protestierenden in Kauf, dass ihr Außenbild dem von Rechtspopulisten gleiche und die gleichen Ausländerfeinde anziehe. Daher habe die Gruppe „Widerstand2020“ das Interesse der AfD geweckt, die ihrerseits aktuell gegen den Lockdown mobilisiere.
Die Psychologin Pia Lamberty warnte im Blick auf Aufrufe wie die von Attila Hildmann, dass besonders Erzählungen von einer Diktatur, die an einem „Tag X“ errichtet werden solle, Menschen zu Gewalt mobilisieren können. Verschwörungsglaube gehe nach Studien mit einer „stärkeren Affinität zu Gewalt und einer stärkeren Legitimation von Gewalt“ und weniger Nutzung demokratischer Einflussmöglichkeiten einher. Die aktuellen Proteste könnten möglicherweise zu Anschlägen führen.
Der Politikwissenschaftler Tom Mannewitz sah Parallelen zur Pegida-Bewegung. Auch hier seien anfangs „besorgte Bürger“ zusammengekommen, um zu demonstrieren. Im Laufe der Zeit sei der Kreis der Demonstranten dann kleiner, homogener und politisch radikaler geworden.

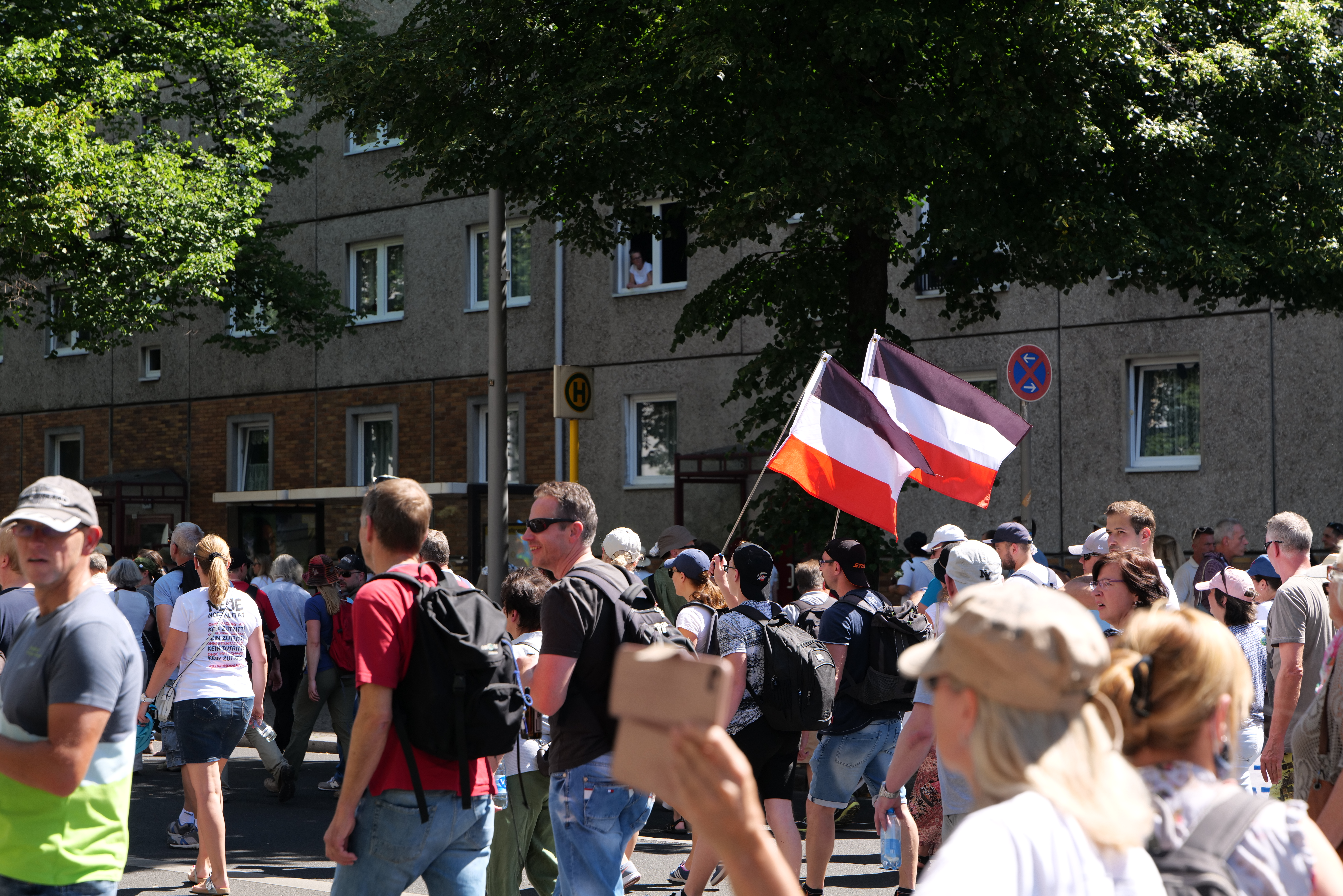
Demonstrationsteilnehmer mit Flaggen in den Farben Schwarz-Weiß-Rot, Berlin am 1. August 2020

Die Kundgebungen wurden nicht nur wegen der Teilnehmerzahlen, sondern auch der offenen Ablehnung und Missachtung der Coronaregeln trotz Lockerungsbeschlüssen als „offensichtliches Infektionsrisiko“ eingestuft. Auch das Zusammengehen „scheinbar ganz normaler Bürger“ mit Extremisten, Verschwörungstheoretikern, Reichsbürgern, Esoterikern und Impfgegnern wird als Gefahr erachtet. Trotz der Abgrenzung der Organisatoren von „rechten Spinnern“ verharmlosten Teilnehmer immer wieder durch Holocaustvergleiche die NS-Verbrechen oder vermuteten hinter der Coronakrise eine jüdische Weltverschwörung. Rechtsextremisten und Verschwörungstheoretiker dominierten die Proteste zunehmend, verteufelten die Medien, stellten Politiker als Marionetten dar, lehnten die Wissenschaft ab und beeinflussten über ihre Kanäle zahllose Anhänger. Vor dieser Entwicklung warnten auch viele bundesdeutsche Innenpolitiker.
Zwar hatte das Politbarometer des ZDF im Mai 2020 ermittelt, dass entgegen dem Anspruch der Protestierenden, das Volk zu vertreten, eine große Bevölkerungsmehrheit (81 %) das Krisenmanagement der Bundesregierung befürworte; aber für das Jahr 2021 stellte das Forschungsprojekt COSMO in einer Panelstudie fest, dass der Anteil der Menschen, die „bereit sind, an einer Demonstration gegen die einschränkenden Maßnahmen teilzunehmen“, zwischen Januar und November 2021 konstant zwischen 13 und 15 Prozent der Bevölkerung betragen habe. Diese Gruppe sei durch ein hohes Maß an Reaktanz gekennzeichnet.
Den Zusammenhang zwischen AfD-Nähe, Nicht-Geimpft-Sein und einer regional hohen Zahl neu mit SARS-CoV-2 Infizierten beschreibt der Soziologe Karl-Heinz Reuband folgendermaßen: Es sei „zu vermuten, dass dort, wo im jeweiligen lokalen Milieu eine Aufgeschlossenheit für die AfD-Wahl existiert – unabhängig ob es sich um AfD-Wähler handelt oder nicht – eine größere Anfälligkeit für Corona-Infektionen besteht. Orientierungen, welche die Gefährlichkeit von Corona in Frage stellen und gegenüber den Maßnahmen der Regierung eine ablehnende Position einnehmen, müssten dort weiter als anderswo verbreitet sein. Der Stimmenanteil für die AfD ist aus dieser Sicht ein Symptom für das jeweilige Meinungsklima in der Region und nicht notwendigerweise der allein entscheidende Grund für die jeweilige Corona-Inzidenz.“
Der Historiker Volker Weiß schrieb, die Corona-Proteste hätten „zu einer qualitativen Verschiebung“ geführt, „da sich dort mit den ‚Freien Sachsen‘ besonders radikale Akteure etablieren konnten“. Man habe festgestellt, „dass die extreme Rechte die Corona-Pandemie erfolgreich als ‚Türöffner‘ für die eigenen Anliegen zu nutzen verstanden habe“.
Nach dem russischen Überfall auf die Ukraine seit 2022 Ende Februar 2022 positionierten sich Querdenker-Protagonisten und Unterstützer wie Bodo Schiffmann, Eva Herman und Michael Wendler auf der Seite Putin-Russlands. Auf Querdenker-Kanälen kursierte sowohl die Nachricht, der Ukraine-Krieg sei eine Inszenierung, um von den Kernthemen der Bewegung bzw. von angeblichen Impfschäden abzulenken, wie auch ein vielfach geteilter Beitrag, in dem es hieß, bei dem russischen Vorgehen handle sich um „keine Invasion, es ist eine Operation“. Russland müsse, so der Tenor in Telegram-Gruppen der Szene, mit diesem „Gegenschlag“ einen „Völkermord“ durch NATO und Ukraine verhindern. Ebenso wurde behauptet, Russland habe die Ukraine deshalb angegriffen, weil die USA dort in Biowaffen-Labors die nächste Pandemie heranzüchten wollten.
Der russische Propagandasender RT Deutsch lief auf den Telegram-Kanälen von Schiffmann und Xavier Naidoo als Live-Stream. Wie eine Kurzstudie des Instituts für strategischen Dialog (ISD) ergab, sind im deutschsprachigen Raum Corona-Leugner und Impfgegner empfänglicher für russische Propaganda auf Facebook.
Laut dem Politikwissenschaftler Jan Rathje (Ende März 2022) ist die Pandemie immer noch das zentrale Thema der Bewegung, sie reagiere jedoch auf große internationale Ereignisse und versuche diese in ihr Weltbild zu integrieren. Verschwörungstheoretiker bauten, so der Amerikanist Michael Butter, „Ereignisse in ihren bestehenden Glauben quasi im Baukastenprinzip an“ und sähen „darin die neueste Strategie der Mächtigen, dunkle Ziele durchzusetzen“. Wie bei der Pandemie sei es nun auch beim Ukraine-Krieg so. Zudem, so Butter, verliere die Pandemie als großes Thema der Szene an Fahrt, es kämen weniger Menschen zu den Straßenprotesten. Da käme es „ganz gelegen, dass man jetzt ein neues Thema hat, mit dem man zumindest einen Großteil der Leute weiter mobilisieren und vielleicht auch noch andere Leute dazugewinnen kann“. Die österreichische Desinformationsexpertin und Publizistin Ingrid Brodnig wies überdies darauf hin, dass die Feindbilder der coronaskeptischen Szene zur russlandnahen Rhetorik passten, etwa dass man den westlichen Medien nichts glauben dürfe.
Laut einer CeMAS-Analyse hatten die populären Kanäle, die sich pro Putin positionierten, seit Kriegsbeginn einen leichten Zuwachs an Followern.
Auch der Soziologe Johannes Kiess, der bei einer Auswertung von Aktivitäten sächsischer Gruppen auf Telegram von einem Miteinander unterschiedlicher Milieus wie Rechtsextreme, Esoteriker, „Querdenker“ und Reichsbürger sprach, beobachtete im Sommer 2022 zugleich einen Strategiewechsel in der Szene. Seien bis vor kurzem noch „angebliche Zwangsimpfungen und die vermeintliche ‚Corona-Diktatur‘ […] die wichtigsten Themen“ gewesen, so drehe sich jetzt „fast alles um die Auswirkungen des russischen Angriffskriegs auf die Gesellschaft in Deutschland – also vor allem die Energiepreise, die Inflation“. Zudem könne, so Kiess, auch in Jahren von radikalisierten Corona-Gegnern noch eine Gefahr ausgehen, denn auch Walter Lübcke sei „erst 2019 ermordet worden und nicht auf dem Höhepunkt der sogenannten Flüchtlingswelle“. Der in der „Querdenker“-Bewegung aktive Anwalt Markus Haintz schrieb auf Telegram, das Thema Corona sei „für die Massen erledigt“, man müsse nun auf die Themen Ukrainekrieg, Inflation und Energieversorgung setzen. Laut dem Verfassungsschutz Nordrhein-Westfalen war eine pro-russische Haltung bereits in der Hochzeit der COVID-19-Pandemie zu erkennen: Sogar unter expliziten Impfgegnern sei „eine gewisse Offenheit“ gegenüber dem russischen Impfstoff Sputnik V festzustellen gewesen.

### Mitläufer
Erik Peter (taz) beschrieb die Teilnehmer als „Szene der Verschwörungstheoretiker“ mit „kruden Theorien über die Ursachen der Corona-Pandemie.“ Sie verbinde das Gefühl, von Regierung und Medien belogen zu werden. Sie leugneten die Gefährlichkeit des Virus, machten dafür zum Teil Bill Gates verantwortlich, schürten Furcht vor Zwangsimpfungen, sähen sich als Aufklärer, Querdenker oder „das Volk“ und nähmen Kritik an Verschwörungsmythen als Beleg für den „undemokratischen Mainstream“. Viele hätten auch an den Mahnwachen für den Frieden 2014 teilgenommen, andere seien erst seit der Coronakrise dazugestoßen.
Der Journalist Sebastian Leber nennt die Mahnwachenbewegung „Wiege der Coronaleugner-Szene“. Julius Betschka und Christoph Kluge (Der Tagesspiegel) bezeichnen die Hygienedemos als „Querfrontdemonstration“ „von weit links bis rechtsextremistisch“. Laut Alex Rühle (Süddeutsche Zeitung; SZ) offenbaren die Thesen der Teilnehmer, „in welcher Krise demokratische Gesellschaften stecken“.
In dem Artikel „Keine Rücksicht auf die Rücksichtslosen!“ beschreibt der „Stern“-Autor Walter Wüllenweber das Zusammenwachsen verschiedener geistiger und politischer Strömungen in Deutschland zu einem Lager, dessen zentrales Ziel es sei, die seit dem zweiten Halbjahr 2021 laufende Kampagne zu stören, durch die Ungeimpfte motiviert werden sollen, sich impfen zu lassen. „Die Edelsteintherapeutinnen mit Jenseitskontakten und die schlichten Zweifler aus der Youtube-Förderschule sind nur die harmlose Fassade, die nützlichen Idioten einer planvoll agierenden Bewegung, deren Ziel ein anderer Staat ist.“, meint Wüllenweber. Wüllenweber weist auch darauf hin, dass einer Umfrage von „forsa“ zufolge bei der Bundestagswahl 2021 50 Prozent der Ungeimpften die AfD gewählt hätten sowie 22 Prozent Parteien wie die NPD und „Die Basis“. Wüllenwebers Kommentar: „Natürlich sind nicht alle Impfgegner Rechtsradikale oder Nazis. Aber rund zwei Drittel wählen so.“
Nach der Berliner Demo am 29. August 2020 sagte der Journalist und Publizist Heribert Prantl, dass man „Abstrusitäten“ wie die Forderung nach einem sofortigen Rücktritt der Regierung zwar „aushalten“ müsse, die Grenzen des Tolerablen verliefen jedoch dort, wo Gewalt und Volksverhetzung begännen. Das Kalkül der rechtsextremen Gruppen, sich mit den Sympathisanten der „Querdenker“ zu vermischen, müsse durchkreuzt werden. Wer bei seiner Kritik seriös bleiben wolle, dürfe deren Präsenz nicht gleichgültig und billigend in Kauf nehmen. Es gelte, so Prantl, ein doppeltes Abstandsgebot: der Abstandswahrung untereinander, aber vor allem der zu Rechtsextremen.

### Soziometrie
Im Dezember 2020 sandten die Wissenschaftler Robert Schäfer, Nadine Frei und Oliver Nachtwey Fragebögen an Telegramgruppen von Querdenkern und werteten 1150 zurückgesandte Bögen aus. Laut Nachtwey zeigt diese nicht repräsentative Befragung eine Entfremdung von den politischen Institutionen, etablierten Medien und alten Volksparteien als typisch für die neue Bewegung.
Sie komme mehr von links und tendiere stärker nach rechts, sei jedoch in sich enorm widersprüchlich.
Die Umfrageteilnehmer bestanden aus im Durchschnitt 47 Jahre alten Menschen, von denen 31 % Abitur, 34 % einen Studienabschluss haben und unter denen deutlich mehr Selbstständige als in der Gesamtbevölkerung sind. Bei der Bundestagswahl 2017 hatten 23 % der Befragten nach ihren Angaben die Grünen, 18 % die Linkspartei und 15 % die AfD gewählt. Bei der kommenden Wahl wollten 27 % die AfD wählen und lediglich ein 1 % gab an, die Grünen wählen zu wollen. Splitterparteien erzielten hohe Umfragewerte. 95 % meinten, die Medien stellten die Protestbewegung gegen Coronamaßnahmen verzerrt und abwertend dar. Fast 80 % hielten eine Coronainfektion für nicht gefährlicher als eine schwere Influenza. 70 % stimmten der Aussage „Maskenpflicht ist Kindesmissbrauch“ zu, 96 % ganz oder teilweise der Ansicht, dass „Banken und Konzerne die großen Profiteure der Coronakrise sein werden“. Für mehr als 75 % steckten „Politik und Medien unter einer Decke“. 80 % stimmten der Aussage zu, dass „man in Deutschland seine Meinung nicht mehr frei äußern“ könne.
55 % sahen Politiker als bloße Marionetten der „dahinterstehenden Mächte“, fast ebenso viele glauben, „geheime Organisationen“ hätten Einfluss auf politische Entscheidungen. Gut 10 % hielten wissenschaftliche Studien zum Klimawandel für gefälscht, vertraten also Klimawandelleugnung. Dazu machten jedoch fast 25 % keine Angabe. Dem antisemitischen Vorurteil „Auch heute noch ist der Einfluss von Juden auf die Politik zu groß“ stimmten 6 % ganz, 10 % teilweise zu; etwas mehr als in der repräsentativen Leipziger Autoritarismus-Studie. „Keine Angaben“ machten hierzu jedoch 29 %.
Die Autoren der Studie schrieben, es sei „nicht unwahrscheinlich, dass viele Personen mit latenten antisemitischen Vorurteilen durch Nichtbeantwortung der Frage gewissermaßen ‚ausgewichen‘“ seien. Die „relative Neigung zum Antisemitismus“ sei, so die Autoren, nicht überraschend, da man es mit einer Bewegung zu tun habe, „die viele Bezüge und eine hohe Neigung zum verschwörungstheoretischen Denken aufweist“. Autoritäres Denken, Fremdenfeindlichkeit und die Verharmlosung des Nationalsozialismus sind laut Nachtwey bei Querdenkern weniger verbreitet. Kirchliche oder pietistische Haltungen spielten eine untergeordnete Rolle. Vielmehr sei ein ausgesprochener Hang zur Naturromantik charakteristisch: So vertrauten 41 % der Befragten ihren „Gefühlen mehr als Institutionen und Experten“. Stark ausgeprägt sei der Wunsch, sogenannte Schulmedizin und alternative Heilmethoden gleichzusetzen.
Eine vom ARD-Magazin Kontraste bei Infratest dimap in Auftrag gegebene Umfrage ergab, dass unter 500 Befragten 17 Prozent die Corona-Krise für einen Vorwand der Politik hielten, um die Freiheitsrechte dauerhaft einzuschränken. 38 Prozent sagten, dass unter ihren Verwandten, Freunden oder Bekannten mindestens einige seien, die glaubten, dass die Politik das Coronavirus als Vorwand zur Einschränkung von Freiheitsrechten nutze. Zwei Drittel der Befragten gaben an, dass sie in Verschwörungsmythen eine wachsende Gefahr für die Demokratie sähen.
Die Kommunikationswissenschaftler Tilman Klawier und Fabian Prochazka führten eine repräsentative Umfrage durch, wer Verständnis für die Querdenker habe und wie sich diese Gruppe informiere. Sie wollten damit Reichweite und Einfluss sozialer Medien und Alternativmedien auf Querdenkeranhänger genauer einschätzen. Zwölf % der Befragten zeigen eher oder volles Verständnis für die Querdenkerproteste, nutzten soziale Medien deutlich stärker zur Information über aktuelle politische Ereignisse und sind dort deutlich aktiver. Rund 25 % der Querdenkeranhänger (neun % der Gesamtbevölkerung) nutzen Telegram mindestens wöchentlich, zugleich nutzen 80 % von ihnen auch gewöhnliche Fernsehsender und journalistische Printmedien. Knapp 40 % stehen der AfD nahe. 20 bis 25 % (gegenüber weniger als zehn % in der Gesamtbevölkerung) kennen Wolfgang Wodarg, Bodo Schiffmann oder Sucharit Bhakdi. 10 bis 15 % folgen diesen drei prominenten Querdenkervertretern in den sozialen Medien. Nur wenige jedoch folgen Michael Wendler, Xavier Naidoo und Attila Hildmann.
Demnach bilden Querdenkeranhänger keine homogenen „Filterblasen“, sondern nutzen soziale Medien ergänzend zu klassischen Medien, wobei sie letzteren kaum vertrauen. Daher kann der intensive Kontakt mit meinungskongruenten Inhalten ihre Einstellungen verstärken und sie radikalisieren, etwa indem sie sich in sozialen Netzwerkseiten ein ihre Meinung spiegelndes Informationsrepertoire als Gegenentwurf zum medialen und sozialen Mainstream zusammenstellen.
Die sozialen Medien allein können den Erfolg der Querdenkerbewegung jedoch nicht erklären. Hinzu kommen laut der Studie andere Faktoren und Voreinstellungen: Querdenkeranhänger sehen durch die Coronapandemie ihre wirtschaftliche Zukunft bedroht, halten gesellschaftliche Entwicklungen eher für undurchschaubar und das politische System in Deutschland für ungerecht, glauben, darauf keinen wirksamen Einfluss üben zu können und fühlen sich stärker orientierungslos.

### Soziologie
Die Soziologen Matthias Quent und Christoph Richter schlugen sechs charakteristische Dimensionen zur Beschreibung des Widerstands von „Querdenken“ und anderen gegen die staatlichen Coronamaßnahmen vor (Heterodoxie, Entsolidarisierung, Mythen, Populismus, Antisemitismus und Sozialdarwinismus) und verwenden entsprechend den jeweiligen Anfangsbuchstaben den Begriff HEMPAS-Proteste.
Da, so die Autoren, „gerade in der Pandemie soziale Ungleichheit sowie struktureller Antisemitismus, Rassismus und patriarchale Strukturen besonders sichtbar werden, hätte sich in der Pandemie auch eine neue emanzipatorische Protestbewegung bilden können“. Ihre „Offenheit nach rechts außen“ habe die Bewegung jedoch „auf antidemokratische Wege geführt, auf denen sich beispielsweise QAnon-Verschwörungserzählungen“ hätten ausbreiten können.
Die Sozialwissenschaftlerin Claudia Barth, die für ihre Forschung zu esoterischen Strömungen „Querdenker“-Kundgebungen besucht und Gespräche geführt hat, sagte, dass „fast durch die Bank […] sich die Leute dort spirituell-esoterisch verortet“ hätten; viele von ihnen seien Angehörige der Mittelschicht und zuvor eher unpolitisch gewesen. In der deutschen Tradition der Esoterik sei jedoch auch „rassistisches, antisemitisches und völkisches Denken fester Bestandteil“.

### Psychosoziale Einordnungen
Claudia Lenz, Professorin für Sozialwissenschaften an der „Norwegian School of Theology, Religion and Society“ und Forschungsprofessorin am „Norwegian Center for Holocaust and Minority Studies in Oslo“, erklärt die Proteste gegen Schutzmaßnahmen mit einer mangelnder Ambiguitätstoleranz: „Die COVID-19-Krise ist die Stunde derjenigen, die sichere Antworten geben (selbst wenn es offene Lügen sind), die den „großen Überblick“ und die „tieferen Zusammenhänge“ versprechen (selbst wenn sie dem gesunden Menschenverstand widersprechen) und klare „Schuldige“ und Feindbilder präsentieren – bieten doch diese Deutungsangebote den Anschein bzw. die Illusion von Orientierung, Vorhersehbarkeit und Kontrolle.“
Philosoph Peter Sloterdijk ordnet im Sommer 2021 die Querdenker-Protestbewegung als ein Regressionssystem ein: als eine „sektenähnliche Meinungsgenossenschaft“, die „miteinander euphorische Erfahrungen in der Annahme des gemeinsamen privilegierten Zugangs zur Wahrheit“ mache und „im Verwechseln der eigenen Wünsche mit der Welt etwas Kleinkindliches“ habe.
Für den Umgang mit solchen Systemen schlug er vor: „Ich glaube, man muss heute über Aussteigerprogramme für Anhänger der Querdenker und anderer Regressionssysteme nachdenken.“

### Kirchen
Der katholische Bischof von Augsburg Bertram Meier warf im März 2021 den Querdenkern „Missbrauch der Religion“ und „Instrumentalisierung religiöser Symbole“ vor.
Auch der evangelisch-lutherische Regionalbischof im Kirchenkreis Augsburg Axel Piper distanzierte sich von der Bewegung und sagte, ihn ärgere an den Querdenkern „dieses von Vorneherein-Schlechte-Annehmen beim anderen“.
Zuvor hatte bereits der Sektenbeauftragte der evangelischen Landeskirche Matthias Pöhlmann vor einer Instrumentalisierung durch die Bewegung gewarnt. Laut Pöhlmann hat die „Berufung auf die individuellen Freiheitsrechte ohne Rücksichtnahme auf andere Menschen, die bedroht sein könnten, […] eine hyperindividualisierte Weltsicht vieler Querdenker und Anti-Corona-Demonstranten erkennen lassen.“

### Sonstige
Der Medienwissenschaftler Bernhard Pörksen warnte Journalisten davor, die Coronaproteste pauschal abzuwerten und die Teilnehmer als „Spinner“ und „Hysteriker“ abzutun. Die Mehrheitsverhältnisse seien anders, das Kommunikationsklima dürfe nicht von den Lauten und Wütenden bestimmt werden. Angesichts der „Polarisierungswelle“ sei eine „respektvolle Konfrontation“ und das „Ringen um das bessere Argument“ notwendig. Trotzdem müsse man Verschwörungstheoretiker und Antisemiten auch so nennen und gerade bei antisemitischer Hetze scharf dagegenhalten.
Ähnlich argumentierte Rechtswissenschaftler Oliver Lepsius. Er sah eine Grundrechtsgefährdung als gegeben an, sagte aber auch, dass die Meinungsfreiheit jederzeit gegeben war. Rechtsverstöße einzelner Teilnehmer dürfen nicht zum Anlass genommen werden, die Versammlungsfreiheit wieder einzuschränken.
Der Germanist Nils Dorenbeck analysierte die für die Corona-Proteste typische „Umdeutung von Meinungsfreiheit“ als totalitär. Ihr liege „ein Begriff zugrunde, der Meinungsfreiheit als das Freibleiben der eigenen Meinungsäußerung vom Widerspruch durch andere definiert“. Diese Umdeutung führe in eine „Antinomie“, in der das Recht auf Meinungsfreiheit „nur dann gilt, wenn es nicht gilt“. Der Umkehrung dieses Begriffs entspreche insofern „ein heimlicher Verrat am behaupteten Begehren“, eine „[a]ls Freiheitsdrang kaschierte Unterwerfungslust“, die vielfach unbewusst sei. Wer die Umkehrung hingegen „in programmatischer Absicht“ vornehme, wende sich bewusst „gegen die freiheitlich-demokratische Grundordnung“. Derlei Umkehrungen politischer Begriffe hätten nicht zufällig „in rechtsradikalen Texten Tradition“.
Ihre Funktion sei, „demokratischen Diskurs als dessen Gegenteil zu diffamieren und so genau dieses Gegenteil auszuüben“. So artikulierten sie „die totalitären Machtansprüche einiger“ und die unbewussten, „als Freiheitsdrang kaschierten Unterwerfungslüste vieler“.
Olaf Sundermeyer (rbb) schrieb nach der Leipziger Kundgebung vom 7. November 2020, dass die „Ohnmacht der Polizei“, die sich zurückhalte, um die Behauptung über eine vermeintliche „Corona-Diktatur“ in Deutschland nicht noch zu bestätigen, die Corona-Leugner mit einem „Gefühl der Selbstermächtigung“ erfülle. „Hooligans und Rechtsextremisten als ‚Legida‘“ hätten auf dem Höhepunkt der Flüchtlingskrise bereits vergeblich versucht, diesen „Leipzig-Moment“ zu schaffen; die Protestierenden gegen die COVID-Maßnahmen versuchten jetzt dasselbe, nämlich das „Wendegefühl des Jahres 1989 auf[zu]greifen“.
Die Wirkungsmacht dieser lauten und gut organisierten Minderheit, die sich zunehmend radikalisiere, sei gewachsen. Viele hofften, „inmitten der staatlichen und gesellschaftlichen Krise […] [den] Hebel an die Grundfesten des Staates an[zu]setzen“. Ende Mai 2021 beurteilte er die Bewegung der sogenannten Querdenker, gemessen an ihren Zielen, die Umsetzung der Infektionsschutzverordnungen unmöglich zu machen und den Staat soweit zu delegitimieren, dass es zum Umsturz komme, als gescheitert. Gründe seien die Lockerungen, mit der das Interesse an den Protesten verloren gegangen sei, aber ebenso die Tatsache, dass es der Bewegung nicht gelungen sei, intellektuelle Impulse zu setzen.
Der Publizist Roger de Weck schrieb 2021, dass die „Schar der Corona-Leugner und -Verniedlicher […] in der veröffentlichten Meinung – soziale Netzwerke, Massenmedien – mehr Platz […] als in der öffentlichen Meinung“ einnehme. Der „harte Kern der Verschwörungstheoretiker“ mache rund zehn Prozent der Bevölkerung aus; neu sei „ihre Sichtbarkeit auf dem Pflaster der Großstädte, ohne Berührungsangst zu Rechtsextremisten“. „Freiheit“ gelte ihnen „vor allem als das Recht des Stärkeren, unbekümmert zu tun und zu lassen, was ihm passt, ohne Rücksicht auf Dritte – als seien Geisterfahrer auf der Autobahn freiheitliche Geister“.

## Einzelne Demonstrationen (Auswahl)

### Berlin

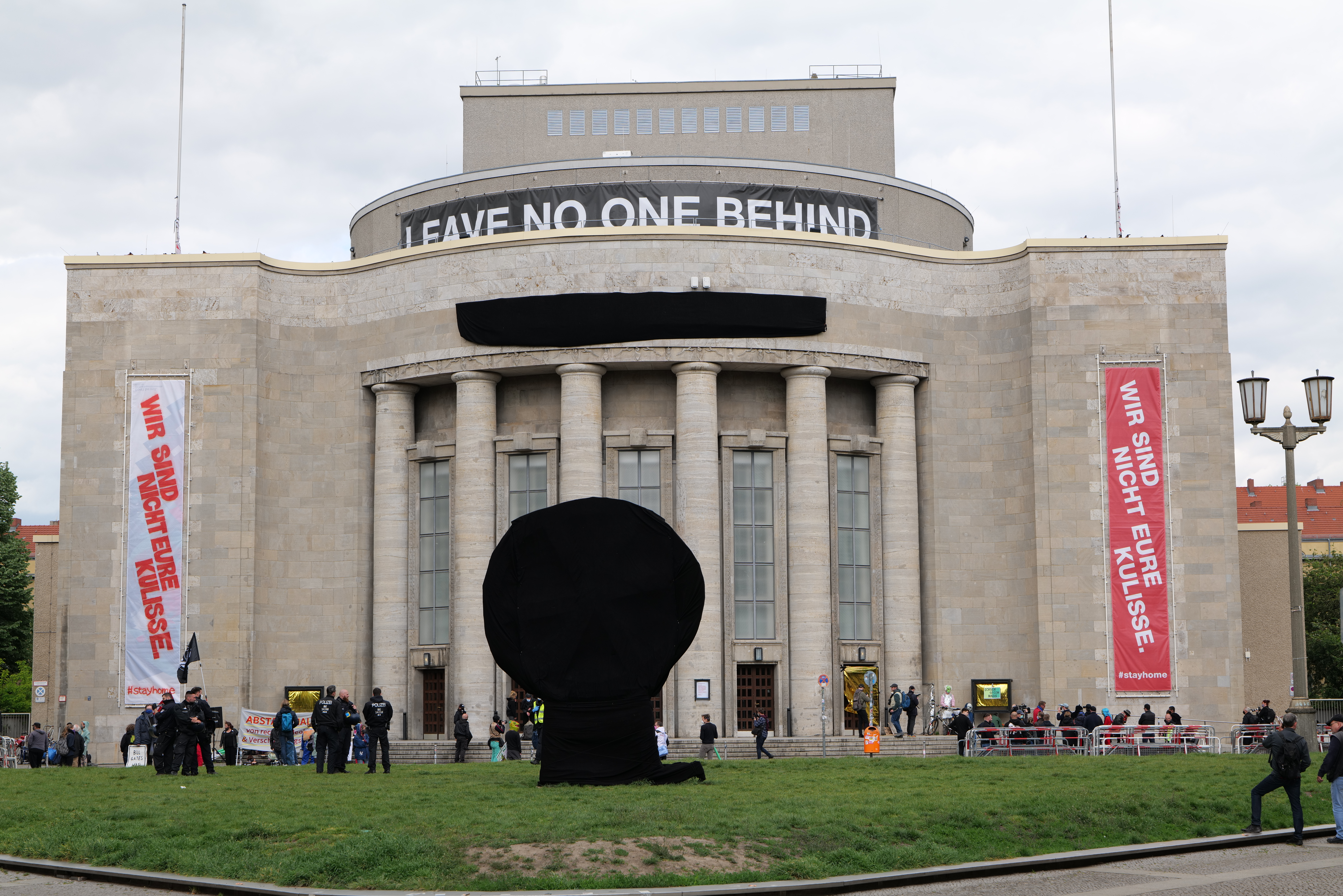
Reaktion der Volksbühne Berlin auf die Proteste auf dem Rosa-Luxemburg-Platz, 16. Mai 2020

#### „Hygienedemos“
Im März 2020 gründeten der Dramaturg Anselm Lenz und Hendrik Sodenkamp in Berlin die Kommunikationsstelle Demokratischer Widerstand (KDW). Als Mitgründerin nannten sie eine Batseba N’Diaye, die nach Recherchen der taz aber nicht existiert und von Lenz erfunden wurde.
Seit dem 28. März 2020 organisierte KDW unter dem Motto „Nicht ohne uns!“ wöchentliche „Hygienedemos“ gegen Grundrechtseingriffe bei der Pandemiebekämpfung. Sie fanden jeden Samstag vor der Volksbühne Berlin auf dem Rosa-Luxemburg-Platz in Berlin-Mitte statt. Die dort verteilte neurechten KDW-Zeitung „Demokratischer Widerstand“ nannte die Adresse der Volksbühne als Redaktions- und Vereinssitz. Die Volksbühne bestritt jede Verbindung zu KDW und prüfte Rechtsschritte gegen die Verwendung der Adresse. Sie distanzierte sich auch von den Demonstrationen vor ihrem Haus.
Die KDW-Gründer bestreiten die Gefährlichkeit des Virus SARS-CoV-2, deuten die Coronamaßnahmen als „Notstandsregime“, das „Widerständler“ beenden müssten, und berufen sich dazu auf das Grundgesetz für die Bundesrepublik Deutschland. Lenz’ Aufruf zur ersten „Hygienedemo“ erklärte die Maßnahmen aus „Panikattacken überalterter Eliten“, als Deckmantel für einen „Kapitalismuscrash“ oder als „Aktion zum Klimaschutz“. Die ehemals freie Presse sei „gleichgeschaltet“, die öffentliche Diskussion „abgeschafft“. Daher solle mit Atemschutzmasken und Mindestabstand für die Grundrechte demonstriert werden.
Die KDW-Webseite beschrieb den Lockdown-Beschluss des Bundestags als „Ermächtigungsgesetz“ einer „de-facto-Diktatur“, deren System „am Ende“ sei. In der seit April verteilten kostenlosen KDW-Zeitung behauptete Lenz trotz bis dahin weltweit rund 200.000 Todesopfern, das Virus sei „auch für Infizierte praktisch nicht tödlich“, und fordert eine neue „Wirtschaftsverfassung“. Im vereinseigenen YouTube-Kanal „Hauptstadtstudio“ verlangte er, für den Istzustand verantwortliche Politiker, Wirtschaftseliten und Vertreter der „gleichgeschalteten Presse“ vor Gericht zu stellen.
Zur „Hygienedemo“ riefen das rechtsextreme „Netzwerk Demokratie e. V.“, der frühere Radiomoderator Ken Jebsen über seinen Kanal KenFM und der Gründer der Website Rubikon, Jens Wernicke, auf. Dann berichteten Rubikon, die rechtspopulistische Epoch Times, Oliver Janich auf Telegram und Martin Lejeune auf dem geschichtsrevisionistischen Blog „Die Rote Fahne“ darüber.
Alle bisherigen „Hygienedemos“ waren bisher unangemeldet oder auf maximal 20 Teilnehmer begrenzt. Die Teilnehmerzahl wuchs von 40 (28. März) über 350 (11. April) und 500 (18. April) auf mehr als 1000 (25. April) und ging am 1. und 2. Mai 2020 auf jeweils einige hundert zurück. Bei jeder bisherigen Kundgebung nahm die Polizei Personalien auf, erteilte Platzverweise und leitete Ermittlungsverfahren ein, etwa wegen Verstößen gegen das Infektionsschutzgesetz oder Widerstand gegen Vollstreckungsbeamte und einem tätlichen Angriff. Viele Demonstranten riefen die Parole „Wir sind das Volk“. Die meisten ignorierten die Aufrufe, Abstand zu halten und Mundschutz zu tragen.
Anselm Lenz wurde am 1. Mai 2020 festgenommen, nachdem er Polizisten mit Zeitungen beworfen hatte. Die Versammlungsbehörde hatte ihn zuvor gewarnt, er müsse sich wegen seiner Aufrufe die Überschreitung der zulässigen Höchstzahl von 20 Teilnehmern zurechnen lassen. Weil er die Aufrufe nicht zurückzog und ein Aufenthaltsverbot für den Rosa-Luxemburg-Platz brach, nahm die Polizei ihn fest. Dabei rief er die Beamten zur Befehlsverweigerung auf, nannte seine Festnahme ein Verbrechen und einen „Verfassungsbruch“, für den man die Verantwortlichen vor Gericht stellen werde. In seiner Zeitung schrieb er von einem „de-facto-diktatorischen Hygiene-Regime“, das die Bevölkerung in Todesangst versetze und zuhause einsperre, die großen Medienhäuser gleichschalte und die staatlichen Institutionen gegen die Menschen instrumentalisiere: „Ein dystopisches Digital- und Pharmakonzern-Kartell drängt zur Macht.“ Man dürfe den rechtsextremen Teilnehmern den Protest nicht überlassen. Wegen fehlender Opposition in den Parlamenten müsse außerparlamentarisch um Freiheitsrechte gekämpft werden.
Laut Ruth Herzberg (Der Freitag) waren Männer und Frauen jeden Alters, „Punks“, „Hippies und Spießer, schwarzer Block und tätowierte Lichtenberg-Hools“ sowie „Verwirrte, Ängstliche, die ein Ventil“ bräuchten, unter den Teilnehmern. Es seien „nicht alles Rechte oder Linke“. Die Proteste wurden jedoch zunehmend von AfD, NPD, Identitären und QAnon-Anhängern unterstützt oder laut Robert Kiesel (Tagesspiegel) „von Rechtspopulisten bis hin zu Rechtsextremen gekapert“.
Die Anmelder distanzierten sich in einem Flugblatt von Antisemiten und nationalistischen Holocaustleugnern. Der Holocaustleugner Gerd Walther machte als Teilnehmer der Berliner Hygienedemos gleichwohl „die Juden“ und ihre angebliche „Übernahme“ der Parlamente für die weltweite Pandemiebekämpfung verantwortlich und begrüßte die bewaffneten Aufmärsche vor Landesparlamenten in den USA.
Seit Mai 2020 beteiligen sich nach Beobachtungen des Szenekenners Olaf Sundermeyer immer mehr Holocaustleugner, NPD-Aktivisten und Anhänger des rechtsextremen „Flügels“ der AfD an den Hygienedemos, darunter der Landtagsabgeordnete Wilko Möller und zahlreiche weitere AfD-Mandatsträger aus Brandenburg und Berlin.
Zum Kern der Demonstranten der Hygienedemos zählen laut Erik Peter der für Sputnik News tätige Dokumentarfilmer Uli Gellermann, der über den Blog Journalistenwatch tätige Videofilmer Thomas Grabinger, Ken Jebsen, der als Vernetzer zur Neonazi- und Holocaustleugnerszene geltende „Volkslehrer“ Nikolai Nerling sowie die Influencerin und AfD-Angehörige Carolin Matthie. Außer von Nerling grenzten sich die Organisatoren von keiner der genannten Personen ab. Unterstützer seien der Sänger Xavier Naidoo, der Koch Attila Hildmann, der Rechtsextremist Jürgen Elsässer und sein Magazin Compact. Die Berliner Innenverwaltung sieht in den Aufrufen zur Hygienedemo „ideologische Anknüpfungspunkte für Rechtsextremisten, insbesondere für rechtsextremistische Reichsbürger“. Die Veranstaltungen hätten eine „sehr heterogene Teilnehmerschaft“, darunter „vereinzelte Rechtsextremisten, NPD-Mitglieder, Verschwörungstheoretiker, Impfgegner und Esoteriker“.
Am Rande der Berliner Hygienedemo vom 1. Mai 2020 griffen 15 Personen ein Kamerateam der ZDF-heute-show an und verletzten fünf Teammitglieder, vier davon schwer. Der Staatsschutz übernahm am 2. Mai 2020 die Ermittlungen. Ein Zusammenhang der Täter zu den Demonstrationen ist nicht bekannt.
Der Staatsschutz ordnete die mutmaßlichen Täter dem linken Spektrum zu. Das Amtsgericht Tiergarten verurteilte vier Angeklagte im Januar 2024 zu einer Bewährungsstrafe von zwei Jahren wegen gefährlicher Körperverletzung und Zahlung von Schadenersatz. In ihrem Geständnis gaben die Täter an, dass es sich um eine Verwechslung handelte, sie gingen davon aus, dass es sich bei den Opfern um Personen aus dem rechten Spektrum handelte und nicht um Pressevertreter.
Zum 9. Mai 2020 rief Attila Hildmann zu einer „Freiheitsdemo für das deutsche Volk“ vor dem Reichstagsgebäude auf. Zuvor hatte er in Netzvideos wochenlang vor einer angeblich drohenden Diktatur und einem „Ermächtigungsgesetz“ gewarnt, das Gesundheitsminister Jens Spahn im Auftrag des US-amerikanischen Milliardärs Bill Gates zum 15. Mai einführen wolle und das „Eugenik und Völkermord“ bewirken werde. Dabei hatte er mit Schusswaffen posiert. Am 8. Mai drohte er, „Satanisten und Kinderficker“ wie Bill Gates „sollten ihn fürchten“, und zeigte sich mit einer Pumpgun auf einem Schießstand, wo er mehrere Schüsse abgab. An anderer Stelle kündigte er an, er werde „nur mit Waffe in der Hand und erhobenen Hauptes“ im „Kampf für unsere Freiheit“ sterben.
Der Staat wolle ihn umbringen, weil er die „Wahrheit“ verbreite. Zugleich erklärte er an die Adresse von Polizisten, er trage keine Waffe bei sich, sondern übe am Schießstand für eine Waffenbesitzkarte. Seinem Aufruf folgten etwa 150 Personen. Etwa 30 davon nahm die Polizei zur Personalienfeststellung fest.
Am Nachmittag demonstrierten rund 1200 Menschen unangemeldet auf dem Alexanderplatz in Berlin gegen die Infektionsschutzmaßnahmen. Die Stimmung war aggressiv, Flaschen wurden auf Polizisten geworfen, diese setzten Pfefferspray gegen einige Demonstranten ein und nahm 86 Personen fest. Weitere Demonstrationen gab es auf dem Rosa-Luxemburg-Platz an der Volksbühne. Zum Pfingstwochenende Ende Mai flauten die Proteste mit Corona-Bezug spürbar ab.

#### Demonstration am 1. August 2020

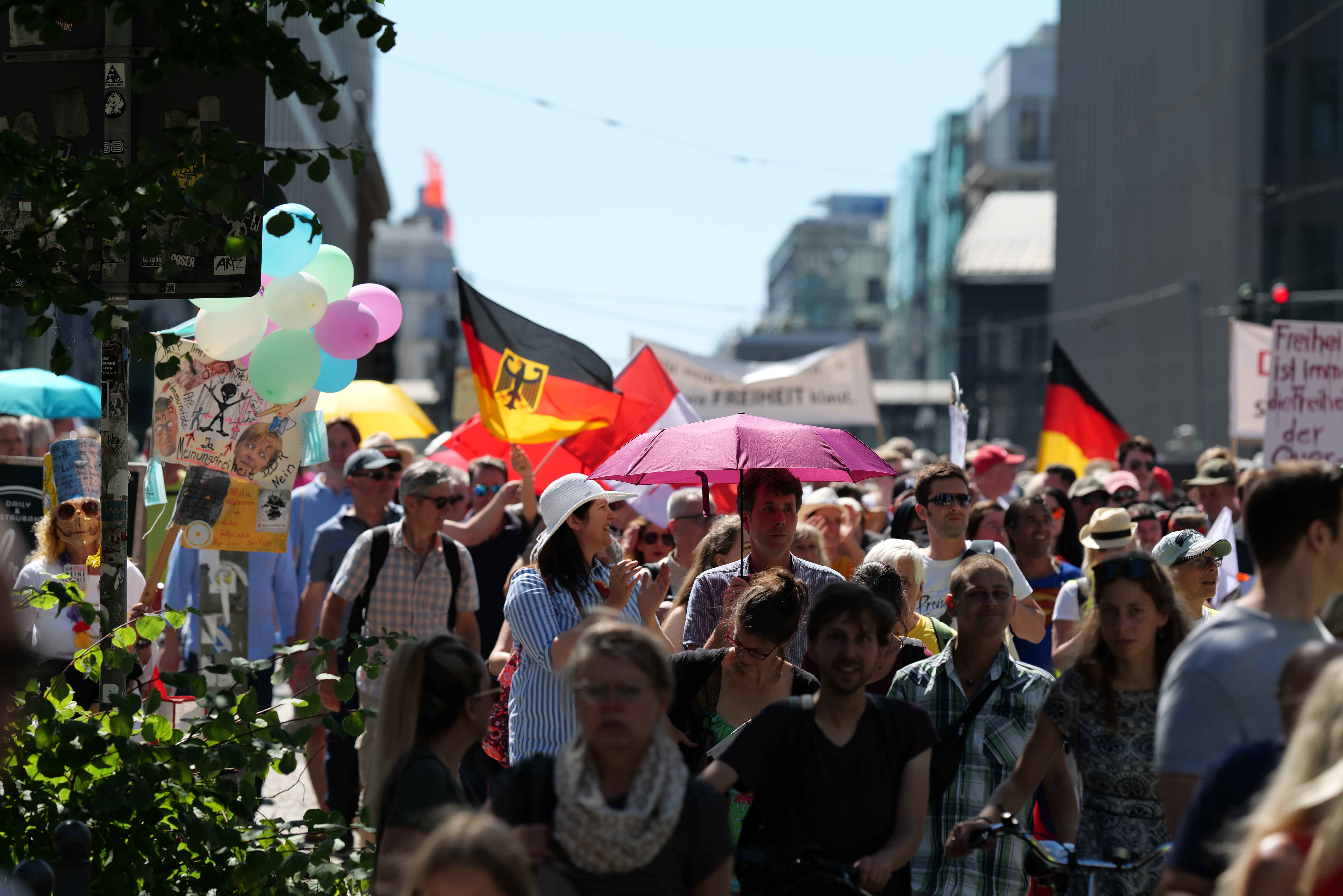
Demonstrierende trugen am 1. August 2020 keine Masken.

Am 1. August fand in Berlin eine Demonstration unter dem Motto „Das Ende der Pandemie – Tag der Freiheit“ statt. Aufgerufen hatten Gruppen, für die „Corona keine Seuche, sondern vor allem eine weltweite Verschwörung“ ist, vor allem die Stuttgarter Bewegung Querdenken 711 (Telefonvorwahl Stuttgart) und Impfgegner, aber auch rechtsextreme Gruppen.
Während der Demonstration wurden Auflagen zum Infektionsschutz gezielt missachtet, was zur formalen Auflösung der Demonstration und später auch der anschließenden Kundgebung führte, geräumt wurde diese jedoch nicht. Zudem wurde Strafanzeige gegen den Leiter der Versammlung gestellt. Die Polizei sprach zunächst von 20.000 Teilnehmern, später korrigierte sie diese Zahl auf etwa 30.000. Die Veranstalter behaupteten, bis zu 1,3 Millionen Menschen hätten teilgenommen. Die Angaben der Veranstalter sind laut Medien und Politikern deutlich zu hoch.
Laut dem ARD-Faktenfinder würden beispielsweise gar nicht so viele Menschen auf die Kundgebungsfläche passen. Unter anderem wurden auch Bilder von Menschenmassen der Loveparade 2001, die in Berlin stattfand, in sozialen Netzwerken geteilt, um diese Zahl zu belegen. Olaf Sundermeyer, Rechtsextremismusexperte des rbb, vermutete Absicht hinter der Verbreitung solcher Zahlen, da damit das Bild einer Massenbewegung vermittelt werden solle.
Demonstrierende bedrohten und beleidigten anwesende Journalisten, etwa Dunja Hayali.

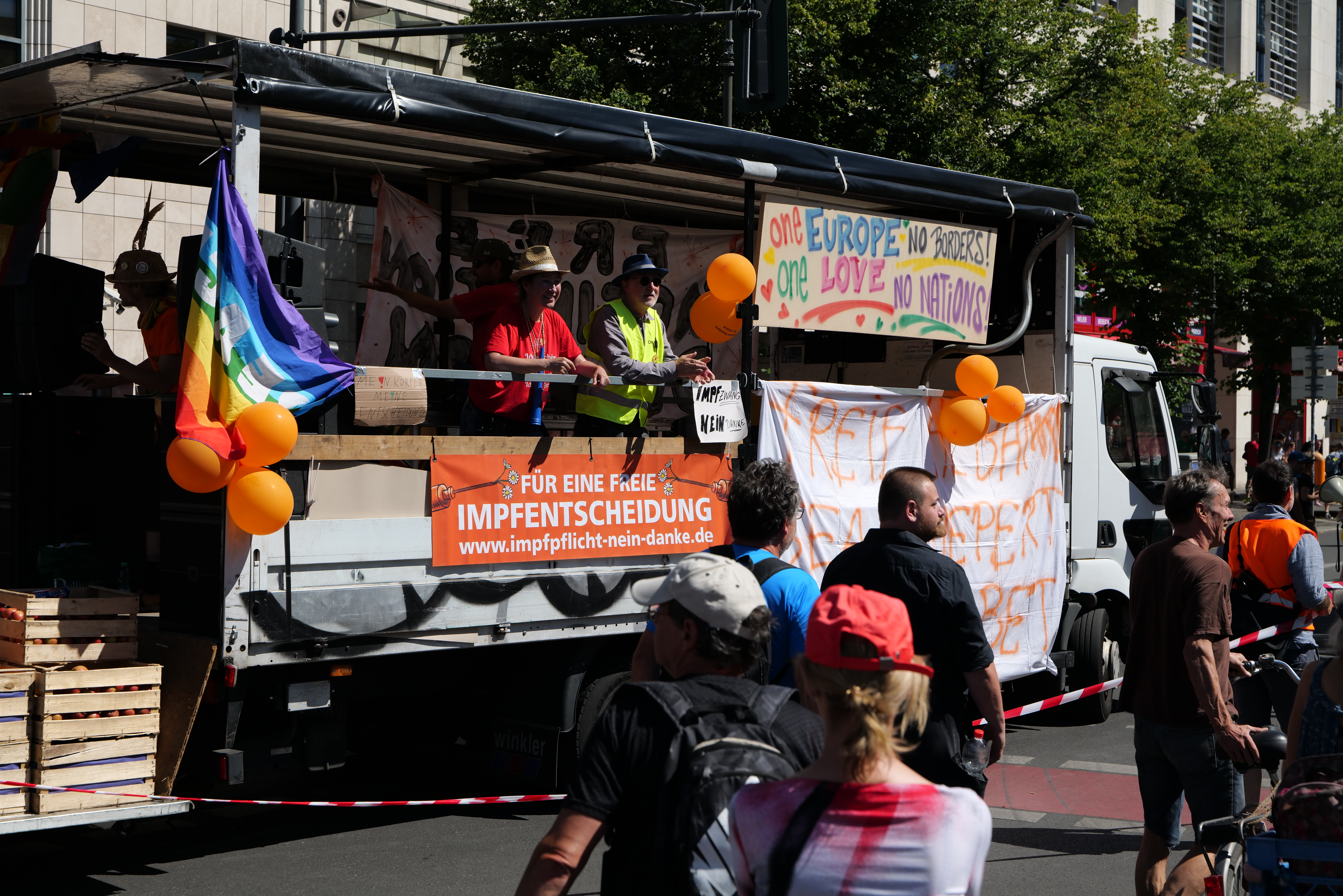
Protestwagen fordert freie Impfentscheidung, Berlin am 1. August 2020

Arnold Vaatz, damaliger Vize-Vorsitzender der CDU/CSU-Fraktion im Deutschen Bundestag und ehemaliger DDR-Bürgerrechtler, warf hingegen der Berliner Polizei „DDR-Methoden“ vor, eine „dreiste Kleinrechnung der Teilnehmerzahlen“ wie bei den Demonstrationen im Herbst 1989. Der langjährige Bundestagsabgeordnete Axel Fischer (ebenfalls CDU) verteidigte Vaatz und forderte die „gesammelten linken Parteien“ auf, sich „sachlich mit Vaatz‘ Argumenten auseinanderzusetzen, statt jetzt pauschal und unkonkret herumzumäkeln.“
Focus Online bezeichnete sie als „krude Verschwörungstheorien“.
Auch die Gewerkschaft der Polizei (GdP) widersprach Vaatz und bezeichnete seine Kommentare als „zutiefst unqualifiziert“. So würden „Verschwörungsfanatiker […] unnötigen Aufwind“ erhalten. Die Deutsche Polizeigewerkschaft bezeichnete seinen Vergleich als „bösartig und niederträchtig“. Der Tagesspiegel bewertete Aussagen von Vaatz als falsch.
Bezüglich bei dieser Demonstration verletzter Polizisten gab es widersprüchliche Angaben. In einem von verschiedenen Medien aufgegriffenen Tweet der Polizei Berlin war von 18 verletzten Polizisten die Rede.
Später veröffentlichte die Polizei eine Meldung, nach der bei den an diesem Tag in Berlin durchgeführten, unterschiedlichsten Demonstrationen insgesamt 45 Beamte verletzt worden seien, ohne dass eine genaue Zuordnung zu den einzelnen Demonstrationen möglich sei. Es gab Gegendemonstrationen am Rande der Strecke, unter anderem von antifaschistischen Gruppen.

#### Demonstrationen am 28./29. August 2020

Die Coronamaßnahmen werden mit der Hexenverfolgung gleichgesetzt, zudem vorausgesagt, dass die „Lügenjunta“ stürzen werde (Plakat links)

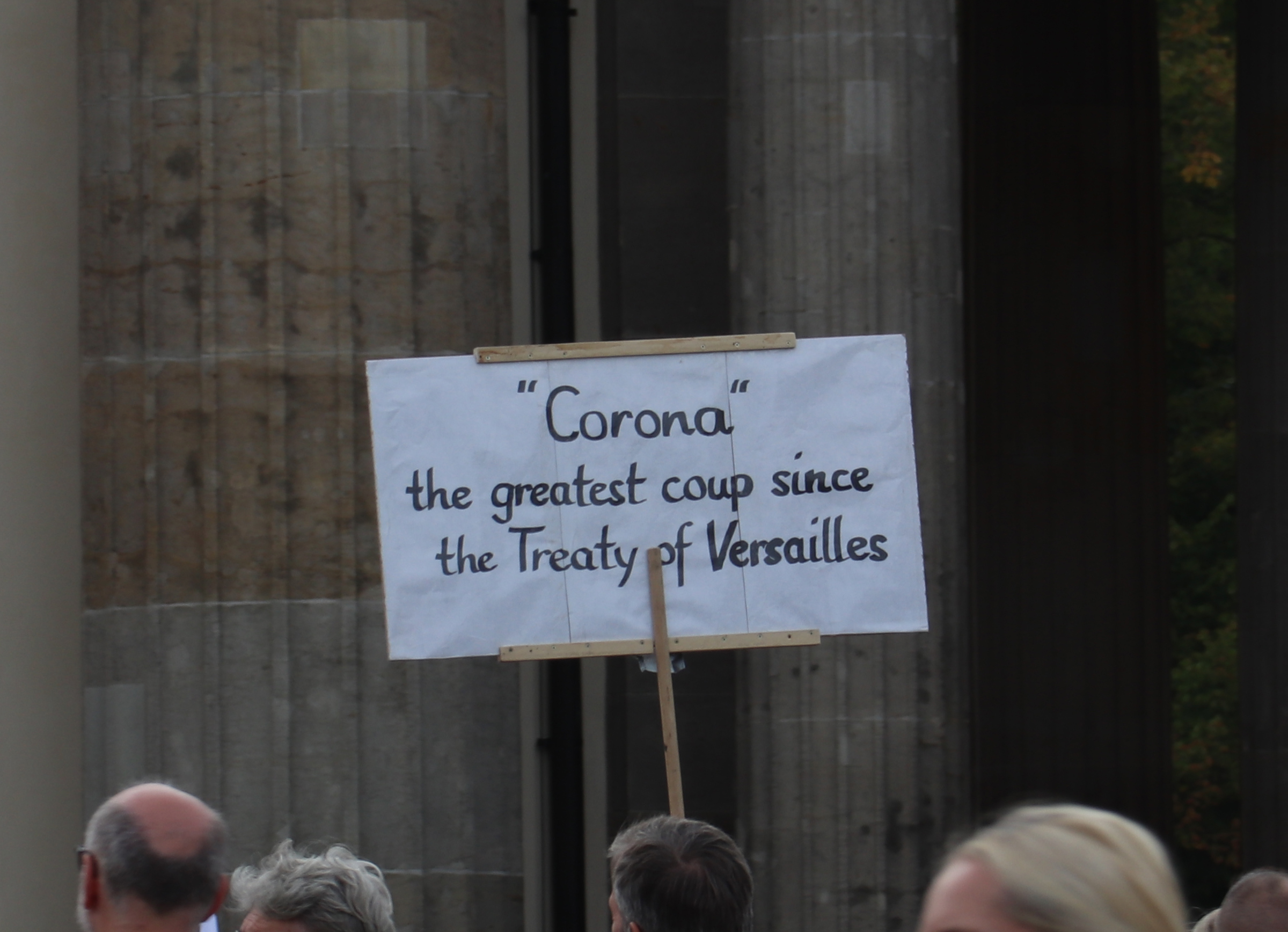
Spruchtafel am Pariser Platz: Corona sei ein dem Friedensvertrag von Versailles gleichzusetzender „Coup“

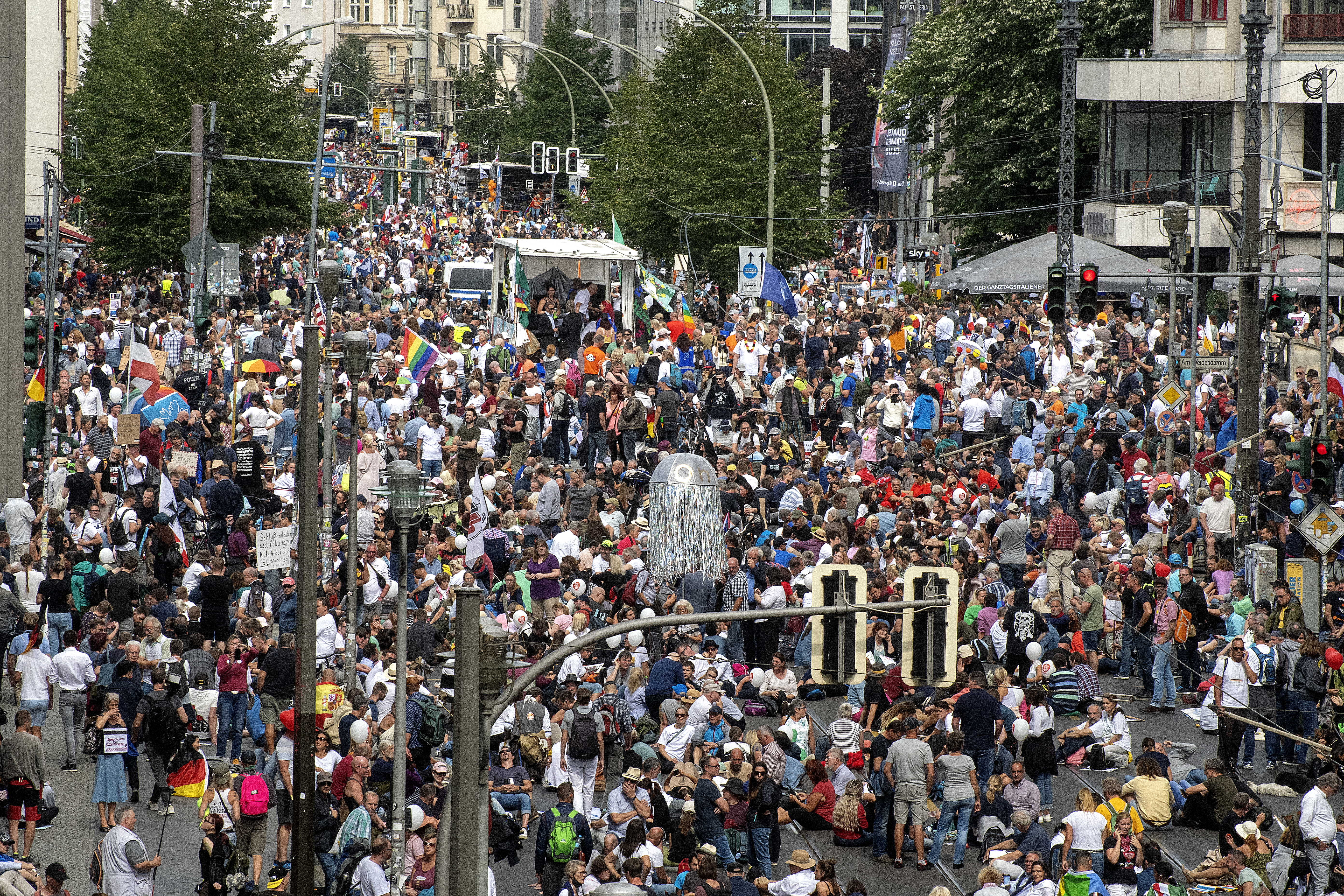
Gestoppter Demonstrationszug „Versammlung für die Freiheit!“ von Querdenken 711 am 29. August 2020

Ende August 2020 verbot die Berliner Polizei mehrere für den 29. August angemeldete Demonstrationen. Den Ausschlag für diese Entscheidung habe die Demonstration Anfang August gegeben, denn die Anmelder dieser Versammlungen hätten, so Berlins Innensenator Andreas Geisel (SPD), „ganz bewusst die Regeln gebrochen, die sie vorher in Gesprächen mit der Polizei akzeptiert hatten“, insbesondere das Einhalten des 1,5-Meter-Abstands und das Tragen eines Mund-Nasen-Schutzes. Den Demonstrierenden gehe es nicht um die Ablehnung der Coronamaßnahmen, sondern deren Anliegen richte sich gegen „unsere Freiheitliche Demokratische Grundordnung“ und ziele darauf ab, „unter dem Deckmantel der Versammlungs- und Meinungsfreiheit unser System verächtlich zu machen“. Es habe zudem erhebliche Drohungen gegen seine Behörde und die Polizei gegeben.
Die Organisatoren, die Stuttgarter Initiative Querdenken 711, kündigten einen Einspruch beim Verwaltungsgericht Berlin, notfalls auch beim Bundesverfassungsgericht, an. Geplant sei, die Straße des 17. Juni zwei Wochen lang zu besetzen.
Das Verbot wurde am 28. August 2020 vom Berliner Verwaltungsgericht aufgehoben. Das Gericht erteilte unter anderem die Auflage, dass die Einhaltung des Mindestabstands durch Ordner und regelmäßige Lautsprecherdurchsagen sichergestellt werden müsse. Eine Maskenpflicht gehöre nicht zu den Auflagen. Die Aufhebung des Verbots wurde in zweiter Instanz vom Oberverwaltungsgericht Berlin-Brandenburg bestätigt.
Das rechtsradikale Compact-Magazin von Jürgen Elsässer bewarb die Proteste; der neurechte Verleger Götz Kubitschek, der Kopf der rechtsextremen Identitären Bewegung Martin Sellner, die AfD-Politiker Björn Höcke, Tino Chrupalla, Alice Weidel, Stephan Brandner, der Ex-AfD-Mann André Poggenburg sowie neonazistische Organisationen wie die NPD und die Kleinstpartei Der III. Weg riefen zur Teilnahme an den Veranstaltungen auf, ebenso der Sänger Xavier Naidoo und der TV-Koch Attila Hildmann. Das „Berliner Bündnis gegen Rechts“ meldete Gegenkundgebungen am Bebelplatz an.
Die Polizei in Berlin löste die von Querdenken 711 veranstaltete Demonstration vorzeitig auf, weil das Abstandsgebot nicht eingehalten wurde und auch keine Alltagsmasken getragen wurden. Bis zu dem Zeitpunkt hatten sich nach Schätzungen der Polizei 18.000 Menschen in Berlin-Mitte versammelt, darunter Familien mit Kindern, Rechtsextreme und Verschwörungsideologen. Während die Demonstrationen auf der Friedrichstraße und an der östlichen Seite des Brandenburger Tors gegen Mittag beendet wurden, versammelten sich Menschen an der Siegessäule am Nachmittag zu einer Kundgebung.
Laut Polizeiangaben beteiligten sich etwa 38.000 Menschen an dieser Kundgebung. Laut dem Fernsehsender n-tv waren die Demonstrationen „deutlich größer als erwartet“. Der Initiator Michael Ballweg rief zur Eröffnung der Kundgebung: „Wir fordern die sofortige Aufhebung der Coronamaßnahmen und die Abdankung der Bundesregierung“. Laut Taz bildeten die Demonstranten „eine bunte Masse“, nämlich „Familien, Rentner, Esoteriker, Impfgegner […] aber auch Reichsbürger und Rechtsextreme“. Anwesend waren auch der rechtsextreme „Volkslehrer“ Nikolai Nerling und Neonazis der Parteien „Die Rechte“ und des „III. Wegs“ sowie die rechten Rapper Christoph Zloch alias „Chris Ares“, Kai Naggert alias „Prototyp“ und André Laaf alias „Primus“. Auftritte auf der Bühne hatten unter anderem die Leichtathletin Alexandra Wester, der Basketballer Joshiko Saibou, der ehemalige Fußballer Thomas Berthold, der Rechtsanwalt Robert Francis Kennedy junior sowie Heiko Schrang, der auf dem YouTube-Channel SchrangTV antisemitisch chiffrierte Verschwörungstheorien verbreitet. 200 Mitglieder von „Christen im Widerstand“, einem Netzwerk evangelikaler Gegner der Coronapolitik, nahmen an den Kundgebungen teil; der Organisator dieses Netzwerks, der freikirchliche Pastor Christian Stockmann, sang auf der Hauptbühne das selbst komponierte Lied „Wach auf Deutschland“ als Protest gegen eine angebliche Coronaknechtschaft.
Auch Anhänger der unwissenschaftlichen und antisemitischen „Germanischen Neuen Medizin“ waren unter den Teilnehmern, erkennbar am typografischen Schriftzug auf ihren Poloshirts. Auf den Veranstaltungen wurden Schilder mit Plakaten getragen, die den bayerischen Ministerpräsidenten Markus Söder, den Virologen Christian Drosten sowie andere Politiker und Journalisten in Sträflingskleidung mit dem Schriftzug „schuldig“ zeigten. Mehr als zwei Dutzend AfD-Bundestagsabgeordnete und viele aus den Landtagen nahmen an den Demonstrationen teil. „Stark vertreten“ war laut Welt „das Rechtsaußen-Lager der Partei“, unter den Teilnehmern waren aber auch einige derjenigen AfD-Bundestagsabgeordneten, die „in innerparteilichen Auseinandersetzungen auf Meuthens Seite stehen und vorgeben, sich von Rechtsextremisten abzugrenzen“ – trotz Jörg Meuthens Hinweis im Vorfeld, dass man durch eine Teilnahme Reichsbürger und Rechtsextreme unterstützen würde.

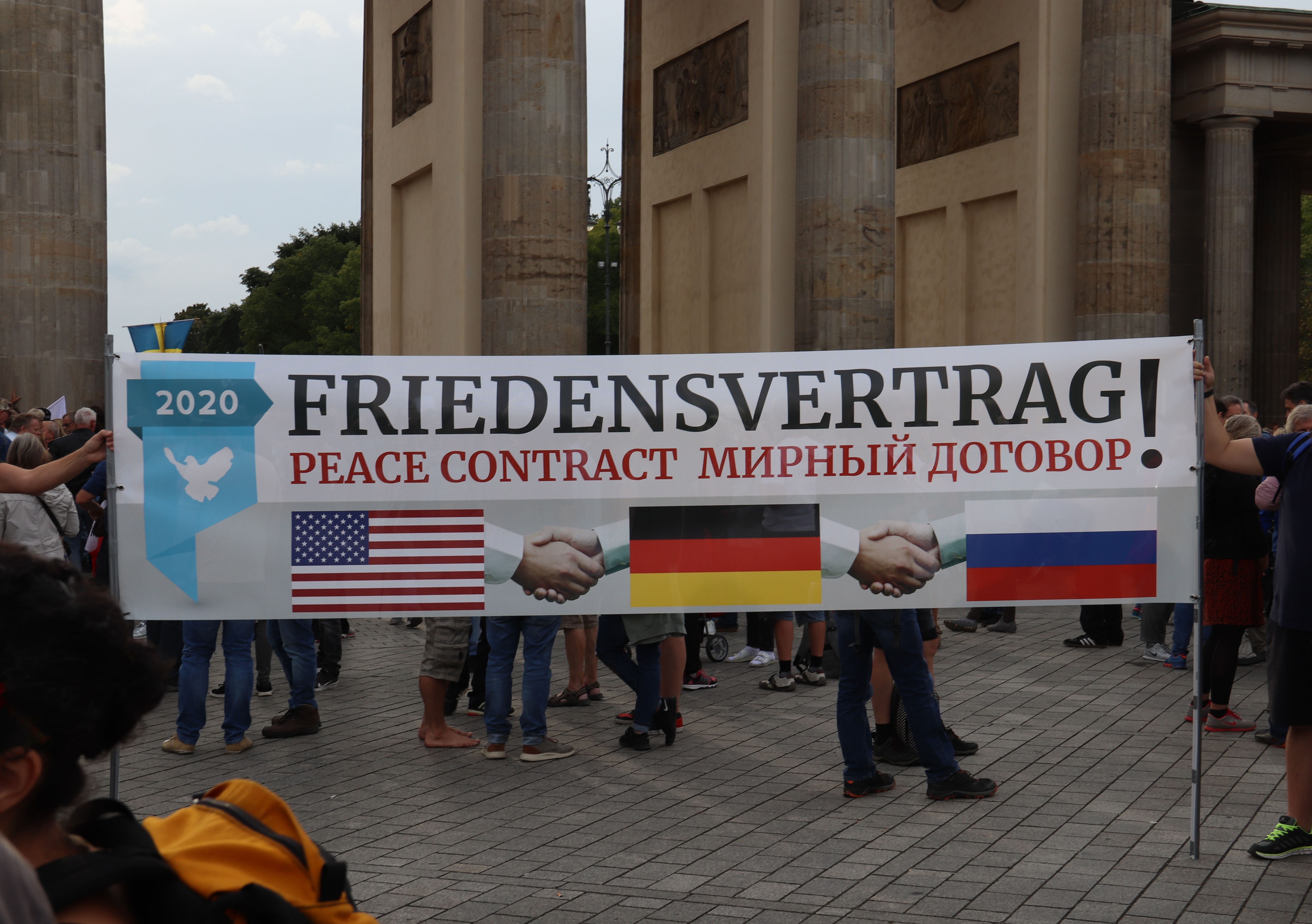
Ein Spruchband fordert einen Friedensvertrag für Deutschland

Am Nachmittag des 29. August 2020 versammelten sich laut Polizeiangaben rund 3000 Menschen vor der Botschaft der Russischen Föderation. Sie forderten einen „Friedensvertrag“ für Deutschland in Anspielung an eine Verschwörungserzählung der Reichsbürgerbewegung, „dass Deutschland noch immer von den Alliierten besetzt und kein souveräner Staat sei – und außerdem nicht einmal einen Friedensvertrag habe“.
Laut Innensenator Geisel kam es zu „heftigen, gewalttätigen Auseinandersetzungen im Bereich der russischen Botschaft“, wobei „es zu Steinen und Flaschenwürfen auf die Polizei gekommen“ sei. Es wurden sieben Polizisten verletzt und rund 200 Menschen festgenommen.
Unter den Festgenommenen war auch Attila Hildmann. Er wurde am Abend des 29. August wieder freigelassen. Auf die tumultartigen Szenen ging der Initiator der Querdenken-Demo Ballweg in seiner Rede nicht ein und sagte, dass „Rechtsextremismus und Linksextremismus […] in unserer Bewegung keinen Platz“ hätten, sprach dann aber von „bezahlten Aggressoren“, die in den Protest eingeschleust würden. Das Grundgesetz sei ausgehöhlt, so Ballweg, daher müsse nicht der Bundestag, sondern der Souverän wieder die Macht übernehmen – laut Taz „also sie selbst“ – und man wolle „an einer neuen Verfassung arbeiten“.
Am 30. August berichteten Medien, dass auch drei bayerische Polizisten auf der Bühne aufgetreten seien, ein aktiver Beamter, ein pensionierter und ein derzeit strafversetzter. Alle drei seien bereits zuvor als Corona-Aktivisten aufgefallen, einer soll zuvor bei Protesten reichsbürgeraffine Thesen verbreitet haben. In Berlin wurden nach Einschätzung der Süddeutschen Zeitung anscheinend inhaltlich keine Grenzen zum Extremismus überschritten. Der bayerische SPD-Landtagsabgeordnete Florian Ritter sagte hingegen, die Äußerungen von zwei der Polizisten gingen „deutlich über das Mäßigungsgebot hinaus“. Die Welt berichtete, es sei von einer „angeblichen Pandemie“ die Rede gewesen; zugleich sei dazu aufgerufen worden, sich auch aus sogenannten alternativen Medien zu informieren.
Ein Polizist habe gesagt, das Tragen von Masken „versklave“ und er erwarte von seinen Kollegen, „das Grundgesetz zu respektieren und gegebenenfalls zu remonstrieren, wenn ihnen von der Politik Dinge befohlen werden, die unseren Grundwerten, unseren Grundrechten widersprechen“. Wie der bayerische Innenminister Joachim Herrmann mitteilte, seien es private Auftritte gewesen, die aber dienstaufsichtlich „sehr genau geprüft“ würden, wobei er auf die Treuepflicht auch für Beamte im Ruhestand sowie die „notwendige Mäßigung“ hinwies. Auch ein wegen Äußerungen auf einer anderen Corona-Demo vorerst suspendierter Polizist aus Hannover trat auf der „Querdenken 711“-Bühne auf und erklärte zu seiner Suspendierung, das sei „es wert“ gewesen und er würde „das immer wieder tun“.
Zugleich wurden am 29. August gezielt Falschmeldungen verbreitet. Es wurde das Gerücht gestreut, Polizisten hätten sich auf die Seite der Demonstranten geschlagen und würden gewalttätige Aufstandsversuche unterstützen; man solle den Beamten im Zweifel das Codewort „711“ zurufen. Das extrem rechte Compact-Magazin verkündete über seinen Telegram-Kanal die frei erfundene Nachricht, das Karlsruher Bundesverfassungsgericht habe die Auflösung der „Querdenken“-Demonstration in einem Eilverfahren für rechtswidrig erklärt, daher könne die Veranstaltung fortgesetzt werden. Zudem wurde im Netz das Gerücht in Umlauf gesetzt, eine Demonstrantin sei von der Polizei getötet oder zumindest vergewaltigt worden. Viele „Querdenken“-Anhänger riefen daraufhin bei der Pressestelle der Polizei an und beschuldigten Beamte, Demonstranten getötet zu haben.

#### Besetzung der Treppen des Reichstags
Am Abend des 29. August 2020 überwanden 450 bis 500 Menschen, insbesondere Anhänger der Reichsbürgerbewegung und Holocaustleugner, unter anderem aus Berlin, Bayern, Nordrhein-Westfalen und Thüringen, darunter etwa der Rechtsextremist Nikolai Nerling, die Absperrungen vor dem Reichstagsgebäude, besetzten die Treppe und liefen zum Eingangsportal, wo sie von zunächst lediglich drei Polizisten aufgehalten wurden. Viele der Demonstranten schwenkten dabei Reichsflaggen.
Die Heilpraktikerin Tamara K. aus der Eifel hatte zu dieser von der Reichsbürgergruppe „Staatenlos“ angemeldeten Kundgebung vor dem Reichstagsgebäude kurz vor dem Vordringen rechter Demonstranten am Reichstag aufgerufen.
Sie hatte in sozialen Netzwerken bereits vorher Reichsbürgerideologie vertreten und sich rechtspopulistisch bis rechtsextrem geäußert. Von der Bühne rief sie, dass die Polizei ihre Helme abgesetzt habe, US-Präsident Donald Trump – der den Anhängern der QAnon-Verschwörungstheorie als „Befreier“ gilt – in Berlin gelandet sei und die Demonstranten jetzt ein Zeichen setzen müssten, indem man sich „unser Hausrecht“ hole. Die Demonstranten sollten mit ihr „da hoch“ gehen und sich „friedlich auf die Treppe“ setzen. Die Polizei bilanzierte, dass im Zusammenhang mit dem Vorfall insgesamt 21 Straftaten festgestellt wurden und gegen Tamara K. wegen „aufwieglerischen Landfriedensbruchs“ ermittelt werde.
Alle im Bundestag vertretenen Parteien außer der AfD zeigten sich anschließend schockiert über den Vorfall. Bundespräsident Frank-Walter Steinmeier sprach davon, dass „Reichsflaggen und rechtsextreme Pöbeleien vor dem Deutschen Bundestag […] ein unerträglicher Angriff auf das Herz unserer Demokratie“ seien. Zwei Tage später würdigte er die beteiligten Polizisten im Schloss Bellevue.
Außerdem fand am 3. September eine außerordentliche Sitzung des Ältestenrates des Bundestages statt. Dieses vereinbarte, dass sich nun auch der Innenausschuss des Bundestags und das Parlamentarische Kontrollgremium mit dem Vorfall befassen sollen.
Im Januar 2021 teilte die Polizei Berlin mit, dass wegen des Sturms auf den Reichstag 34 Ermittlungsverfahren gegen insgesamt 40 Tatverdächtige eingeleitet worden seien. Die Tatvorwürfe umfassten Delikte wie Landfriedensbruch, Gefangenenbefreiung, Widerstand und tätlicher Angriff gegen Vollstreckungsbeamte, Körperverletzung, Beleidigung, Bedrohung, Verwendung von Kennzeichen verfassungswidriger Organisationen und Verstoß gegen das Versammlungsgesetz.
Bis Juni 2022 gab es drei Verurteilungen. Fast alle Ermittlungsverfahren wurden von Staatsanwaltschaft und Gerichten eingestellt. Das Überwinden der Polizeiabsperrgitter und das Betreten der Treppen am Reichstagsgebäude erfüllt den Tatbestand des Landfriedensbruchs nicht, weil dort Gewalttätigkeiten gegen Menschen oder Sachen oder Bedrohungen von Menschen mit einer Gewalttätigkeit erforderlich sind. Die Rechtsauffassung der ermittelnden Polizei wurde damit zurückgewiesen.

#### Demonstrationen am 25. Oktober 2020
Am 25. Oktober 2020 zogen rund 2000 Menschen aus Protest gegen die Corona-Maßnahmen durch Berlin-Mitte. Die „Querdenken“-Bewegung hatte zu der Demonstration aufgerufen. Die meisten Teilnehmer hielten dabei weder die Maskenpflicht noch die Abstandsgebote ein. Als der Zug am Alexanderplatz vorerst nicht starten durfte, da keine Masken getragen wurden, zog ein Teil der Demonstrierenden ohne polizeiliche Begleitung in Richtung Karl-Marx-Allee zum Kosmos, einem ehemaligen Kino, um gegen den Weltgesundheitsgipfel zu protestieren, der dort ursprünglich hätte stattfinden sollen, jedoch aufgrund steigender Infektionszahlen stattdessen online abgehalten wurde. Die Demonstration wurde mit 2500 Teilnehmern angemeldet, wurde jedoch laut Tagesspiegel von der Polizei unterschätzt, die nach Einschätzung der Zeitung anfangs nur mit einer zweistelligen Zahl von Ordnungskräften im Einsatz war.
In Twitter-Beiträgen war zu sehen, wie Demonstranten einem Krankenwagen und einem Feuerwehrauto den Weg versperrten, ohne dass die Polizei eingriff. Nachdem der Veranstalter die Demo für beendet erklärt hatte, um einer Auflösung durch die Polizei zuvorzukommen, kam es zu Ausschreitungen, wobei eine Gruppe von Teilnehmern kurzzeitig einige Polizisten einkesselte. Einem Reporter wurde gedroht, nach dem „Umsturz“ werde er „wie alle anderen Systemjournalisten an einem Baum hängen“. An einer Gegendemonstration beteiligten sich etwa 150 Menschen.

#### Demonstration am 18. November 2020 und Störaktion im Bundestag

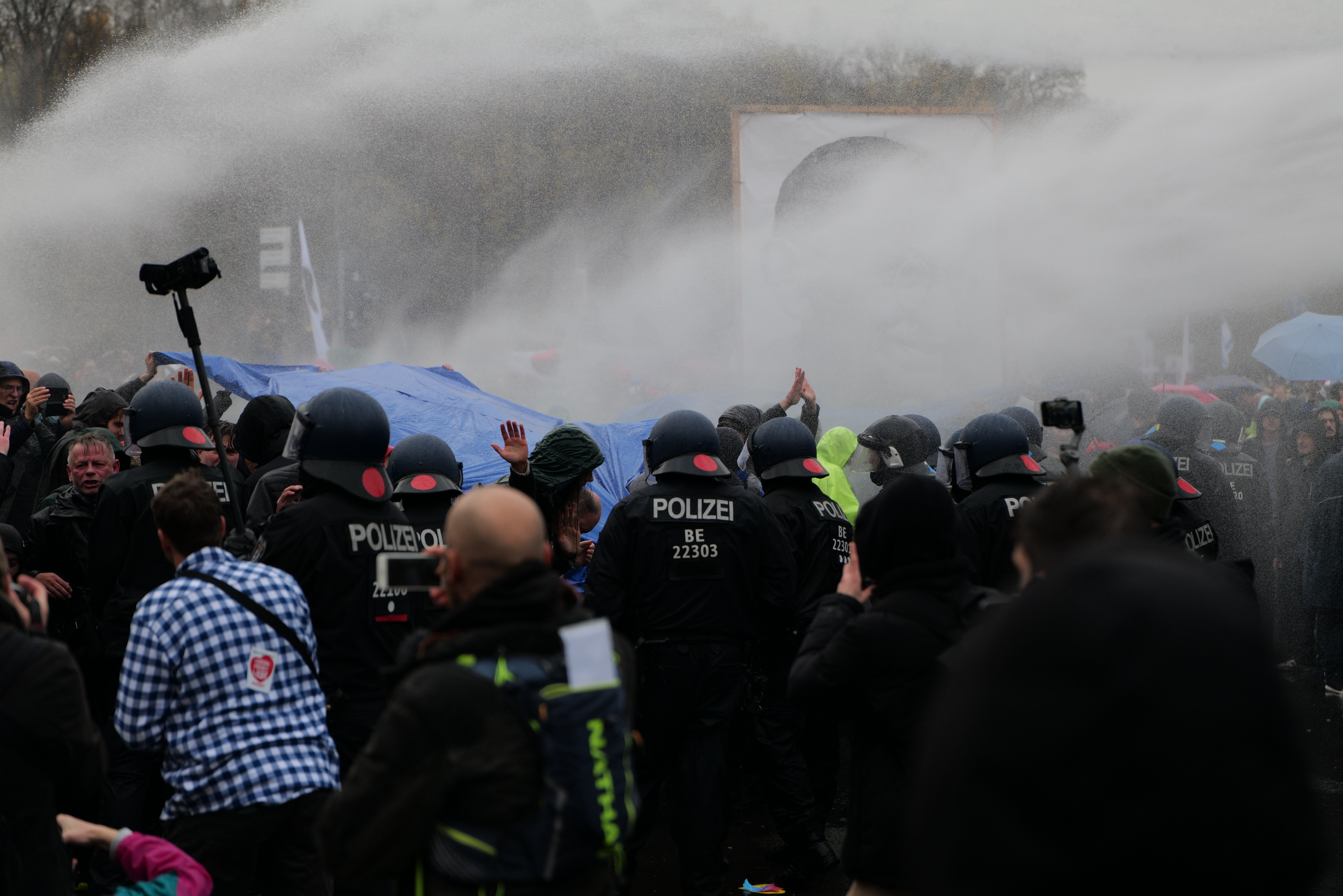
Wegen Verstößen gegen die Infektionsschutzauflagen wurde die Versammlung mithilfe von Wasserwerfern aufgelöst

Mehr als 10.000 Personen demonstrierten am 18. November 2020, am Tag der Abstimmung über das dritte Gesetz zum Schutz der Bevölkerung bei einer epidemischen Lage von nationaler Tragweite, in unmittelbarer Nähe des Reichstags. Tags zuvor hatte das Innenministerium ein Dutzend Zulassungsanträge für im befriedeten Bezirk geplante Demonstrationen abgelehnt. Bei der Demonstration selbst wurden 77 Polizisten verletzt. Die Polizei nahm im Rahmen der Demonstration 365 Personen fest und leitete 257 Ermittlungsverfahren ein. Beobachter sprachen von einer „extrem aggressiven Stimmung“.
Nachdem trotz polizeilicher Aufforderung viele Teilnehmer nach der Auflösung der Veranstaltung den Kundgebungsort nicht verlassen hatten, setzte die Polizei nach Ankündigung auch Wasserwerfer ein, die die Demonstranten allerdings lediglich besprühten, da auch Kinder in der Menge waren, wie die Polizei mitteilte. Während der Proteste wurde auch der AfD-Bundestagsabgeordnete Karsten Hilse vorübergehend festgenommen, da er keine Maske trug. Hilse gab an, er habe ein Attest vorgezeigt, nach dem er von der Maskenpflicht entbunden sei, dieses sei jedoch angezweifelt worden, da keine konkrete Krankheit darin aufgeführt gewesen sei.
Bei seiner Festnahme wurde er von mehreren Polizisten niedergerungen, als er ein Video aufnehmen wollte. Die Einsatzleitung der Polizei gab an, Hilse habe sich „unkooperativ verhalten, seinen Begleiter zum Filmen aufgefordert und Widerstand geleistet“. Der AfD-Fraktionsvorsitzende Alexander Gauland forderte eine „lückenlose Aufklärung“.
Am selben Tag bedrängten und beschimpften vier von Bundestagsabgeordneten der AfD in den Bundestag eingeladene Besucher Wirtschaftsminister Peter Altmaier (CDU), den FDP-Politiker Konstantin Kuhle, den Grünen-Fraktionschef Anton Hofreiter und den SPD-Politiker Martin Schulz.
Die drei beteiligten AfD-Abgeordneten waren Udo Hemmelgarn, Petr Bystron und Hansjörg Müller; zu den Störern gehörten der Autor und Unternehmensberater Thorsten Schulte, der rechtsextreme Verschwörungstheorien und Geschichtsrevisionismus vertritt, und die neurechte Medienaktivistin Rebecca Sommer, die als vorgebliche Journalistin Peter Altmaier beleidigte und dies mit einem Smartphone filmte, sowie die AfD-nahen YouTuber Daniela Scheible und „Elijah Tee“.
Daraufhin befassten sich der Bundestag in einer Aktuellen Stunde und der Ältestenrat mit dem Ereignis.

#### Demonstrationen am 21. April 2021 nach der Novellierung des Infektionsschutzgesetzes
Im April 2021 beschlossen der Bundestag und der Bundesrat eine Reform des Infektionsschutzgesetzes (IfSG) mit dem Ziel, die rechtlichen Maßnahmen in der Pandemie auf eine genauere Rechtsgrundlage zu stellen (Viertes Gesetz zum Schutz der Bevölkerung bei einer epidemischen Lage von nationaler Tragweite).
Am 21. April versammelten sich zeitweise bis zu 8000 Personen auf der Straße des 17. Juni, um gegen die Gesetzesänderung zu demonstrieren. Diese verglichen die Teilnehmer teilweise mit dem nationalsozialistischen Ermächtigungsgesetz vom 24. März 1933. Da die Polizei fortwährende und flächendeckende Verstöße gegen den Pandemieschutz feststellte, löste sie ab Mittag die Demonstrationen auf.
Die Demonstranten wichen daraufhin u. a. in den Tiergarten aus, der von der Polizei bis zum Abend ebenfalls geräumt wurde. Immer wieder suchten Demonstrationsteilnehmer die gewaltsame Auseinandersetzung mit der Polizei.
Die Polizei nahm an dem Tag 250 Personen u. a. wegen Verstößen gegen die Corona-Regeln, Angriffen auf Einsatzkräfte, Widerstands gegen Vollstreckungsbeamte und versuchter Gefangenen-Befreiung fest.
Auf zwei Bühnen wurde in Redebeiträgen, neben vereinzelter inhaltlicher Kritik an der Coronapolitik, die Pandemie geleugnet oder verharmlost. Zahlreiche Vergleiche zur NS-Diktatur wurden gezogen, die Shoah relativiert und die mediale Berichterstattung als „Lügenpresse“ diffamiert. Zugegen waren auf den Demonstrationen Protagonisten der Coronademo-Szene wie Markus Haintz („dieBasis“), Thorsten Schulte sowie der AfD-Bundestagsabgeordnete Hansjörg Müller. Aus dem nationalistisch-völkischen Bereich der Szene waren Andreas Kalbitz (ehemals Landesvorsitzender der AfD Brandenburg), Jürgen Elsässer, Stephan Brandner (AfD-MdB) und der frühere AfD-Politiker Heinrich Fiechtner anwesend.
Die Rechtsextremen Eric Graziani, Sven Liebich und Sebastian Schmidtke (NPD) demonstrierten ebenfalls mit. Angemeldet hatten die Demonstrationen u. a. die „Kommunikationsstelle Demokratischer Widerstand“ (KDW) von Anselm Lenz und Hendrik Sodenkamp, die auch die „Hygienedemos“ in Berlin angemeldet hatten.

#### Demonstrationen am 1. August 2021

Demo-Geschehen am Alexanderplatz am 1. August 2021

Für den 1. August 2021 war ursprünglich die erste Querdenken-Großdemo in Berlin 2021 geplant. Angemeldet waren 22.500 Menschen; die Demo sollte auf der Straße des 17. Juni stattfinden. Organisator war Michael Ballweg von Querdenken 711 Stuttgart. Am 30. Juli wurde das Verbot der Demonstration durch die Polizei vom Verwaltungsgericht Berlin jedoch bestätigt, eine Beschwerde gegen den Entscheid war erfolglos. Trotzdem versammelten sich immer wieder kleinere Gruppen und marschierten. So gab es z. B. Demonstrationen Ecke Bahnhof Gleisdreieck, am Brandenburger Tor und Alexanderplatz und in der Bismarckstraße. Die Polizei schätzte die Zahl der Versammelten an den verschiedenen Orten auf insgesamt etwa 5.000 Personen. Sie nahm fast 600 Personen fest.
Ein Mann starb an einem Herzinfarkt, nachdem er in Gewahrsam genommen wurde. Die Ermittlungen dazu dauern an. Die Berliner Polizei leitete mindestens 503 Ermittlungsverfahren ein, davon 43 wegen tätlichen Angriffs auf Vollstreckungsbeamte. Teilnehmer unerlaubter Versammlungen hatten laut Polizei wiederholt Einsatzkräfte und Andersdenkende sowie mindestens ein Fernsehteam attackiert.
Mehr als 60 Polizisten seien zum Teil schwer verletzt worden. Der Berliner Landesgeschäftsführer der Deutschen Journalistinnen- und Journalisten-Union (dju) Jörg Reichel wurde von Teilnehmern einer der Querdenken-Demos von seinem Fahrrad gezerrt, geschlagen und getreten. Wie ein Mitglied des Bundesvorstands erklärte, sei Reichel bereits seit Monaten von Personen aus der Querdenken-Szene diffamiert und bedroht worden. Im Netz wurden zahlreiche Videos von Gewalt seitens der Polizei verbreitet.
Den UN-Sonderberichterstatter über Folter Nils Melzer erreichten über 100 Hinweise zu Polizeigewalt bei den Demonstrationen. Melzer kündigte eine Intervention bei der deutschen Vertretung bei den Vereinten Nationen in Genf an. Es sei „absolut inakzeptabel, wenn die Polizei wegen bloßer Ordnungswidrigkeiten oder zivilem Ungehorsam mit teilweise lebensgefährlicher Gewalt gegen wehrlose Demonstranten“ vorgehe.
Die eingegangenen Hinweise seien „stark genug, dass möglicherweise Menschenrechtsverletzungen begangen wurden“, so Melzer. Die Polizei Berlin prüft nach eigenen Angaben „die Vorwürfe übermäßiger Gewalt in den eigenen Reihen“.

#### Demonstrationen am 28. und 29. August 2021
Am 28. und 29. August fanden weitere Demonstrationen in Berlin statt. Einige tausend Personen folgten einem Aufruf der Querdenken-Bewegung und demonstrierten in Berlin. Die Veranstaltungen waren durch die Versammlungsbehörde verboten worden; die Verbote waren durch das Verwaltungsgericht Berlin bestätigt worden. Die Teilnehmer hielten sich in großen Teilen nicht an Maskenpflicht und Abstandsgebot. Es kam zu Versuchen, Polizeiabsperrungen zu durchbrechen, und zu tätlichen Angriffen auf Polizeikräfte. Rund 2200 Polizisten waren im Einsatz. Am Samstag wurden nach Polizeiangaben mehrere hundert und am Sonntag rund 80 Teilnehmer vorläufig festgenommen, insbesondere „gewalttätige Personen“ und Personen, „die als Rädelsführer zu Verstößen gegen das Versammlungsfreiheitsgesetz und die Infektionsschutzbestimmungen aufgerufen hatten“.
Zudem hielt die aus der „Querdenken“-Szene entstandene Partei „Die Basis“ am Leipziger Platz eine genehmigte Kundgebung mit etwa 2000 Teilnehmern ab. Auch dort wurden Masken- und Abstandsgebot missachtet. Es kam zu Behinderungen von und Pöbeleien gegen Journalisten.

#### Demonstration am 4. Dezember 2021
Am 4. Dezember 2021 demonstrierten zeitweilig etwa 500 Personen ohne Anmeldung in Berlin-Friedrichshain. Darunter befanden sich auch Mitglieder der rechtsextremen Szene. Mehrere Pressevertreter wurden angegriffen, es kam zu 58 Festnahmen. Während der Demonstration sprachen Teilnehmer auch einen Übergriff auf den Journalisten Jörg Reichel ab, der bereits wenige Monate zuvor attackiert wurde.

### Bremen
Für den 5. Dezember 2020 rief die Gruppe „Querdenken421“ zu einem „Bundesweiten Fest für Friede und Freiheit“ mit geplanten 20.000 Teilnehmern in Bremen auf. Nach einem Verbot durch die Stadtgemeinde und zwei abgewiesenen Anträgen auf einstweiligen Rechtsschutz beim Verwaltungsgericht Bremen und OVG Bremen rief der Anmelder das Bundesverfassungsgericht (BVerfG) an. Die Gruppe mobilisierte weiter für die Demonstration.
Das BVerfG akzeptierte die Begründung der Stadtgemeinde, dass mit der erwarteten hohen Teilnehmerzahl die Mindestabstände nicht eingehalten werden könnten.
Trotz des Verbots reisten Demonstranten an. Die Bremer Innenbehörde hatte im Vorfeld klargemacht, dass sie keine Versammlung zulassen werde, und ging polizeilich gegen Gruppen von Anti-Corona-Aktivisten vor. 450 Anzeigen wurden geschrieben, 170 Platzverweise durchgesetzt und gegen den ursprünglichen Veranstalter ein Ermittlungsverfahren wegen Aufrufs zur Teilnahme an einer verbotenen Versammlung eingeleitet. Innensenator Ulrich Mäurer (SPD) sagte, Bremen habe „ein Signal auch für andere Städte gesetzt [...], dass man sich wehren muss“. Man würde immer wieder so handeln. Der „Wahnsinn“ (Mäurer) hätte den Steuerzahler rund 750.000 Euro gekostet.

### Hannover
In Hannover veranstaltet die elfköpfige Gruppe „Wir wachen auf“ seit dem 25. April 2020 wöchentliche Proteste am Maschsee gegen die Coronamaßnahmen, die sich inhaltlich und terminlich an den bundesweiten Aufruf „Nicht ohne uns“ anlehnen. In einem Einladungsvideo wird behauptet, eine „herrschende Klasse“ benutze ein Virus, „um ganze Bevölkerungsschichten in Angst und Panik zu versetzen“, behauptet werden eine „Hightech-Diktatur mit totaler Überwachung und Kontrolle“ und „Mikrochips, die unter die Haut gepflanzt werden“. Deutschland sei über Nacht zu einem „Überwachungsstaat“ geworden. Die Hauptrednerin Carola Javid-Kistel, eine Ärztin und Homöopathin aus Duderstadt, fragte, ob man künftig „wie zuletzt zwischen 1933 und 1945“ „mundtot sein und nichts mehr zu sagen haben“ werde. Sie erkenne hinter dem Handeln der Bundesregierung einen „dämonischen, teuflischen Plan“. Auch weitere Redner verglichen die Maßnahmen mit der NS-Diktatur und riefen zum Aufstand dagegen auf. Viele behaupteten, es drohe eine „Zwangsimpfung“, und sammelten Unterschriften dagegen. Die Maskenpflicht sei „Unterdrückung, das macht uns zu Sklaven.“
Dazu verwiesen sie etwa auf Zurechtweisungen beim Einkauf ohne Schutzmaske. Viele der rund 350 Teilnehmer hielten das Grundgesetz hoch oder Schilder, die eine Widerstandspflicht beanspruchen, oder Plakate mit dem Satz „Gib Gates keine Chance“. Ein Redner behauptete, Bill Gates habe der Zeitschrift Der Spiegel Millionensummen gespendet und ihr so ihre kritische Rolle abgekauft. Ein Redner verwies gegenüber Polizeidurchsagen, Masken zu tragen und den Mindestabstand zum Nachbarn einzuhalten, auf die neugegründete Initiative „Widerstand2020“.
An der „Demo für die Grundrechte“ vom 2. Mai nahmen bis zu 500 Personen teil.
Am 12. September 2020 gingen nach Polizeiangaben in Hannover mehr als 1000 Demonstranten gegen die staatlichen Corona-Maßnahmen auf die Straße. Der Zug in der Innenstadt musste einen Stopp einlegen, weil die Veranstalter die Teilnehmer dazu aufforderten, den Mindestabstand untereinander einzuhalten und eine Mund-Nasen-Bedeckung zu tragen. Auf T-Shirts und Plakaten standen Sprüche wie „Stoppt die Pandemie der Lügen!“, „Corona ist ein Raubzug“ oder „Gegen Impfpflicht, Maulkorb, Staatsgewalt, Lügenpresse, Volksverräter“. Gegendemonstrationen gab es etwa von der Linken Jugend oder dem Deutschen Gewerkschaftsbund (DGB).
Aufmerksamkeit erlangte eine Demonstration der Initiative Querdenken 511 vom 21. November 2020 in Hannover, auf der eine Rednerin sich mit Sophie Scholl verglich. Sie stellte sich als 22-jährige Jana aus Kassel vor und sagte, „ich fühle mich wie Sophie Scholl, da ich seit Monaten aktiv im Widerstand bin, Reden halte, auf Demos gehe, Flyer verteile und auch seit gestern Versammlungen anmelde.“ Zahlreiche prominente Persönlichkeiten kritisierten Janas Aussagen scharf, darunter auch Außenminister Heiko Maas.

### München
Am 9. Mai 2020 demonstrierten rund 3000 Menschen auf dem Marienplatz gegen die Infektionsschutzbestimmungen. Angemeldet waren lediglich 80 Teilnehmer. Die Teilnehmer standen dicht gedrängt ohne Einhaltung von Mindestabständen, großteils ohne eine Mund-Nasen-Bedeckung. Die Polizei forderte erfolglos zur Einhaltung von Mindestabständen auf, ließ die Demonstration aus Gründen der Verhältnismäßigkeit aber weiterlaufen und räumte lediglich eine von 25 Rechtsextremisten frequentierte Randveranstaltung auf.
Bei einer Demonstration am 16. Mai 2020 verfolgte die Münchner Polizei als Reaktion auf die vorhergehende Demonstration am Marienplatz eine neue Strategie. Nachdem die Grenze von 1000 genehmigten Demonstranten auf der Theresienwiese erreicht war, sperrte die Polizei diese ab. Außerhalb des Geländes fanden sich nach Schätzungen der Münchner Polizei bis zu 2500 weitere Menschen. Anders als bei den Teilnehmern im abgesperrten Bereich wurden dort häufig nicht die Mindestabstände eingehalten.
Die ca. 1000 im Einsatz befindlichen Polizisten forderten zum Verlassen des Bereichs außerhalb der Theresienwiese auf und fingen schon frühzeitig weitere Menschen ab. Es wurden 600 Platzverweise ausgesprochen, dabei wurden bei 200-mal die Personalien aufgenommen und 20 Anzeigen wegen Verstößen gegen das Infektionsschutzgesetz erteilt. Mehrere Menschen wurden vorübergehend in Gewahrsam genommen. Laut Polizeisprecher Marcus da Gloria Martins sei so ein Aufhetzen der überwiegend dem bürgerlichen Lager zugeordneten Demonstranten verhindert und das Einhalten der Abstandsregeln ermöglicht worden.
Am 12. September 2020 kamen zu der Hauptkundgebung nach Polizeischätzungen 10.000 Teilnehmer, mehr als doppelt so viele wie vom Veranstalter, der Initiative Querdenken 089, angekündigt. Zuvor hatte der Bayerische Verwaltungsgerichtshof eine von der Stadt München ausgesprochene Teilnehmerbeschränkung auf 1000 Protestierende gekippt. Weil an dem vorangegangenen Demonstrationszug mehr Menschen teilgenommen hatten, als zugelassen waren (3000 statt der erlaubten 500), und viele Teilnehmer keine Maske trugen, wurde der Zug von der Polizei gestoppt und vom Veranstalter abgebrochen. Auch die Hauptkundgebung auf der Theresienwiese musste nach einer Stunde wegen Nichteinhaltung der Abstandsregeln und des Maskengebots unterbrochen werden. Auf der Kundgebung forderten Redner die Aufhebung der Immunität von Bundesgesundheitsminister Jens Spahn und die Beobachtung des bayerischen Ministerpräsidenten Markus Söder durch den Verfassungsschutz.
Auch der Ex-Fernsehpfarrer Jürgen Fliege trat als Redner auf. Wegen Verstoßes gegen die Maskenregeln bzw. Widerstands gegen Vollstreckungsbeamte, Beleidigung und Körperverletzung nahm die Polizei 120 Anzeigen auf. Rund 900 Menschen protestierten auf dem Goetheplatz unter dem Motto „Solidarität statt rechter Verschwörungswahn“ gegen die Veranstaltung; es wurden Reden gegen rechtes Gedankengut, Antisemitismus und Rassismus gehalten.
Die Fachinformationsstelle Rechtsextremismus (firm) zählte auf Kundgebungen im September mindestens 40 Rechtsextreme. Unter den Demonstranten seien auch Vertreter der vom Verfassungsschutz beobachteten rechten Zeitschrift Compact sowie zahlreiche Abgeordnete der AfD gewesen. Der Verein „München ist bunt“ nannte in einer Anfang 2021 erschienenen Broschüre als Beispiel für antisemitische Vorfälle während der Kundgebungen eine bei einer Demonstration in München gezeigte Fotomontage, auf der zu sehen war, wie Menschen von Uniformierten, deren Emblem einem Davidstern nachempfunden ist und die Inschrift „ZION“ trägt, gewaltsam geimpft werden.
Im Februar 2021 fanden in München mehrere Autokorsos der Corona-Skeptiker mit bis zu 144 Fahrzeugen statt. Dabei kam es auch zu zahlreichen Verstößen bzw. Provokationen.
Am 13. März 2021 löste die Polizei eine Kundgebung mit mehreren tausend Teilnehmern vor dem Landtag wegen Verstößen gegen die Maskenpflicht und die Einhaltung von Mindestabständen auf. Der Aufforderung, die Demo zu verlassen, kamen jedoch nicht alle Teilnehmenden nach.
Am 15. Dezember 2021 kamen in der Ludwigstraße ca. 3700 Menschen zusammen, um u. a. gegen die Impfpflicht zu demonstrieren. Münchens Oberbürgermeister Dieter Reiter sagte, es sei „unerträglich und überschreitet die Grenze legitimer Kritik […] bei weitem“, wenn Gewalt ausgeübt werde, Infektionsschutzauflagen grob missachtet und als „diktatorische Auflagen“ bezeichnet würden, der Holocaust verharmlost werde und in Telegram-Gruppen Pläne für Angriffe auf Politiker, Wissenschaftler und Journalisten geschmiedet würden.
Eine Woche später bewegten sich trotz der offiziellen Absage einer Demo 5000 Menschen unangemeldet durch die Innenstadt. Die Polizei war mit 500 Kräften im Einsatz und berichtete von einer aggressiven Stimmung. Die meisten Teilnehmenden trugen keinen Mund-Nasen-Schutz und hielten keinen Abstand voneinander ein. Neben elf Festnahmen wurden 14 Straftaten zur Anzeige gebracht. Laut Polizei waren unter den Teilnehmern der Kundgebung Familien mit Kindern ebenso wie Esoteriker und Mitglieder der rechten Szene. Oberbürgermeister Dieter Reiter sagte, dass es den Protestführern „nicht mehr nur um ihren Protest gegen die Corona-Maßnahmen“ gehe, sondern sie suchten „den Konflikt mit dem Staat“.

### Nürnberg
Am 9. Mai 2020 fand in Nürnberg vormittags eine friedliche Demonstration „Lesen für Demokratie“ zur Wahrung des Grundgesetzes statt, die planmäßig nach 45 Minuten zu Ende ging. Um 14 Uhr folgte eine weitere Demonstration, die viel mehr als die 50 angemeldeten Personen besuchten. Sie richtete sich gegen eine „Mundschutz-Pflicht“ und angebliche „Zwangsimpfung“. Einige Teilnehmer behaupteten, Bill Gates wolle über ihren Körper bestimmen, und warben für die Gruppe Widerstand 2020. Mehrere bekannte Rechtsextreme aus der Hooligan- und Gelbwesten-Szene nahmen teil. Einzelne Gruppen skandierten „Widerstand“ und „Freiheit“. Viele Teilnehmer drängten sich und lehnten Masken und Mindestabstand ab.
Wegen des Auflaufs von rund 2000 Teilnehmern wurde die Kundgebung nicht aufgelöst. Oberbürgermeister Marcus König (CSU) bezeichnete sie wie einen ähnlichen Massenauflauf in München am selben Tag als „Infektionsherd“ und kündigte an, weitere Demonstrationen nur noch außerhalb der Innenstadt zu erlauben. Laut Bayerns Innenminister Joachim Herrmann (CSU) forderten Teilnehmer in Nürnberg Passanten auf, sie sollten den Mund-Nasen-Schutz abnehmen.
Er kündigte an, solche Belästigung und Gefährdung anderer, absichtliche Verstöße gegen die Abstandsregeln und Einflussnahme von Rechtsextremisten künftig zu verhindern und die Auflagen von der Polizei strikt durchsetzen zu lassen.
Als Reaktion auf die Vorkommnisse am 9. Mai verbot die Stadt Nürnberg Demonstrationen in der Innenstadt und verlegte sie an den Stadtrand mit ausreichend Versammlungsfläche. Am darauffolgenden Samstag, dem 16. Mai 2020, fanden daraufhin zeitgleich drei Demonstrationen statt: 650 Personen demonstrierten auf dem Parkplatz der Meistersingerhalle, 600 auf der Wöhrder Wiese und 50 am Marienbergpark.
Die Demonstrationen verliefen allesamt friedlich.
Im weiteren Verlauf gab es wöchentlich jeden Samstag Demonstrationen an der Wöhrder Wiese, bei denen etwa 500 Personen teilnahmen. Diese wurden von der „Interessengemeinschaft Wöhrder Wiese“ (Interessengemeinschaft WöWi) organisiert, die seit Juli 2020 als Ableger 911 Teil des Netzwerks Querdenken ist.
Nach einer dem „Querdenker“-Spektrum zugerechneten Demonstration in Nürnberg im Dezember 2021 ermittelt die Polizei wegen Volksverhetzung, da ein Teilnehmer einen rot-schwarzen Davidstern an der Kleidung getragen und einige Personen Plakate mit der Aufschrift „Impfen macht frei“ mit sich geführt hatten.

### Stuttgart

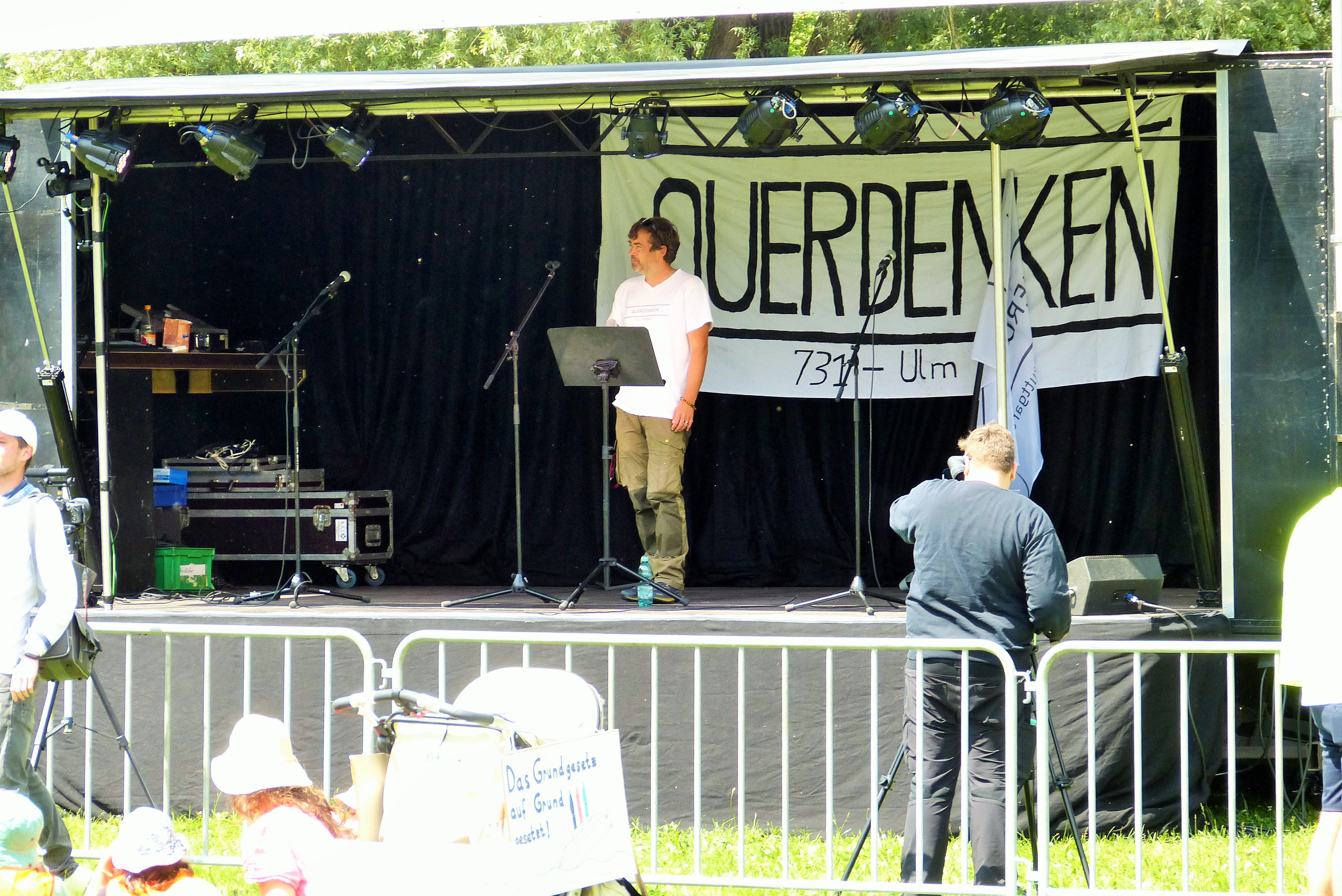
Michael Ballweg, Organisator von Querdenken, bei Querdenken 731 (Ulm), 2020

In Stuttgart wurde im Frühjahr 2020 unter der Bezeichnung „Querdenken 711“ (Telefonvorwahl Stuttgart) wöchentlich gegen die Coronaregeln und für Grundrechte demonstriert.
Am 11. April 2020 demonstrierten rund 20 Personen auf dem Stuttgarter Schlossplatz gegen das als Antipandemiemaßnahme von der Stadt verhängte Versammlungsverbot. Zur zweiten (der ersten angemeldeten) Demonstration gegen die Coronamaßnahmen am 18. April 2020 kamen rund 50 Personen, nachdem das Bundesverfassungsgericht das städtische Verbot aufgehoben hatte.
Zwischen 350 und 500 Personen nahmen an der dritten Demonstration am 25. April 2020 teil. Mehrfach wurde die Auflage der Abstandswahrung ignoriert. Danach meldete die Stadt, für weitere Kundgebungen dieser Art die Auflagen zu verschärfen und einen größeren Platz zu wählen. Der IT-Unternehmer Michael Ballweg kündigte weitere Demonstrationen auf dem Cannstatter Wasen an.
Ballweg forderte Bundestagsneuwahlen im Oktober 2020. Er erklärte, er dulde kein radikales Gedankengut von links oder rechts und trete für die freie Meinungsäußerung ein. Wegen einer angeblich verzerrten Berichterstattung einiger Medien sollten gesprächswillige Journalisten seiner Initiative vorher schriftlich zusichern, „wahrheitsgemäß, unparteiisch und vollständig zu berichten“ und vor allem keine „Zensur“ auszuüben. Auf Twitter bejahte Ballweg anfangs die deutschen Coronaregeln mit Blick auf die COVID-19-Pandemie in Italien, übernahm und verbreitete dann aber empirisch unbelegte Thesen von Sucharit Bhakdi und zahlreiche Beiträge von KenFM zur Pandemie.
Am 6. April postete er ein Comicbild des in der Alt-Right-Initiative beliebten Zeichners Ben Garrison, das Bill Gates als Adolf Hitler mit Spritzen in Hakenkreuz-Form darstellt, und kommentierte: „Sehr erschreckend, was @BillGates für Vorstellungen hat.“

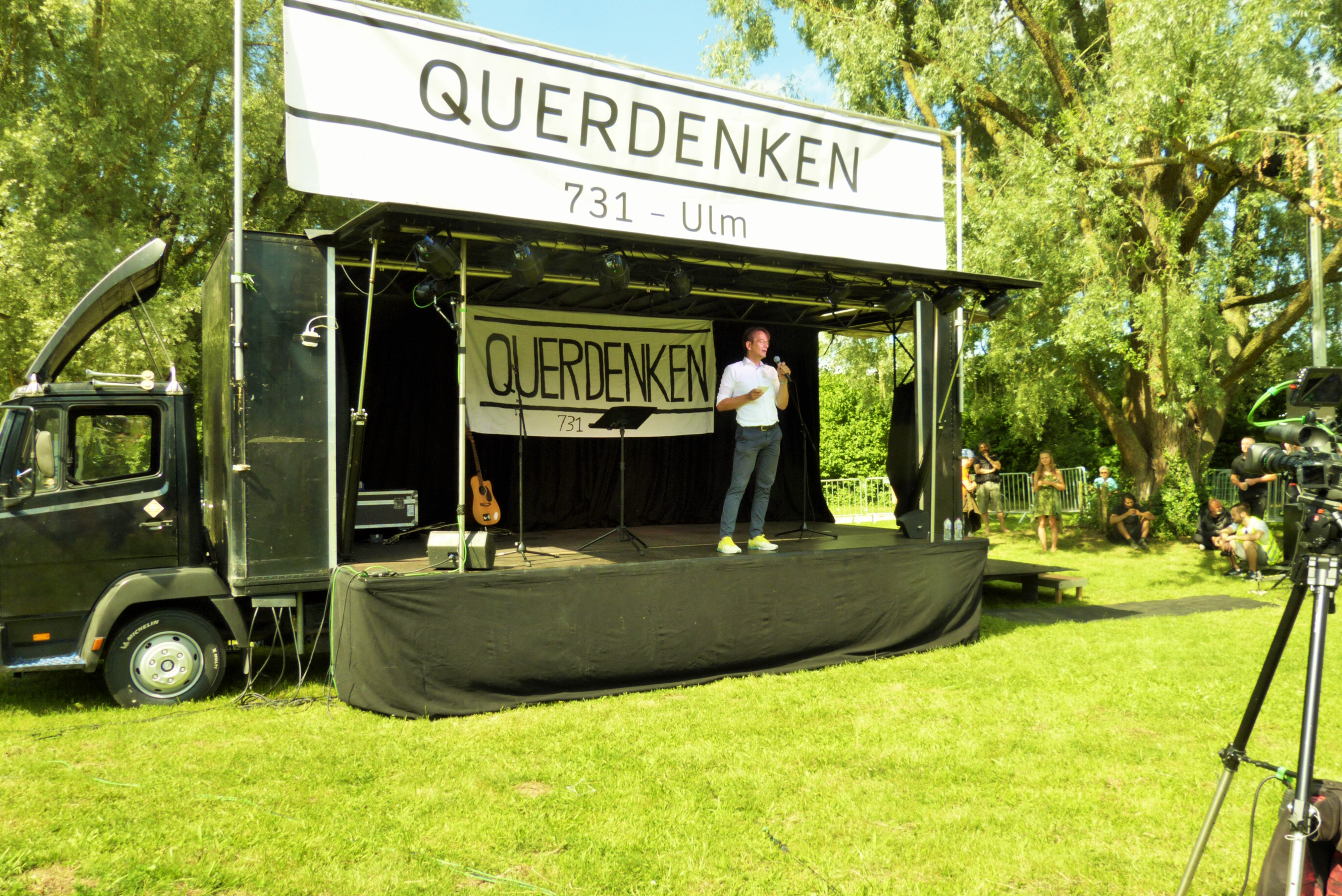
Bodo Schiffmann bei Querdenken 731 (Ulm), 2020

Am 2. Mai 2020 demonstrierten laut Veranstalter bis zu 5.000 Teilnehmer auf dem Cannstatter Wasen, 2.500 mehr als angemeldet waren. Die Demonstration verlief friedlich und ohne Polizei-Eingriffe. Redner waren Ballweg und der Anwalt Ralf Ludwig, Mitbegründer von Widerstand2020. Er befürchtete eine „absolute Gesundheitskontrolle“, bei der jeder geimpft werden solle.
Zur nächsten, ebenfalls friedlichen Demonstration auf dem Cannstatter Wasen am 9. Mai kamen 5000 Teilnehmer, nach anderen Angaben bis zu 10.000 Teilnehmer.
Der angekündigte Hauptredner war Ken Jebsen. Im Kursaal Bad Cannstatt demonstrierten gleichzeitig rund 200 Personen bei der von Gewerkschaften und linken Gruppen veranstalteten Gegenkundgebung „Solidarität. Freiheitsrechte. Klare Kante gegen Rechts“.
Am 16. Mai 2020 wurden drei Männer, die an der Demonstration von „Querdenken 711“ teilnehmen wollten, von bis zu 40 schwarz gekleideten, vermummten und bewaffneten Tätern auf dem Cannstatter Wasen stark verletzt. Zwei Geschädigte wurden ins Krankenhaus eingeliefert, ein Mann wurde lebensgefährlich verletzt. Die Staatsanwaltschaft Stuttgart ermittelt wegen eines Verdachts auf ein versuchtes Tötungsdelikt. Die Demonstration am 16. Mai wurde von mehr als 5.000 Menschen besucht. Im November 2021 wurden zwei der linksextremistischen Szene zugehörige Angreifer zu mehrjährigen Haftstrafen verurteilt. Der Verfassungsschutz Baden-Württemberg hielt hierzu fest, dass Linksextremisten „den Einsatz von Gewalt gegen Personen“ rechtfertigen würden.
An der Demonstration am 30. Mai nahmen noch ca. 200 Teilnehmer teil.
Am 13. März 2021 versammelten sich rund 1500 „Querdenker“ zu einer angemeldeten Kundgebung und zogen dann in größeren Gruppen durch die Innenstadt. Ein Fernsehteam des Südwestrundfunks (SWR) wurde mit einem Gegenstand beworfen und wiederholt verbal angegangen. Auch andere Medienvertreter, die vor dem Landtag ihre Zelte zur Berichterstattung über die am folgenden Tag stattfindende Landtagswahl aufgebaut hatten, seien von Kundgebungsteilnehmern in Sprechchören als „Lügenpresse“ beschimpft worden.
Am 3. April 2021, dem Karsamstag, versammelten sich rund 15000 Menschen in Stuttgart, größtenteils ohne Masken und Mindestabstand. Die Polizei habe 260 Anzeigen aufgenommen und betont, dass man angesichts der „Friedlichkeit“ nicht habe einschreiten können. Mehrere Beobachter kritisierten das ihrer Ansicht nach einseitige Vorgehen der Polizei gegenüber Gegendemonstranten und ein kooperatives Verhalten der Beamten mit den Kundgebungsteilnehmern. Die Veranstaltung stand unter dem Motto „Grundrechte sind nicht verhandelbar“. Laut Schilderungen einer Korrespondentin des Deutschlandfunks (DLF) wurden, wie bereits zuvor bei anderen „Querdenken“-Demos, Journalisten angepöbelt und körperlich angegriffen. Der DLF verwies demgegenüber darauf, dass auch die Pressefreiheit Teil der Grundrechte ist.
Eine Live-Schalte von tagesschau24 musste abgebrochen werden, nachdem das Team eigenen Angaben zufolge mit einem harten Gegenstand beworfen worden war. Der DJV-Vorsitzende Frank Überall erklärte, dass „die selbst ernannten Querdenker“ wieder einmal keine Hemmungen hätten, Berichterstatter als Ziel ihrer Wut anzugreifen, und kritisierte „die offensichtliche Untätigkeit der Polizeibeamten“, die nichts für den Schutz der Journalisten unternähmen. Außerdem äußerte das Ministerium für Soziales und Integration Baden-Württemberg Unverständnis über die Genehmigung der Kundgebung durch die Stadt Stuttgart.
Nachdem am 16. April 2021 der baden-württembergische Verwaltungsgerichtshof in Mannheim das städtische Verbot von zwei Demonstrationen bestätigt und noch am 17. April das Bundesverfassungsgericht zwei Eilanträge der Organisatoren abgelehnt hatte, versammelten sich dennoch laut Polizeiangaben rund 1000 Menschen in Stuttgart. Die Polizei stoppte die nicht genehmigten Aufzüge und Gruppenbildungen, stellte die Personalien von 700 Teilnehmern fest, erteilte Platzverweise und ahndete nach eigenen Angaben mehr als 1000 Verstöße gegen die Verpflichtung zum Tragen eines Mund-Nasen-Schutzes im Innenstadtbereich. Auch der „Querdenken“-Gründer Michael Ballweg wurde bei einer nicht genehmigten Kundgebung abgeführt.
Rund 400 Gegendemonstranten seien in der Stadt gewesen.

### Heidelberg
Anfang April trat in Heidelberg die Rechtsanwältin Beate Bahner als Wortführerin von Protesten auf. Sie bezeichnete die Coronaschutzmaßnahmen als illegale „Tyrannei“ und „größten Rechtsskandal, den die Bundesrepublik Deutschland je erlebt hat“. Sie behauptete, das Infektionsschutzgesetz erlaube nur Maßnahmen gegen Kranke, nicht gegen „83 Millionen Gesunde“. Ihren Eilantrag zur Aufhebung der Schutzmaßnahmen lehnte das Bundesverfassungsgericht aus formalen Gründen ab. Danach verkündete sie eine „Corona-Auferstehungs-Verordnung“, alle Geschäfte wieder zu öffnen. Am 12. April (Ostersonntag) rief sie die Polizei, weil sie sich von Passanten auf der Straße bedroht fühlte. Die Beamten nahmen sie wegen Fremd- und Eigengefährdung in Gewahrsam und brachten sie in eine Heidelberger Psychiatrie-Klinik, wo ein Arzt entschied, sie vorläufig dazubehalten. In einem als Video veröffentlichten Telefonat stellte Bahner ihre Behandlung als willkürliches Ausschalten einer politischen Gegnerin dar und behauptete, Polizisten hätten sie noch in der Klinik brutal misshandelt, und Klinikpersonal habe ihr nicht geholfen. Sie erstattete jedoch keine Strafanzeige.
Am 14. April entließ die Klinik sie wieder. Zum 15. April lud die Staatsanwaltschaft Heidelberg sie wegen ihrer Aufrufe zu unangemeldeten Protesten zur Vernehmung vor. Ihre Anhänger, darunter der Impfgegner Hans Tolzin und der AfD-Landtagsabgeordnete Stefan Räpple, demonstrierten am 15. April unangemeldet vor dem Polizeigebäude für sie und gegen die Schutzmaßnahmen. Die Polizei duldete die Kundgebung trotz auf Dauer nicht mehr eingehaltener Mindestabstände. Bahner, äußerlich unverletzt, erklärte dort sarkastisch, man solle der „rechten Lügenpresse“ die Berichte über ihre Misshandlung nicht glauben; tatsächlich sei sie betrunken vom Fahrrad gefallen.
Der Auftritt spaltete ihre Anhänger; ein Teil sahen darin eine „Inszenierung“ und wollten Bahner nicht weiter unterstützen. Die Polizei Heidelberg ermittelt gegen Bahners Unterstützer wegen der Verstöße gegen die Auflagen.
Am Samstag, den 18. April, gab es am Heidelberger Uniplatz eine reguläre, angemeldete Demonstration.

### Bodensee

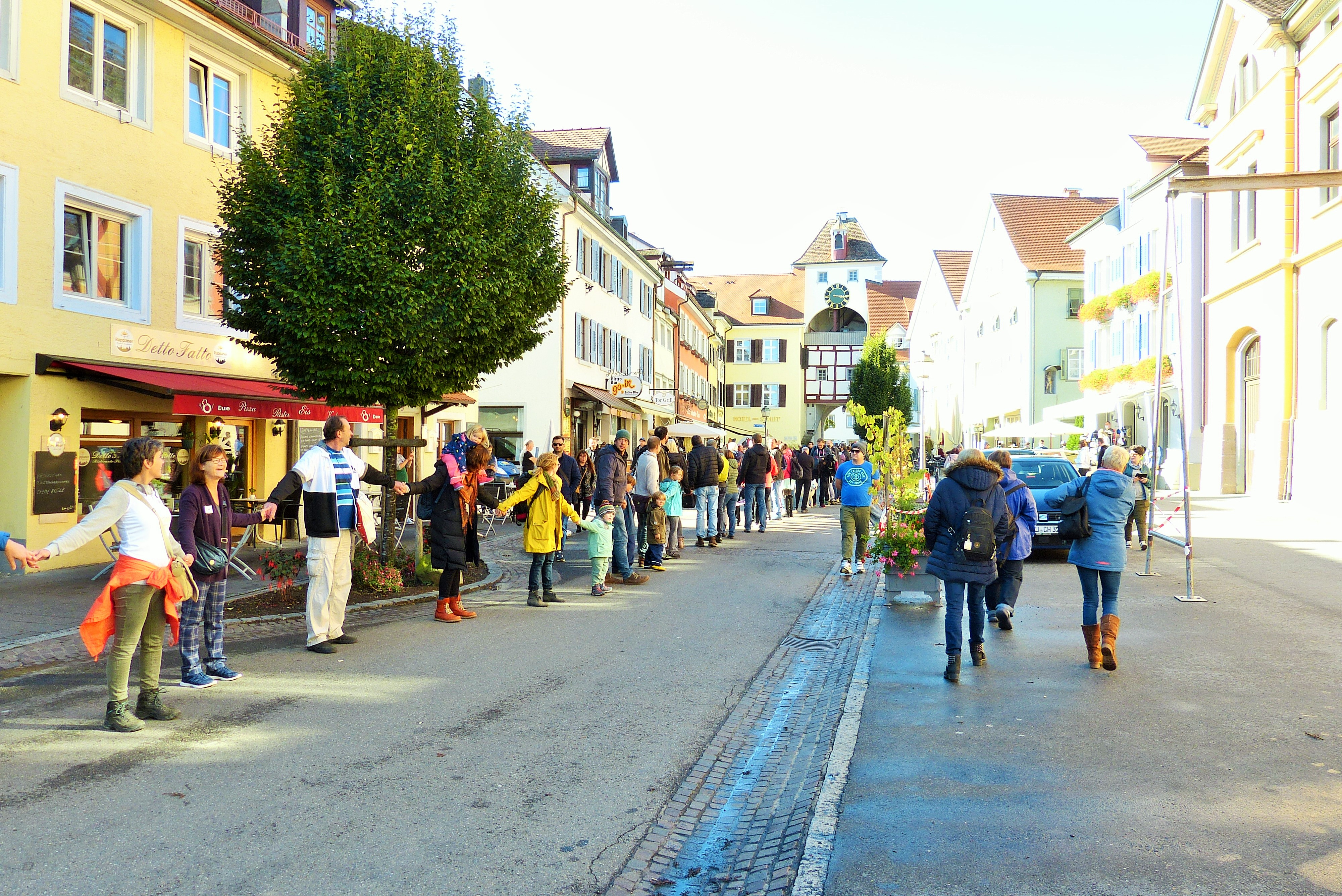
Menschenkette am 3. Oktober 2020 in Meersburg

Die Initiative Querdenken rief zu einer „Friedenskette zum 30. Jahrestag der deutschen Einheit“ am 3. Oktober 2020 um den Bodensee auf. Den nach Polizeiangaben rund 11.000 Teilnehmern auf deutscher Seite gelang es nicht, eine geschlossene Menschenkette zu bilden. Die Veranstalter sprachen zuerst von 60.000 bis 70.000 Teilnehmern, später reduzierten sie diese Anzahl selbst auf 30.000 bis 35.000 Teilnehmer.
Zu den Auflagen der Stadt Konstanz gehörte ein Verbot von „Reichskriegsflaggen, Kaiserreichsflaggen und Zeichen, die einen deutlichen Bezug zu den Verbrechen des Nationalsozialismus haben und eine Verbindung zu der aktuellen Corona-Pandemie herstellen“. Derartige Symbole waren laut SWR nicht zu sehen. Eine Maskenpflicht galt bei Einhaltung des Mindestabstands nicht.
Am Folgetag versammelten sich laut Polizeiangaben „maximal 2000 Menschen bei den Kundgebungen der Initiative Querdenken“. Einige der angemeldeten Demonstrationen mussten mangels Teilnehmern abgesagt werden. Die Teilnehmerzahl lag an beiden Tagen deutlich unter den Erwartungen der Veranstalter und wurden von Gegenprotest begleitet. Die Querdenken-Demonstrationen und die 24 angemeldeten Gegendemonstrationen wurden als überwiegend friedlich eingeschätzt.

### Leipzig

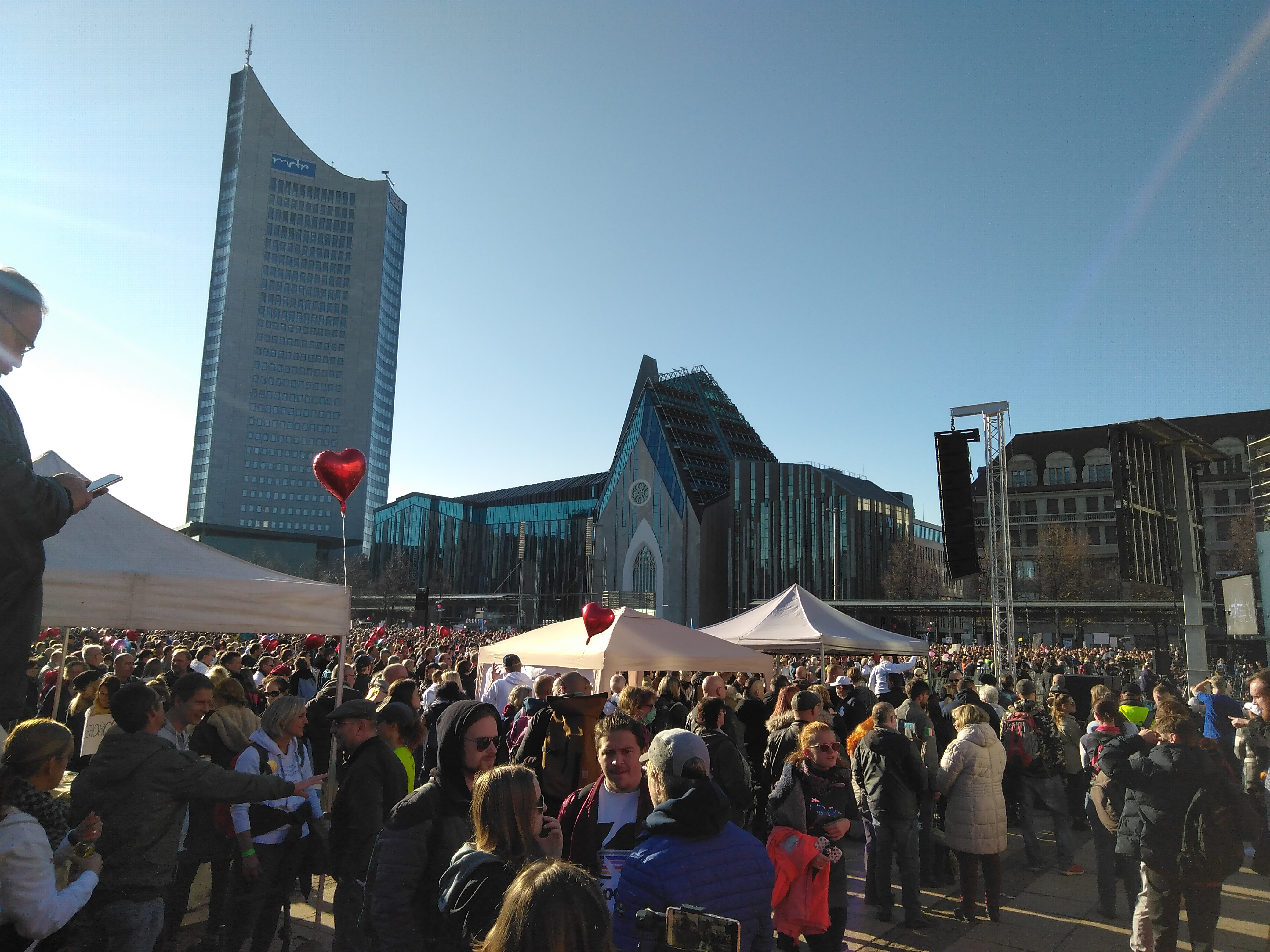
Versammlung in Leipzig, Initiative Querdenken, 7. November 2020

Für den 7. November 2020 wurden in Leipzig 27 Demonstrationen, Versammlungen und Kundgebungen angemeldet. Die größte davon war die von der Initiative Querdenken angemeldete Demonstration, die von der Stadt Leipzig zunächst auf Parkplätze der Neuen Messe außerhalb des Stadtzentrums verlegt wurde, was das Verwaltungsgericht am Freitagabend im Eilverfahren zunächst auch bestätigte.
Das Oberverwaltungsgericht Bautzen hob diese Entscheidung allerdings später auf und entschied, dass die Demonstration unter Auflagen mit 16.000 Menschen wie angemeldet auf dem zentral gelegenen Augustusplatz stattfinden durfte, der Marsch durch die Stadt wurde hingegen mit Verweis auf die sächsische Corona-Schutzverordnung untersagt.
Aufrufe zur Teilnahme an der Kundgebung erfolgten auch durch das rechte Compact-Magazin, die NPD, das Bündnis „Pro Chemnitz“ und andere Rechtsradikale.
An der Veranstaltung nahmen zwischen 20.000 (Angabe der Polizei) und 45.000 Personen (Angabe der Forschungsgruppe Durchgezählt des Fachbereichs Soziologie der Universität Leipzig) teil.
Auf der Bühne traten als Redner unter anderem der Pfarrer und ehemalige DDR-Bürgerrechtler Christoph Wonneberger auf sowie ein 12-jähriger Junge, der Parallelen zwischen dem Leipzig des Jahres 1989 und diesem 7. November 2020 zog.
Auf Schildern und Shirts von Kundgebungsteilnehmern stand in Anspielung auf die ebenfalls Anfang November 2020 abgehaltene US-Wahl „Trump Forever“ und „Lieber Trump als Merkel“.
Im späteren Verlauf des Tages wurde diese Kundgebung durch die Polizei für beendet erklärt, da sich die Teilnehmer nicht an die Corona-Schutzmaßnahmen (die nötigen Sicherheitsabstände und Mundnasenschutzvorgaben) hielten und die Demonstration lediglich für bis zu 16.000 Menschen genehmigt worden war.
Dennoch marschierten Tausende Teilnehmer nach Auflösung über den Leipziger Innenstadtring, ohne dass die Polizei dies wirksam verhindern konnte. An der Kundgebung nahmen auch Hunderte Rechtsextremisten, darunter zahlreiche Hooligans, teil.
Während die Veranstaltungen im Laufe des Tages im Wesentlichen friedlich verliefen, eskalierte die Lage im Laufe des Nachmittags und Abends an einer Straßensperre der Polizei, welche die immer noch vielen Tausend Demonstranten am ungenehmigten Weitermarsch über den Innenstadtring zu hindern versuchte. Während und nach der Demonstration kam es zu Übergriffen der Teilnehmer auf Polizeibeamte und Zivilisten, etwa mit Pyrotechnik. Die Polizei setzte Pfefferspray ein.
Die Journalistengewerkschaft DJU meldete nach Medienberichten mindestens 32 Attacken auf Journalisten, die im Wesentlichen von Teilnehmern an der großen „Querdenken“-Demonstration aber auch von Gegendemonstranten ausgegangen seien.
Die DJU selbst berichtet davon, dass mindestens 38 Medienvertreterinnen und -vertreter an der Arbeit gehindert wurden, neun davon durch die Polizei, und weiterhin, dass mehrere Journalisten zum Teil massiv körperlich attackiert worden seien.
Laut Polizei wurden an diesem Tag im gesamten Stadtgebiet in Zusammenhang mit den Demonstrationen 102 mögliche Straftaten erfasst, darunter ein schwerer Landfriedensbruch, zehn Landfriedensbrüche, 14 tätliche Angriffe auf Vollstreckungsbeamte, neun Widerstände gegen Vollstreckungsbeamte, 13 Körperverletzungen und elf Sachbeschädigungen. Es wurden 13 vorläufige Festnahmen und 18 Gewahrsamnahmen vollzogen und rund 140 Corona-Ordnungswidrigkeiten aufgenommen.
Der von der Polizei als schwerer Landfriedensbruch bezeichnete Vorfall ereignete sich am Abend dieses Tages im von der Leipziger Volkszeitung als „linker Szenestadtteil“ bezeichneten Connewitz, als zwei Busse mit abreisenden Demonstranten von mutmaßlichen Gegendemonstranten an der Weiterfahrt gehindert und mit Steinen und Flaschen angegriffen und beschädigt wurden. Die Polizei bestätigte, dass es dabei zu Verletzungen mehrerer Bus-Insassen kam. Im Anschluss ermittelte die Soko LinX wegen schweren Landfriedensbruchs und Sachbeschädigung. In Connewitz wurden am späteren Abend auch Barrikaden angezündet und ein Polizeiposten attackiert.
Parallel zu den Anti-Corona-Kundgebungen hatten sich in Leipzig auch mehrere hundert Gegendemonstranten auf verschiedenen angemeldeten Veranstaltungen versammelt.
Der Anwalt und „Querdenken“-Wortführer Ralf Ludwig begrüßte am Tag danach die Teilnahme von Rechtsextremen wie der NPD: Man demonstriere ja für Freiheit und Demokratie und „wenn sich die NPD genau diesem anschließt, dann ist das doch ein Erfolg von uns“.
Schon kurz zuvor hatte der Anwalt und „Querdenken“-Sprecher Markus Haintz auf seinem Telegram-Kanal ein Posting des Neonazis Michael Brück geteilt, in dem dieser sich über einen Freispruch wegen eines Verstoßes gegen die Corona-Schutzverordnung freute. Auch Haintz schrieb von einem „historischen Freispruch“.
Eine für den 21. November geplante „Querdenker“-Kundgebung in Leipzig wurde vom Veranstalter kurzfristig abgesagt – obwohl bereits Hunderte Menschen vor Ort waren –, da die Versammlungsbehörde das ihr vorliegende „unvollständige Attest zur Maskenbefreiung“ des Veranstalters nicht akzeptiert hatte. Zusätzlich gab es mehrere nicht genehmigte Spontandemonstrationen sowohl von Gegnern der Corona-Politik als auch von Gegendemonstranten. Die Polizei war mit einem Großaufgebot im Einsatz, um die beiden Lager an mehreren Stellen der Innenstadt voneinander fernzuhalten.
An der Kundgebung gegen die Corona-Maßnahmen auf dem Marktplatz nahm auch der AfD-Abgeordnete Hans-Thomas Tillschneider teil. Zeit Online berichtete, dass sich in der ersten Reihe „zunehmend alkoholisierte Neonazis und Hooligans“ befunden hätten. Die gerufenen Parolen hätten zudem „keinerlei Bezug zur Corona-Pandemie“ gehabt, sondern hätten „eindeutig dem Reichsbürger-Milieu“ entstammt. Die Polizei meldete 23 Straftaten, der Deutsche Journalistenverband Sachsen berichtete von zwei körperlichen Angriffen auf Journalisten.
In Reaktionen wurde hervorgehoben, dass die Polizei diesmal die Lage besser im Griff gehabt habe, dennoch gab es auch Kritik.
Für den 10. April 2021 wurde eine weitere Demonstration der „Querdenker“-Bewegung angemeldet. Die Stadt Leipzig verbot diese Versammlung. Das Verwaltungsgericht Leipzig und das Sächsische Oberverwaltungsgericht lehnten aber Eilanträge gegen das Verbot ab. Die Polizei setzte das Verbot durch.
Am 6. November 2021 fand eine Kundgebung von Querdenken mit einer mittleren vierstelligen Teilnehmerzahl statt. Erneut wurde wie im Vorjahr eine vermeintliche Traditionslinie zu den Protesten gegen das SED-Regime gezogen. Ein ursprünglich geplanter Protestzug wurde behördlicherseits untersagt, dafür bildeten sich mehrere spontan verlaufende Aufzüge durch die Innenstadt. Polizeikräfte wurden attackiert und Absperrungen durchbrochen.

### Dresden

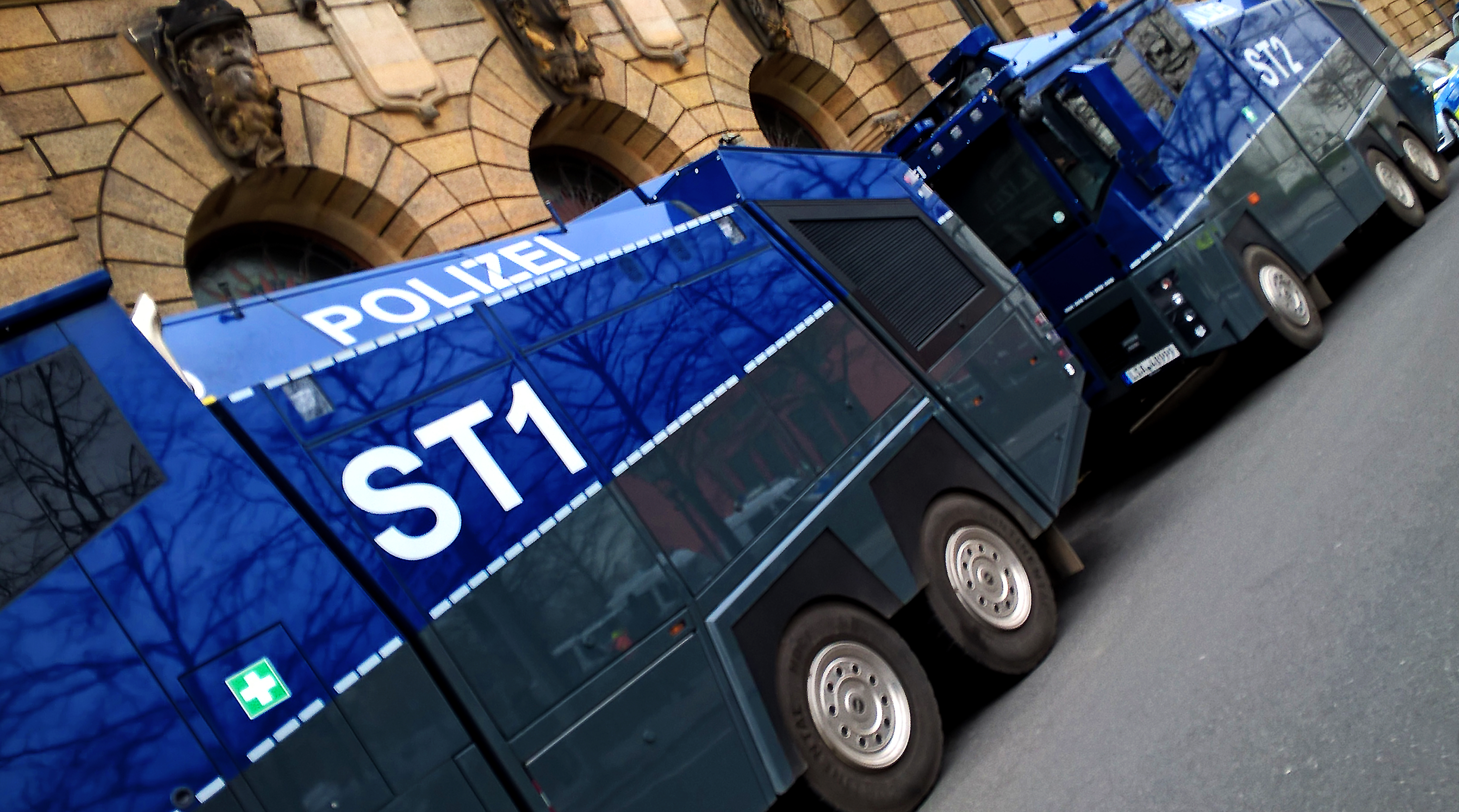
Wasserwerfer vor dem Polizeirevier Dresden-Schießgasse

Trotz eines durch das Verwaltungsgericht Dresden und das Sächsische Oberverwaltungsgericht bestätigten Verbotes versammelten sich am 13. März 2021 Hunderte Teilnehmer zu einer „Querdenken“-Demonstration. Dabei kam es zu Verstößen gegen Corona-Bestimmungen; so wurden Mindestabstände nicht eingehalten und das Tragen eines Mund-Nasen-Schutzes verweigert. Laut Polizei war die Stimmung sehr gereizt. Auf Fotos und Videos war zu sehen, wie Polizeisperren durchbrochen und Polizeibedienstete zu Boden gerissen wurden. Zwölf Polizisten wurden verletzt. Auf dem YouTube-Livestream des umstrittenen und der „Querdenken“-Bewegung nahestehenden Journalisten Martin Lejeune drohte ein Demonstrant, beim nächsten Mal mit einer Waffe wiederzukommen, und fügte hinzu „und wenn ich zwei umschieße“.
Die Polizei erteilte 49 Platzverweise, 390 Ordnungswidrigkeiten wegen Verstoßes gegen die Corona-Schutzverordnung wurden angezeigt und 32 Straftaten festgestellt. Nach Angaben von Pressevertretern kam es auch zu Angriffen und Beleidigungen gegenüber Journalisten. Die als rechts eingestufte Gruppe „Heidenauer Wellenlänge“ hatte eine Kundgebung von 150 Teilnehmern vor dem Kongresszentrum angemeldet, zu der jedoch insgesamt 1000 bis 2000 Teilnehmer erschienen waren. Rufe wie „Die Pandemie ist vorbei“ waren zu hören.
Als mehrere hundert Kundgebungsteilnehmer sich in Richtung Impfzentrum in Bewegung setzten, fuhr die Polizei mehrere Wasserwerfer davor auf, um das Gebäude zu schützen, was erfolgreich gewesen sei, so ein Polizeisprecher. Mehrere Politiker verurteilten die Gewalt; von Seiten der Grünen und Linken wurde der Polizei bzw. dem sächsischen Innenministerium als Dienstherr Versagen vorgeworfen.
Am 17. April 2021 war eine weitere Demonstration geplant, die jedoch verboten wurde. Das Sächsische Oberverwaltungsgericht hatte am Vortag das Versammlungsverbot bestätigt. Es begründete seine Entscheidung unter anderem damit, dass die Veranstalter es mit an Sicherheit grenzender Wahrscheinlichkeit nicht schaffen würden, ihr Hygienekonzept durchzusetzen, da sich die Teilnehmer nicht daran halten würden.
Die Polizei in Dresden setzte das Verbot durch. Sie erteilte an diesem Samstag 64 Platzverweise und ahndete 202 Verstöße gegen die Corona-Schutz-Verordnung. Gegen sechs Personen wurden Ermittlungsverfahren wegen Fälschung von Gesundheitszeugnissen (§ 277 StGB) oder Gebrauchs unrichtiger Gesundheitszeugnisse (§ 279 StGB) eingeleitet. Fast 2000 Polizeibeamte aus verschiedenen Bundesländern waren im Einsatz. Wasserwerfer standen bereit.

### Bonn
Am 10. Oktober 2020 veranstaltete die lokale Initiative Gemeinsam2020 auf der Hofgartenwiese vor der Universität eine Demonstration, an der rund 600 Menschen teilnahmen. Zudem gab es eine Gegendemonstration.

### Kassel
Zu einer „Querdenken“-Demo kamen am 20. März 2021 in Kassel laut Polizeischätzungen 15.000 bis 20.000 Menschen zusammen, obwohl laut Beschluss des Hessischen Verwaltungsgerichtshofs nur an zwei Orten 5000 bzw. 1000 Menschen zugelassen waren. Die Mehrheit der Demonstranten hielt sich nicht an die Abstands- und Maskenpflichtauflagen. Die Polizei verteidigte ihre Einsatztaktik in einer Mitteilung dahingehend, dass „der temporäre Verzicht auf Zwangs- und Verfolgungsmaßnahmen in der Rechtsgüterabwägung notwendig und angemessen“ gewesen sei. Als Polizisten mit Flaschen beworfen wurden, wurde ein Wasserwerfer eingesetzt. Eine „konsequente Verhinderung“ von unerlaubten Umzügen außerhalb der beiden Plätze hätte, so die Polizei, „zu einer nicht unerheblichen Anzahl von Verletzten“ geführt. Journalisten wurden von Kundgebungsteilnehmern angegangen und beschimpft und ein Video zeigte, wie ein Kameramann des Hessischen Rundfunks von hinten attackiert wurde.
Der CDU-Politiker Martin Heipertz trat auf einer Bühne auf mit der Aussage, er sei gegen COVID-19-Impfungen, da nach seiner Ansicht die Impfstoffe auf Abtreibungen beruhen würden. Der Kasseler Oberbürgermeister Christian Geselle (SPD) kommentierte die Veranstaltung mit den Worten, „Infektionsschutz, demokratische Ausübung der Versammlungsfreiheit und auch menschlicher Anstand [seien] in großen Teilen nicht vorhanden“ gewesen. Für Kritik und Empörung sorgten Bilder und Videos, auf denen zu sehen war, wie Polizisten aus Thüringen eine Gegendemonstrantin zu Boden reißen und zur Seite schleifen, ein thüringischer Polizist einer weiteren Gegendemonstrantin das Gesicht in Richtung ihres Fahrradlenkers drückt und ein Gegendemonstrant von einem Polizisten mit der Faust ins Gesicht geschlagen wird.
Ein Foto auf Twitter zeigte eine Polizistin, die mit ihren Händen ein Herz formt, neben einer „Querdenken“-Kundgebungsteilnehmerin, die ein Schild mit der Aufschrift „Schützt unsere Kinder vor diesem Wahnsinn“ trägt. Das Polizeipräsidium Nordhessen sagte zu, man werde diese Sachverhalte intensiv aufarbeiten. Auch die Polizei Thüringen schrieb, man nehme Kritik an der Einsatzführung immer ernst und würde den Einsatz auswerten. Nach den Worten von Christopher Vogel vom Mobilen Beratungsteam gegen Rassismus und Rechtsextremismus bildeten die Kasseler „Querdenken“-Kundgebungsteilnehmer eine recht heterogene Masse. Viele würden sich, so Vogel, in einer Pose zwischen Sophie Scholl und Pippi Langstrumpf sehr wohlfühlen.

### Erlangen
Am 20. November 2021 protestierte die Initiative „Studenten stehen auf“ in Erlangen dagegen, dass die Friedrich-Alexander-Universität Erlangen-Nürnberg als erste Hochschule in Deutschland eine 2G-Regelung erlassen hatte, durch die ungeimpften Studierenden die Teilnahme an Präsenzveranstaltungen der Universität verboten wurde. An der Kundgebung nahmen in der Spitze 800 bis 1000 Personen teil, darunter nicht nur Studierende. Die Polizei registrierte auf der friedlich verlaufenden Demonstration mehrere Verstöße gegen das Gebot, Masken zu tragen.
Die Studierendenvertretung der Friedrich-Alexander-Universität distanzierte sich „klar“ von der Kampagne der Initiative „Studenten stehen auf“. Laut Angaben der Studierendenvertretung handelt es sich bei der „Studenten stehen auf“-Bewegung „um eine Gruppierung, die der Querdenken-Bewegung nahesteht und die mutmaßlich nur wenige Mitglieder aus der FAU hat“.

### Halle (Saale)
Bereits seit Frühsommer 2020 gibt es in der Saalestadt unter dem Namen „Bewegung Halle“ teilweise mehrmals wöchentlich Proteste gegen die Corona-Politik von Stadt, Land und Bund. Versammelten sich anfangs zumeist nur wenige Dutzend Personen um die von der Hallenserin Sandra Gabriel angeführte Gruppe, so waren im Winter 2021/22 laut Polizeiangaben teils um die 3.000 Teilnehmenden bei den Demos dabei. Laut Eigendefinition ist die Gruppe der Demo-Teilnehmenden heterogen, allerdings nehmen seit Beginn der Proteste an immer wieder Personen aus dem rechtsradikalen Spektrum an dem Demos teil, vor allen Dingen aus dem Umfeld des Rechtsradikalen Sven Liebich und dessen sogenannter „Montagsdemo“ in Halle.
Das hallesche Bündnis gegen Rechts hat die selbsternannte „Bewegung“ mehrfach unter anderem wegen Verharmlosung bzw. Relativierung des Holocaust öffentlich kritisiert. Der Grund dafür ist, dass mehrfach Teilnehmende mit Judenstern und der Aufschrift „ungeimpft“ auf den Demos gesichtet worden waren.

### Weitere Proteste
Ab April 2020 fanden in vielen weiteren Städten Kundgebungen gegen die staatlichen Pandemiemaßnahmen statt. Einige davon überschritten die angemeldete oder erlaubte Personenzahl oder waren unangemeldet, so dass sie polizeilich aufgelöst wurden. Kundgebungen gab es bisher unter anderem in folgenden Orten:
| Datum                 | Ort                                                          | Beschreibung | Teilnehmer (etwa) ggf. Verbot                   |
| --------------------- | ------------------------------------------------------------ | --- | ----------------------------------------------- |
| 25. April 2020        | Kempten                                                      | | 320                                             |
| 1. Mai 2020           | Aue                                                          | | 210                                             |
| 1. Mai 2020           | Zwickau                                                      | | >100                                            |
| 2. Mai 2020           | Erfurt                                                       | | 200                                             |
| 2. Mai 2020           | Gera                                                         | | 300                                             |
| 2. Mai 2020           | Krumbach                                                     | | 500                                             |
| 2. Mai 2020           | Memmingen                                                    | | 150 (trotz Absage)                              |
| 9. Mai 2020           | Gera                                                         | | 750                                             |
| 16. Mai 2020          | Frankfurt am Main                                            | An einer Demonstration von Gegnern der Corona-Maßnahmen am 16. Mai 2020 auf dem Roßmarkt in Frankfurt am Main beteiligten sich hunderte Menschen. Ein Teilnehmer der Kundgebung zeigte den Hitlergruß. Die Demonstration wurde von Gegenprotest begleitet, an dem mehr als 1.000 Menschen teilnahmen. Antifaschistische Gruppen störten die Demonstration auf dem Roßmarkt. Ein Mann versuchte einen Redner vom Gutenberg-Denkmal zu stoßen. Einer ehemaligen Pegida-Aktivistin, welche ebenfalls eine Rede halten wollte, wurde das Megafon entrissen. | 1.500, davon Gegendemonstranten in der Überzahl |
| 16. Mai 2020          | Schwerin                                                     | | 650                                             |
| 16. Mai 2020          | Passau                                                       | | 275                                             |
| 14. November 2020     | Frankfurt am Main                                            | nach Nichteinhaltung von Hygiene- und Abstandsregeln unter Nutzung unmittelbaren Zwangs (unter anderem Einsatz von Wasserwerfern) aufgelöst | 600                                             |
| 14. November 2020     | Karlsruhe                                                    | | 900 bis 1.000                                   |
| 14. November 2020     | Regensburg                                                   | | 1.000                                           |
| 14. November 2020     | Aichach                                                      | | 800 bis 1.000                                   |
| 14. November 2020     | Düsseldorf                                                   | Veranstalter der Demonstration auf den Rheinwiesen war die Initiative „Querdenken 211“. Eine weitere kleinere Demonstration fand in der Altstadt statt. | circa 500                                       |
| 14. November 2020     | Bonn                                                         | Gegen die Veranstalter wurde ein Ordnungsgeld von 20.000 Euro verhängt. | 400                                             |
| 14. November 2020     | Aachen                                                       | Eine Reihe von Teilnehmern versuchten mit Attesten die Maskenpflicht zu umgehen. | 250                                             |
| 6. Februar 2021       | Erfurt                                                       | Im Rahmen der Veranstaltung wurden Kränze und Gebinde niedergelegt, die nach Eigendarstellung dem Gedenken an Diktaturopfer dienen sollten. Seitens der Gedenkstätte Buchenwald wurde dem veranstaltenden Verein Bürger für Deutschland daraufhin Geschichtsrelativismus vorgeworfen. Der Auftritt des ehemaligen Pfarrers Ricklef Münnich auf der Kundgebung sorgte kirchenintern für Kritik. | 150                                             |
| 20. März 2021         | Aue                                                          | | 1.000                                           |
| 17. April 2021        | Wiesbaden                                                    | Kundgebung in den Reisinger Anlagen vorzeitig beendet. Danach ungenehmigter Demonstrationszug Richtung Innenstadt von der Polizei eingekesselt und aufgelöst. | 1.200                                           |
| 26. April 2021        | Schmalkalden                                                 | Im Anschluss an einen nicht angemeldeten „Spaziergang“ von Gegnern der Corona-Maßnahmen, bei denen sich ein Großteil der Teilnehmenden nicht an Hygiene- und Abstandsgebote hielt, wurden vier Polizeibeamte bei der Feststellung der Identität eines Mannes von mehreren Kundgebungsteilnehmern – Männern wie Frauen – gefilmt, beschimpft und aggressiv attackiert. Zwei der Polizisten, so die Einsatzleitung, hätten im Krankenhaus behandelt werden müssen. | ca. 60                                          |
| 30. April 2021        | Rosenheim                                                    | Genehmigte Demonstration im Mangfallpark Süd, begrenzt auf 1.000 Teilnehmer, mehrere hundert Protestierende wurden daher von der Polizei am Eingang zum Parkgelände abgewiesen. | circa 1.000                                     |
| September 2021        | Freiburg im Breisgau, Rottenburg am Neckar, Schwäbisch Gmünd | In Freiburg postierten sich ca. 100 Querdenker vor einer privaten Montessori-Schule, die für Realschüler und Gymnasiasten einen freiwilligen Corona-Impftermin organisiert hatte, und skandierten Parolen wie „Hände weg von unseren Kindern!“. In Schwäbisch Gmünd und Rottenburg wurden Impfbusse auf dem Weg zu Schulen blockiert. In allen Fällen musste die Polizei gerufen werden. Die Aktionen, die als Einschüchterungsversuche gewertet wurden, wurden stark kritisiert. | > 110                                           |
| 27./29. November 2021 | Greiz, Eisenach, Erfurt                                      | Im ostthüringischen Greiz kamen am Abend des 27. November 2021 nach Polizeiangaben rund 800 Teilnehmer zu einem stillen Protest zusammen. Es habe keine Verstöße gegeben. In Eisenach hingegen, wo am selben Abend etwa 600 Menschen zu einem „Spaziergang“ auf die Straße gingen, kam es zu Konflikten mit der Polizei, die Reizgas einsetzte. Sechs Straftaten wegen Landfriedensbruchs und Widerstands gegen Vollstreckungsbeamte wurden aufgenommen, zudem seien 60 Platzverweise ausgesprochen und fünf Verstöße gegen die Corona-Auflagen festgestellt worden. Laut Polizei waren auch mehrere NPD-Politiker sowie ein AfD-Bundestagsabgeordneter auf der Veranstaltung anwesend. Am 29. November 2021 nahmen in Erfurt rund 650 Menschen an einem nicht angemeldeten „Corona-Spaziergang“ teil. Viele hatten Kerzen dabei und trugen keinen Mund-Nasen-Schutz. Laut Polizei verlief dieser Protest „friedlich und weitgehend störungsfrei“. | ca. 2050                                        |
| 26. Dezember 2021     | Schweinfurt                                                  | Am zweiten Weihnachtsfeiertag 2021 nahmen rund 2500 Personen an Corona-Protesten in Schweinfurt teil. Nach Angaben der Polizei versammelten sich zunächst mehrere hunderte zunächst friedlich Protestierende. Aus den Reihen einzelner Marschkolonnen, die die Polizei aufzulösen versucht habe, seien Polizeibeamte dann körperlich angegriffen, beleidigt und bespuckt worden. Acht Personen seien festgenommen worden, gegen 44 werde ein Ordnungswidrigkeitsverfahren eingeleitet. Ein vierjähriges Kind geriet in eine Pfefferspraywolke, nachdem seine Mutter versucht hatte, mit ihm eine Absperrung zu durchbrechen. Das Kind wurde unverzüglich medizinisch versorgt; gegen die Mutter wurde Anzeige erstattet und das Jugendamt wurde informiert. | rund 2500                                       |
| 10. Januar 2022       | Magdeburg                                                    | In Magdeburg kam es zu einer nicht angemeldeten Demonstration, die von der Polizei aufgelöst wurde. Fünf Beamte erlitten leichte Verletzungen, es wurden mehrere Ermittlungsverfahren eingeleitet. | 1800                                            |
| 31. Januar 2022       | Landkreis Görlitz und Bautzen                                | Wiederholt kam es in den Landkreisen Görlitz und Bautzen zu sogenannten „Montags-Spaziergängen“ gegen die Corona-Maßnahmen und Impfpflicht für bestimmte Berufsgruppen. Nach Angaben der Polizei bisweilen die größten in beiden Kreisen, seit Beginn der Corona-Pandemie. Alle Versammlungen blieben friedlich. Die Spaziergänge finden jeden Montag Abend statt. Teilnehmerzahlen waren in Bautzen (ca. 3000), Löbau (ca. 3000), Görlitz (ca. 1500), Zittau (ca. 1000), Bischofswerda (ca. 1000), Kamenz (ca. 800), Radeberg (ca. 650), Ebersbach/Sa. (ca. 550), Hoyerswerda (ca. 500) | 13.900                                          |
| 25. Juni 2022         | Frankfurt am Main                                            | Demonstration „Million March II“ | >5.000                                          |